# Liste der Straßen und Plätze in Berlin-Rosenthal

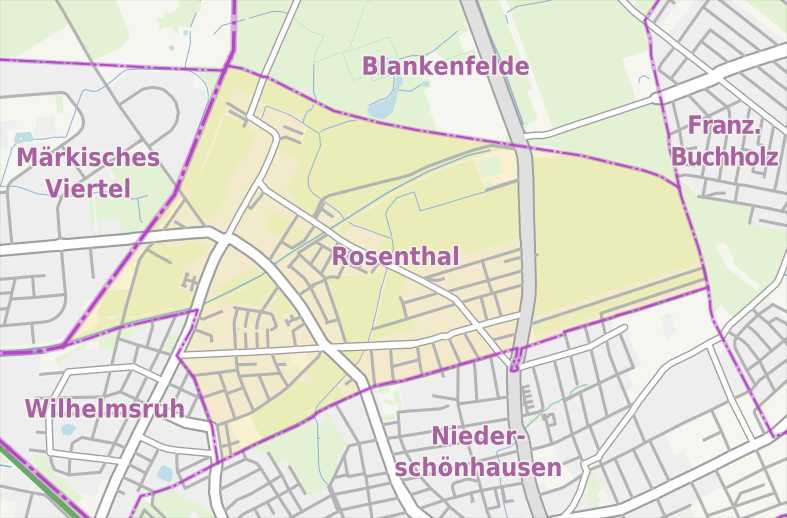
Übersichtskarte von Berlin-Rosenthal

Die Liste der Straßen und Plätze in Berlin-Rosenthal beschreibt das Straßensystem im Berliner Ortsteil Rosenthal (Bezirk Pankow) mit den entsprechenden historischen Bezügen. Gleichzeitig ist diese Zusammenstellung ein Teil der Listen aller Berliner Straßen und Plätze.

## Überblick

### Statistisches
Der Ortsteil Rosenthal hat 10.107 Einwohner (Stand: 31. Dezember 2024) und umfasst den Postleitzahlenbereich 13158.
Die Gesamtlänge der für Rosenthal in der amtlichen Straßenliste aufgenommenen 147 gewidmeten Straßen beträgt 54,8 Kilometer. Die neue Benennung von 65 Privatstraßen zu Beginn der 2010er Jahre erhöhte den Rosenthaler Anteil am Pankower Bezirksstraßennetz. Das öffentliche Straßennetz (2011) im gesamten Bezirk ist 613,0 Kilometer lang. Neben dem Bezirk Steglitz-Zehlendorf (637,6 km) und dem Bezirk Treptow-Köpenick (668,1 km) verfügt der Bezirk Pankow über eines der größten Straßennetze in der deutschen Hauptstadt. Nach dem Flächenanteil besitzt der Bezirk mit mehr als 1050 Hektar sogar das größte Straßennetz, wobei der Anteil von 10,2 % an der Pankower Bezirksfläche jedoch (nur) den siebten Platz zuweist.

### Entwicklung des Straßensystems
„Rosenthal, Pfarrdorf im Nieder=Barnimschen Kreise ¾ Meilen von Berlin, vor dem Rosenth. Thore mit 28 Feuerstellen und 253 Einwohnern.“

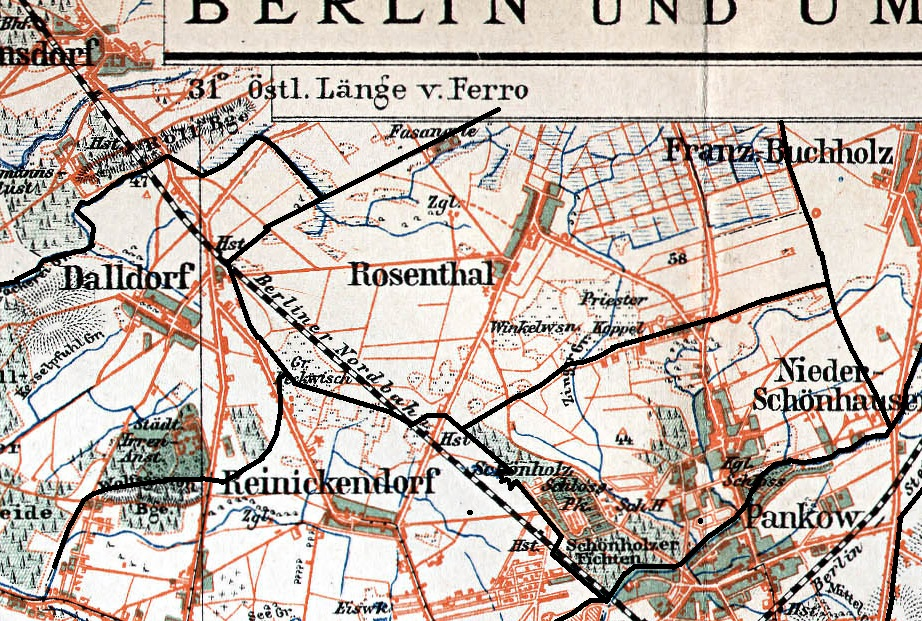
Situation von Rosenthal um 1894 (nach Meyers Lexikon) mit den Gemarkungsnamen

Auf der Karte von 1894 finden sich neben der Dorfstraße durch den Ortskern fünf weitere Straßen und ein Weg von Rosenthal weg. Im Zuge der heutigen Mönchmühler Straße führt ein Weg nach Norden (etwas westlich von der Hauptstraße versetzt) in Richtung Blankenfelde durch Rieselfelder. Südwärts geht die Straße geradlinig im Zuge der heutigen Wilhelmsruher Hauptstraße nach Reinickendorf vorbei an der Haltestelle der Berliner Nordbahn (seit 1937: S-Bahnhof Wilhelmsruh). Die Kolonie Wilhelmsruh (der heutige Ortsteil) ist noch Flur, teilweise sumpfiges Gelände. Von der Dorfmitte an der Kirche führt die Schönhauser Straße nach Osten mit Anschluss an Niederschönhausen. Von dieser geht am östlichen Dorfrand der heutige Hauptweg über die damals dorfferne Chaussee (Dietzgenstraße) direkt zur Ortsmitte von Französisch Buchholz (heutiger Rosenthaler Weg). Am südlichen Ortsrand verläuft eine Straße nach Westen. Diese teilt sich in einen südwestlichen Zweig im Zuge des (heutigen) Wilhelmsruher Damms nach Dalldorf (seit 1905: Wittenau), vorbei an der Haltestelle Dalldorf (seit 1912: S-Bahnhof Wittenau) der Nordbahn. Eine nordwestliche Straße (im Lauf der heutigen Quickborner Straße) geht vorbei an der Fasanerie als Straße nach Wittenau.
Während die Ortslage Nordend 1920 zum Verwaltungsbezirk Pankow kam und in den Nachkriegsjahren eine Ortslage von Rosenthal wird, gehörte sie in den 1930er Jahren (politisch) zu Niederschönhausen, dagegen gehörte Wilhelmsruh als vormaliger Teil der Niederbarnimer Gemeinde Rosenthal Anfang der 1930er Jahre zum Verwaltungsbezirk Reinickendorf und kam mit der Gebietsreform 1938 zum Verwaltungsbezirk Pankow, vergleiche dazu den Hinweis im Adressbuch 1933. Auskunft finder sich an den Gemarkungsgrenzen zwischen Blankenfelde, Rosenthal, Niederschönhausen und Wilhelmsruh und damit an den Bezirksgrenzen auf der Übersichtskarte im 1925er Adressbuch.

### Heutige Situation
Seit den 1990er Jahren besteht das wesentliche Straßennetz im Zuge der Friedrich-Engels-Straße und des Wilhelmsruher Damms in der Verbindung von Niederschönhausen zum Märkischen Viertel. Ergänzt wird dies nach Reinickendorf als Hauptverkehrsverbindung durch den Ortsteil Wilhelmsruh über die Hauptstraße. An das Bundesstraßensystem ist Rosenthal über die Kastanienallee zur Dietzgenstraße (im Zuge der B 96a) angeschlossen, ersatzweise durch die Mönchmühler Straße über Blankenfelde. Andernfalls besteht der Anschluss zur B 96 über den Wilhelmsruher Damm. Der Ausbauzustand der Kastanienallee und der Friedrich-Engels-Straße in den 2010er Jahren ist noch durch die Randlage des Ortsteils bis zum Fall der Berliner Mauer 1989 gekennzeichnet. Einst hatte Rosenthal einen eigenen S-Bahnhof an der Heidekrautbahn, neben Buslinien ist die Verbindung zum Berliner Zentrum durch die Metrotramlinie M1 möglich. Die Friedrich-Engels-Straße (bis 1951 Reichskanzlerdamm) ist seit Ende der 1920er Jahre wesentlich für die Erschließung der Ansiedlung Eigene Scholle bei Berlin-Rosenthal (VI 450) zuständig gewesen. Der heutige Ausbauzustand als Hauptstraße mit übergeordneter Bedeutung bringt die in den 2010er Jahren beginnenden Ausbauarbeiten zum Anschluss an das Märkische Viertel mit sich.
Im Zusammenhang mit der Notwendigkeit, in Gartenanlagen eindeutige Straßenzuordnungen zu schaffen und der Aktivitäten des Bezirks Pankow im Auftrag der Eigentümer, wurden 103 Straßen in den Anlagen Am Rollberg, Einigkeit, Schönwald und Nordend in Abstimmung mit den Siedlern neu benannt und gewidmet, die Grundstücke wurden teilweise anders geordnet. Diese Benennungen am Nordrand des Ortsteils aus den Jahren 2011 bis 2014 sind die jüngsten Straßen im Ortsteil. Diese Straßenbenennungen im schon besiedelten Gebiet stehen dafür, dass der Ausbau Berliner Ortsteile noch in der Entwicklung ist, zumal sich durch Umwidmung von Flächen und Siedlungshäuserbau aus Gartenanlagen auch Wohnsiedlungen bilden. Diese (halböffentlichen) Privatstraßen sind im Zustand der Gartenwege, die Grundstücke wurden teilweise neu zugeordnet.

## Übersicht der Straßen und Plätze
Die nachfolgende Tabelle gibt eine Übersicht über die vorhandenen Straßen und Plätze im Ortsteil sowie einige dazugehörige Informationen.
- Name/Lage: aktuelle Bezeichnung der Straße oder des Platzes. Über den Link Lage kann die Straße oder der Platz auf verschiedenen Kartendiensten angezeigt werden. Die Geoposition gibt die Lage der ungefähren Mitte der Straßenlänge an.
- Im amtlichen Straßenverzeichnis nicht aufgeführte Verkehrswege sind mit * gekennzeichnet.
- Ehemalige oder nicht mehr gültige Straßennamen sind kursiv gesetzt. Für bedeutende ehemalige Straßen oder historische Straßennamen ist gegebenenfalls eine gesonderte Liste vorhanden.
- Länge/Maße in Metern:
Die in der Übersicht enthaltenen Längenangaben sind  gerundete Übersichtswerte, die in Google Earth mit dem dortigen Maßstab ermittelt wurden. Sie dienen Vergleichszwecken und werden, sofern amtliche Werte bekannt sind, ausgetauscht und gesondert gekennzeichnet.
Bei Plätzen sind die Maße in der Form a × b für rechteckige Anlagen und für (ungefähr) dreieckige Anlagen als a × b × c mit a als längster Seite angegeben.
Sofern die Straße auch in benachbarte Ortsteile weiterführt, gibt der Zusatz ‚im Ortsteil‘ an, wie lang der Straßenabschnitt innerhalb des Ortsteils dieses Artikels ist.
- Namensherkunft: Ursprung oder Bezug des Namens.
- Anmerkungen: weitere Informationen über anliegende Baudenkmale oder Institutionen, die Geschichte der Straße und historische Bezeichnungen.
- Bild: Foto der Straße oder eines anliegenden Objektes.

| Name/Lage                      | Länge/Maße (in Metern)           | Namensherkunft | Datum der Benennung | Anmerkungen | Bild |
| ------------------------------ | -------------------------------- | --- | ------------------- | --- | --- |
| Abajstraße (Lage)              | 0180                             | Ibrahim Abaj Kunanbajew (1845–1904), kasachischer Dichter und Komponist                                                                          | 14. Feb. 2000       | Bis zum Jahr 2000 wurde diese als Straße 90 bezeichnet. Südlich der Straße im Karree Nordendstraße / Eschenallee / Abajstraße / Taufsteinweg auf dem vorher unbebauten Gelände hat die Botschaft Kasachstans ihren Sitz. Damit steht die Namenswahl und die feierliche Benennung nach dem kasachischen Dichter im Zusammenhang, die unter Teilnahme des Botschafters am 18. Februar 2000 stattfand. Die Straße liegt zwischen Taufsteinweg und Eschenallee in der Ortslage Nordend. | Abajstraße von Eschenallee nach Westen |
| Ahornallee (Lage)              | 0280                             | Ahorn, Baumart | vor 1902            | Sie liegt zwischen Nordendstraße und der namensähnlichen Kastanienallee in der Ortslage Nordend. Auf einer Karte von 1905 eingezeichnet und im Nachweiser für Berlin und Umgebung 1908 genannt. Die Ahornallee ist im 1943er Adressbuch noch für Niederschönhausen eingetragen. Baudenkmal: Das Landhaus Ecke Ahornallee 9 / Nordendstraße wird auf die Zeit zwischen 1875 und 1880 datiert. Im Adressbuch 1943 ist sie (zu Niederschönhausen gehörig) mit vier Mehrfamilien- und drei Einfamilienhäusern auf den neun Grundstücken bebaut zwischen Kastanienallee und Nordendstraße aufgenommen. Das Wohnhaus 1/2 ist ein Doppelgrundstück und das Grundstück 3 gehört zur Schönhauser Straße 3, der ehemaligen Klinik für Gehirnmedizin. | Ahornallee von der Mitte der Straßenlänge nah Norden gesehen |
| Affensteinweg (Lage)           | 0100                             | Affensteine, Felsgruppe in der Sächsischen Schweiz                                                                                               | 12. Nov. 2013       | Der Affensteinweg ist eine Privatstraße in der Gartenkolonie Anlage Schönwald und liegt als zweiter Querweg ab Schönhauser Straße vom Liliensteinweg nach Süden zum Lasensteinweg. Vor der Benennung innerhalb der Anlage als Weg 2 benannt. Die Benennung des Gartenwegs durch den Bezirk Pankow als Privatstraße erfolgte zur besseren Georeferenzierung der Grundstücke in Vorbereitung der bundesweiten Einführung des computergestützten Liegenschaftskatasterinformationssystems. | Affensteinweg vom Lasensteinweg aus |
| Akazienallee (Lage)            | 0280                             | Akazie, artenreiche Baumart | vor 1905            | Sie liegt zwischen Nordendstraße und der namensähnlichen Kastanienallee in der Ortslage Nordend. Auf einer Karte von 1905 eingezeichnet und im „Nachweiser für Berlin und Umgebung 1908“ ist sie für die „Landhauskolonie Nordend“ genannt. Im Adressbuch 1943 ist sie (zu Niederschönhausen gehörig) mit acht Einfamilienhäusern auf den 14 Grundstücken bebaut zwischen Kastanienallee und Nordendstraße aufgenommen. | Akazienallee von Nordendstraße nach Norden |
| Altarsteinweg (Lage)           | 0100                             | Altarstein, Felsen in der Sächsischen Schweiz | 12. Nov. 2013       | Der Altarsteinweg ist eine Privatstraße in der Gartenkolonie Anlage Schönwald und liegt ab Schönhauser Straße als dritter Querweg vom Liliensteinweg nach Norden zum Rotsteinweg. Vor der Benennung innerhalb der Anlage als Weg 14 benannt. Die Benennung des Gartenwegs durch den Bezirk Pankow als Privatstraße erfolgte zur besseren Georeferenzierung der Grundstücke in Vorbereitung der bundesweiten Einführung des computergestützten Liegenschaftskatasterinformationssystems. | Altartsteinweg vom Lasensteinweg nach Nord |
| Am Meisenwinkel (Lage)         | 0030                             | symbolischer Name für die Naturverbundenheit der Anlieger                                                                                        | 31. März 2011       | Die Straße ist eine östliche Stichstraße von der Friedrich-Engels-Straße zwischen Zingergraben und dem nördlicher parallelen Im Igelgrund in der Ortslage Nordend. Die Benennung erfolgte auf Antrag und auf Kosten der Eigentümergemeinschaft als Erschließungsweg des Baufelds an der Friedrich-Engels-Straße 112. Im Zusammenhang mit der Neubebauung der Fläche der ehemaligen KGA „Friedrich-Engels-Straße“ wurden für die Erschließung der neu gebildeten Grundstücke zwei Erschließungswege errichtet. Die Antragsteller haben sich für die Namen „Im Igelgrund“ und „Am Meisenwinkel“ entschieden, um damit ihre Naturverbundenheit darzustellen. Zu dieser Privatstraße gehören die Grundstücke 2 und 3, die Wohnanlage wurde auf 6000 m² errichtet und grenzt an die Hinterseite der südwestlichen Grundstücke an der Weißdornallee. Anmerkenswert ist es, dass die sehr kurze Zufahrtsstraße beim Anlegen der Einfamilienhäuser nicht als Querstraße der Friedrichs-Engels-Straße geführt wurde, sondern dass die anliegenden Grundstücke bereits eine georeferenzierbare Anschrift erhielt, wie sie in Vorbereitung des ALKS vom Bezirk Pankow betrieben wurden. | Am Meisenwinkel östlich der Friedrich-Engels-Straße |
| Am Tempelgraben (Lage)         | 0180                             | nahe liegendes Fließ Tempelgraben | 21. Okt. 2000       | Die Straße erschließt mit den Grundstücken 1–25 (ungerade, westliche Seite), 2–28 (gerade, östliche Seite) eine Neubausiedlung mit Typeneinfamilienhäusern, die um 2000 auf einer aufgegebenen Kleingartenanlage erbaut wurde, Wohnsiedlung am Tempelteich. Die Straße liegt zwischen Angerweg (ohne Anschluss für Fahrzeuge) und der Grenze zu Niederschönhausen, die Zufahrtsstraße ist eine Querstraße des Schönholzer Wegs, die mit diesem gleichnamig ist und den eigentlichen Rosenthaler Abschnitt des Schönholzer Wegs bildet. Die Siedlung liegt westlich der zu Wilhelmsruh gehörenden Schönholzer Straße, erschlossen von Am Tempelgraben und der Hermann-Günther-Straße, die durch den als Schönholzer Weg genannten Querweg an die (eigentliche) Straße dieses Namens anschließen. Eine unbebaut gebliebene Brache einer Erbengemeinschaft (Carl Nieder Seniorsche Erbengemeinschaft) brachte in den Jahren 2012 und 2013 Arbeit für das Bezirksamt, diese führte dazu, diese Fläche mit einem Zaun vom öffentlichen Zutritt zu begrenzen ist. Der Tempelgraben ist ein kleines Fließ zwischen dem westlicher liegenden Garibaldi-Teich in Wilhelmsruh und dessen Abfluss in den Zingergraben am Nordrand der Nordendstraße, er unterführt zwischen den Grundstücken 23/25 und 26/28 die Straße. Östlich hinter den Grundstücken schließt die KGA Am Anger an, der Tempelgraben verläuft ostwärts durch diese nach Süden und dann entlang der Nordendstraße auf der Rosenthaler Seite. Durch das genannte Brachgelände verläuft der Tempelgraben in der Zuständigkeit der Senatsverwaltung für Stadtentwicklung und Umwelt. „Ein in der aufgegebenen Anlage befindlicher Teich ist durch den Eigentümer vom Abfall zu bereinigen.“ Die Straße ist als nur für Anlieger nutzbar ausgewiesen und besitzt dafür am Angerweg auch ein Tor, hat jedoch an der Stichzufahrt des Schönholzerwegs eine offene Einfahrt. | Am Tempelgraben vom Angerweg aus gesehen · Am Tempelgraben nach Norden |
| Am Rollberg (Lage)             | 0180                             | Rollberg naheliegende geringe Erhebung (59 Meter)                                                                                                | 27. Juli 1927       | Der Rollberg ist eine 59 Meter hohe eiszeitliche Einzelerhebung nördlich der danach benannten Straße. Die Straße liegt zwischen Dietzgen- (Ortsteilsgrenze zu Niederschönhausen) und der Schönhauser Straße in der Ortslage Nordend. Noch Mitte der 1950er Jahre gab es an der Nordseite der Straße die Straße 48, Straße 49 und Straße 50 als kurze Stichstraßen zum Gelände der heutigen KGA ‚Am Rollberg‘. In Nordend von 1900 führten diese zum verlängerten Friedensweg, seit den 1950er Jahren sind es noch Zuführungen in die anliegenden Grundstücke. Im Adressbuch 1930 ist Am Rollberg (Post Bln.=Niederschönhausen) mit den Grundstücken 1–21 (fortlaufend zur Schönhauser Straße) und 22–48 (fortlaufend zur Blankenfelder Straße) mit sieben bebauten Grundstücken mit Wohnhäusern und Gartenparzellen auf 1–3, 6–13, 15, 17, 19–21, 22–28, 30–35 und 37–48. Das Wohnhaus Nr. 3 von Heinrich Möller aus den Jahren 1920–1925 ist ein Baudenkmal. | Am Rollberg von der Dietzgenstraße aus · Am Rollberg von der Schönhauser Straße nach Osten |
| Am Wiesengrund (Lage)          | 0200                             | hier lagen die „Winkelwiesen“ | 21. Juni 2000       | Vorher als Straße 114 des Bebauungsplans eingerichtet. Die Straße geht von der Hauptstraße nach Osten als Zufahrtsstraße zu den anliegenden Wohngebäuden als Sackgasse ab. Die Straße erschließt eine „Wohnanlage (1–17 nördlich, 2–34 südlich) Wiesenwinkel“ mit Mehrfamilienhäusern in vorderen und Einfamilienhäusern im hinteren Teil, die auf einer Fläche zwischen Hauptstraße, Nordgraben (Straße 144) und Bratvogelweg und Rosskastanienhof. Diese Siedlung entstand auf einer zuvor ungenutzten Grünfläche, die noch Anfang der 1990er Jahre ein Teil der Winkelwiesen im Winkel westlich von Kastanienallee/Hauptstraße war. Der Planzug von Straße 144 wurde dabei überbaut und hier bestehende Wohngrundstücke am Nordgraben sind der Hauptstraße 83f–83f zugefügt. | Am Wiesengrund ab Hauptstraße |
| Andanteweg (Lage)              | 0110                             | Andante, musikalische Tempobezeichnung | 15. März 1999       | Der Andanteweg liegt zwischen der nach einem Musiker benannten Debussy- und der César-Franck-Straße. Vor der heutigen Benennung trug die Straße die Bezeichnung Straße 120. Am gleichen Tage wurden weitere hier liegende Nummernstraßen umbenannt. Die Straße 120 ist im Adressbuch 1935 mit vier nach den Eigentümern (unnummerierten) Wohnhäusern und einem Sommerhaus bebaut und im Verlauf zwischen Straße 119 und Straße 121 verzeichnet. Im Verzeichnis des Amtes für Statistik Berlin-Brandenburg für lebensweltlich orientierte Planungsräume sind Andanteweg 2–6 (gerade) und 3–7 (gerade) verzeichnet, die außer einem bereits bebaut sind. Die Straße ist asphaltiert, die unbefestigten Randstreifen wurden von den Eigentümern individuell gestaltet als Parkspur, Gehweg oder auch bepflanzt. | Andanteweg von der Ecke Anton-Webern-Weg südwärts |
| An der Vogelweide (Lage)       | 0200                             | in der benachbarten Kleingartenanlage sind die Wege nach Vogelarten benannt                                                                      | 1. Sep. 1995        | Sie führt an der Abbiegung der Hauptstraße am nördlichen Ende gerade weiter als Stichstraße und biegt nach Osten zum Zingergraben und begrenzt hier eine Siedlung von Mehrfamilien-Neubauten deren südliche Begrenzung als Kuckucksweg benannt ist. Die hier liegende Wohnanlage ist durch Absperrungen für den öffentlichen Verkehr nicht zugänglich, vielmehr ist die Straße nur die Zugangsstraße zu den hier in den 1990er Jahren entstanden Wohngebäuden der landeseigenen Wohnungsbaugesellschaft Gewobag. Diese Wohnanlage verdichtete die Bebauung im Norden der Hauptstraße auf dem Gebiet der Dorfaue, nördlich der Kirche. Für den Namen von Straße und Siedlung dienten die in der östlich und südlich anschließenden Gartenanlage KGA Alt-Rosenthal vorhandenen Namen von Pfauen- und Kuckucksweg. | An der Vogelweide Blick vom Querweg · An der Vogelweide in die Wohnanlage |
| An der Priesterkoppel (Lage)   | 0660                             | hiesiges Flurstück Priesterkoppel | 16. Jan. 1925       | Die Straße liegt zwischen Nesselweg und Kastanienallee. Ein westlicher Abschnitt zwischen Nesselweg und Straße 140 wird vom östlichen an der Straße Eigene Scholle (Querweg) durch den Nordgraben unterbrochen. Im Adressbuch 1926 ist An der Priesterkoppel (unter P) bereits aufgenommen als Straße zwischen Eiskutenweg (seit 1934 Rispenweg) und Reichskanzlerdamm (seit 1951 Friedrich-Engels-Straße) mit den bebauten und bewohnten Grundstücken (Einfamilienhäuser) 20, 21, 23, 25, 26. Der Nordgraben wurde erst nach dem Anlegen der Straße durch ihren Verlauf gezogen, nach der Beschreibung von 1926 wurde die Straße somit zwischen Friedrich-Engels-Straße und Nesselweg nicht realisiert, dafür aber zwischen Rispenweg/Bergrutenpfad und Kastanienallee verlängert. Die unbefestigte Straße besitzt im südöstlichen Bereich die Ausstattung der früheren Siedlung (Eigene Scholle), es grenzen Kleingärten (Kleingartenanlage Tiefland und Kleingartenanlage Rosenthal) an die Straße. Im nordwestlichen Bereich sind überwiegend Einfamilienhäuser entstanden. Die unbefestigte Straße besitzt im südöstlichen Bereich den ursprünglichen Siedlungscharakter mit den Kleingärten (KGA ‚Tiefland‘ und ‚Rosenthal‘), ansonsten sind überwiegend neue Einfamilienhäuser entstanden. | An der Priesterkoppel vom Nesselweg nach Osten in den Abschnitt der Straße westlich vom Nordgraben · An der Priesterkoppel südlich vom Nordgraben(nord-) |
| Angerweg (Lage)                | 0860                             | hiesiges Flurstück „Der Anger“ | nach 1915           | Die Betonstraße mit schmalen Gehwegen ist zwischen Schönholzer Weg und Friedrich-Engels-Straße / Ecke Kastanienallee gelegen. An der Südseite der Straße liegt die KGA Am Anger und die KGA Wasserwerk Rosenthal. Das einzige große Gebäude ist das ehemalige Beamtenhaus des Wasserwerks Rosenthal, Pumpstation. Die Nordseite ist meist mit Siedlungshäusern bebaut. Im Adressbuch 1922 ist nicht der Angerweg, sondern „Wasserwerk, nächst Reichskanzlerdamm“ mit dem Beamtenhaus im Eigentum der Stadt Berlin für fünf Beamte des Wasserwerks als Bewohnern verzeichnet. Diese Beschreibung findet sich in den Adressbüchern bis 1939. Im Adressbuch 1941 findet sich erstmals der Angerweg mit den ungerade nummerierten Grundstücken 1–55, von denen 13 bebaut und bewohnt, sowie zwei mit Sommerhäusern und ein Neubau verzeichnet, von hier gehen Straße 119, 121, 123 und 124 ab. Auf Grundstück 47–55 liegt das Pumpwerk (Eigentümer Stadt Berlin). An der Südseite (unnummeriert) ist Laubengelände und der Sportplatz notiert, auf den Grundstücken 20–58 liegt das Wasserwerk und insbesondere das (als bewohntes Gebäude ohne Nummernzuordnung) benannte Beamtenhaus mit dem Führer der Stadtentwässerungsanstalt, Bau- und Betriebsamt Pankow, und vier Bewohnern (Schmide, Maschinenwart, Kraftwagenführer und Werkzeugmacher). Auf alten Karten ist die Fläche nördlich der heutigen Nordendstraße auf beiden Seiten des Zingergrabens und südwestlich von der Priesterkoppel „Der Anger“ genannt, ein Gebiet, welches nunmehr von der KGA ‚Am Anger‘ und der nördlichen Siedlung zur Kastanienallee bedeckt ist. Anger bezeichnet ein meist grasbewachsenes in Gemeinbesitz befindliches Land, das an diesem Ort zur Rosenthaler Feldflur gehörte. | Angerweg |
| Anisweg (Lage)                 | 0210                             | Anis | 7. Sep. 2011        | Die Straße, vormals Primelweg, liegt zwischen Gebirgs- und Wiesenkräuterweg, quer zum Nordgraben nach Süden. Vom Bezirksamt Pankow wurden 35 Anlagenwege der Gartenanlage Einigkeit zwischen der Mönchmühler, Schönhauser, Dietzgenstraße und Blankenfelder Chaussee als Privatstraßen nach Kräuter-, Heil- und Gewürzpflanzen neu benannt. | Anisweg in Richtung Nordgraben |
| Anton-Webern-Weg (Lage)        | 0150                             | Anton Webern (1883–1945), österreichischer Komponist                                                                                             | 15. März 1999       | Vorher als Straße 118 liegt sie zwischen Schönholzer Weg und Debussystraße. Am gleichen Tage wurden weitere hier liegende Nummernstraßen umbenannt. Im Adressbuch 1943 ist die Straße 118, unter Post Bln.=Wilhelmsruh und vollständig bebaut zwischen Schönholzer Weg und Straße 119, über eine Privatstraße hinweg notiert. Im Jahr 1935 ist die Straße 118 von der Schönholzer Straße zur Straße 119 aufgenommen, zehn Wohnhäuser jeweils von einer Familie bewohnt sind unnummeriert eingetragen, in der heutigen Anton-Weber-Straße sind 2–12 (gerade) und 3–11 (ungerade) mit Siedlungshäusern und Stadtvillen bebaut mit Vorgärten, die ungefähr zweispurige Straße ist asphaltiert und hat unbefestigte grüne Randstreifen, die als Parkspur genutzt werden. | Anton-Webern-Weg von der Ecke Schönholzer Weg ostwärts |
| Aralienweg (Lage)              | 0100                             | Araliengewächse, Pflanzenfamilie | 1. Feb. 2000        | Der Aralienweg ist eine bogenförmige Stichstraße, die südlich von der Straße Am Rollberg abzweigt. Sie ist die Zugangsstraße in eine Wohnanlage mit mehrgeschossigen Häusern aus den 2000er Jahren in der Ortslage Nordend. | Aralienweg von Am Rollberg aus |
| Arnsteinweg (Lage)             | 0140                             | Arnstein, Felsen in der Sächsischen Schweiz | 12. Nov. 2013       | Der Arnsteinweg ist eine Privatstraße in der Gartenkolonie Anlage Schönwald und liegt ab Schönhauser Straße als fünfter Querweg vom Liliensteinweg nach Süden zum Lasensteinweg. Vor der Benennung innerhalb der Anlage als Weg 5 benannt. Die Benennung des Gartenwegs durch den Bezirk Pankow als Privatstraße erfolgte zur besseren Georeferenzierung der Grundstücke in Vorbereitung der bundesweiten Einführung des computergestützten Liegenschaftskatasterinformationssystems. | Arnsteinweg vom Liliensteinweg aus |
| Auffacher Weg (Lage)           | 0100                             | Auffach, Ort in Tirol, Österreich | 2. Aug. 1997        | Er liegt zwischen Schönhauser Straße und Niederauer Weg. Er ist mit der neu zu der hier liegenden Siedlung der 1930er Jahre angelegt und mit Mehrfamiliensiedlungshäusern der 2000er Jahre angelegt worden. Diese Wohnsiedlung umfasst auch Häuser am Bergrutenpfad und an der Schönhauser Straße entlang. | Auffacher Weg von der Schönhauser Straße |
| Basilikumweg (Lage)            | 0210                             | Basilikum | 7. Sep. 2011        | Die Straße, vormals Rosenweg, liegt zwischen Gebirgs- und Wiesenkräuterweg, quer zum Nordgraben nach Süden. Vom Bezirksamt Pankow wurden 35 Anlagenwege der Gartenanlage Einigkeit zwischen der Mönchmühler, Schönhauser, Dietzgenstraße und Blankenfelder Chaussee als Privatstraßen nach Kräuter-, Heil- und Gewürzpflanzen neu benannt. | Basilikumweg vom Wiesenkräuterweg |
| Basteiweg (Lage)               | 0130 + 90 + 100 + 100 + 110      | Bastei, Felsformation in der Sächsischen Schweiz                                                                                                 | 12. Nov. 2013       | Der Basteiweg ist eine Privatstraße in der Gartenkolonie Anlage Schönwald und erschließt vom Lorenzweg nach den nördlichen Zipfel der Anlage, der vom Wiesenweggraben begrenzt in die Anlage Einigkeit ‚ragt‘. Vor der Benennung innerhalb der Anlage wurde der direkte Zugang Elsterweg und die nach Osten folgenden Parallelwege Fuchs-, Wiesel-, Drosselweg benannt. | Basteiweg, der westliche Weg im Block B |
| Benediktsteinweg (Lage)        | 0120                             | Benediktstein, Felsen in der Sächsischen Schweiz                                                                                                 | 12. Nov. 2013       | Der Benediktsteinweg ist eine Privatstraße in der Gartenkolonie Anlage Schönwald und liegt ab Schönhauser Straße als dritter Querweg vom Liliensteinweg nach Süden zum Lasensteinweg. Vor der Benennung innerhalb der Anlage als Weg 3 benannt. Die Benennung des Gartenwegs durch den Bezirk Pankow als Privatstraße erfolgte zur besseren Georeferenzierung der Grundstücke in Vorbereitung der bundesweiten Einführung des computergestützten Liegenschaftskatasterinformationssystems. | Benediktsteinweg vom Lasensteinweg aus |
| Bergrutenpfad (Lage)           | 0280                             | alte Flurbezeichnung | 23. Jan. 1931       | Vorher als Straße 99a trasiiert liegt er zwischen Schönhauser Straße und Rispenweg. Im Lageplan von 1780 liegt hier das Flurstück „die Berg Ruthen“, das wohl bei der Namensgebung Pate stand. Für 1935 ist dieser Weg bereits angegeben und auf 10, 12 und 14 mit Einfamilienhäusern bebaut. Diese auf der westlichen Straßenseite liegenden Wohnhäuser der 1930er Jahre wurden auf der anderen Straßenseite und auf Freiflächen durch die 2000er Jahre beim Bau der östlich anschließenden Siedlung ergänzt, dabei wurde auch ein Gehweg mit Grünstreifen auf der östlichen Straßenseite angelegt. Das Neubaugebiet besteht aus Ein- und Mehrfamilienhäusern, im südlichen Teil der Straße grenzt die Kleingartenanlage Tiefland an. | Bergrutenpfad von der Schönhauser Straße · Bergrutenpfad nordostwärts An der Priesterkoppel |
| Bernhardsteinweg (Lage)        | 0140                             | Bernhardstein, Felsen in der Sächsischen Schweiz                                                                                                 | 12. Nov. 2013       | Der Bernhardsteinweg ist eine Privatstraße in der Gartenkolonie Anlage Schönwald und liegt ab Schönhauser Straße als vierter Querweg vom Liliensteinweg nach Süden zum Lasensteinweg. Vor der Benennung innerhalb der Anlage als Weg 4 benannt. Die Benennung des Gartenwegs durch den Bezirk Pankow als Privatstraße erfolgte zur besseren Georeferenzierung der Grundstücke in Vorbereitung der bundesweiten Einführung des computergestützten Liegenschaftskatasterinformationssystems. | Bernhardsteinweg vom Lasenweg |
| Birkenallee (Lage)             | 0280                             | Birke, Laubbaum | vor 1905            | Sie liegt er zwischen Nordendstraße und der namensverwandten Kastanienallee in der Ortslage Nordend. Sie ist bereits im Wegweiser für Berlin von 1908 namentlich verzeichnet. Im Adressbuch 1943 ist sie (zu Niederschönhausen gehörig) mit zwölf Mehrfamilien- und Einfamilienhäusern auf den zwölf Grundstücken bebaut zwischen Kastanienallee und Nordendstraße aufgenommen. | Birkenallee von Nordendstraße nach Norden |
| Boleroweg (Lage)               | 0250                             | Bolero, Tanz im 3/4-Takt | 14. März 1999       | Die ehemalige Straße 122 liegt zwischen César-Franck- und Maurice-Ravel-Straße. Der Bolero von Ravel ist eines seiner bekanntesten Musikstücke. Am gleichen Tage wurden weitere hier liegende Nummernstraßen umbenannt. Das Adressbuch 1935 nennt die Straße 122 zwischen Straße 124, Straße 123 und Straße 121 gelegen und mit sechs Wohnhäusern und einigen Sommerhäusern bebaut. Spätestens seit den 1980er Jahren ist es eine schmale Asphaltstraße mit unbefestigten Randstreifen und ohne Straßenentwässerung mit teilweise neu errichteten Siedlungshäusern auf den Grundstücken Boleroweg 1–23 (ungerade) und Boleroweg 2–22 (gerade). | Boleroweg von der Ecke César-Franck-Straße ostwärts |
| Bratvogelweg (Lage)            | 0270                             | Bratvogel, ortsansässige Bauernfamilie | 5. Mai 1994         | Die Straße liegt zwischen Wurstmacherweg und Kastanienallee, sie entstand als gepflasterte und abgesperrte Zufahrtsstraße zu den anliegenden Wohngebäuden der „Wohnanlage Wiesenwinkel“ (3–17, ungerade westlich, 2–18 gerade östlich) mit Mehrfamilienhäusern. Die Straße ist mit Gehwegen und Randbäumen angelegt. Im Südteil an der Kastanienallee steht gegenüber der Wohngebäude die Rudolf-Dörrier-Grundschule. Diese Siedlung entstand auf einer zuvor ungenutzten Grünfläche, die noch Anfang der 1990er Jahre ein Teil der Winkelwiesen im Winkel westlich von Kastanienallee/Hauptstraße war, Im Mittelbereich der Straße wurde eine kleine Parkfläche erhalten mit Randbäumen. Die Familie Bratvogel übernahm ein Bauerngut in Rosenthal von der Familie Wilcke, die es im 19. Jahrhundert bewirtschaftet hatte, der Straßenname nach lokalen Personen ergänzt so die anschließende östlich gelegene Wohnanlage zum Wurstmachserweg. | Bratvogelweg |
| Brausensteinweg (Lage)         | 0100                             | Brausenstein, Felsen in der Sächsischen Schweiz                                                                                                  | 12. Nov. 2013       | Der Brausensteinweg ist eine Privatstraße in der Gartenkolonie Anlage Schönwald und liegt ab Schönhauser Straße als erster Querweg vom Liliensteinweg nach Norden zum Lorenzsteinweg. Vor der Benennung innerhalb der Anlage als Weg 16 benannt. Die Benennung des Gartenwegs durch den Bezirk Pankow als Privatstraße erfolgte zur besseren Georeferenzierung der Grundstücke in Vorbereitung der bundesweiten Einführung des computergestützten Liegenschaftskatasterinformationssystems. | Brausensteinweg vom Liliensteinweg |
| Brunnenkresseweg (Lage)        | 0300                             | Brunnenkresse | 7. Sep. 2011        | Die Straße liegt zwischen Frauenmantel- und Heilkräuterweg und parallel zum Kräuterweg. Er hieß vorher Brunnenweg, worauf die Namenswahl hinweist. Vom Bezirksamt Pankow wurden 35 Anlagenwege der Gartenanlage Einigkeit zwischen der Mönchmühler, Schönhauser, Dietzgenstraße und Blankenfelder Chaussee als Privatstraßen nach Kräuter-, Heil- und Gewürzpflanzen neu benannt. | Blick in den Brunnenkresseweg von Ecke Frauenmantelweg |
| Buntsteinweg (Lage)            | 0220                             | Buntstein, eine für den Berliner Raum typische Gesteinsart, die an der „Geologischen Wand“ im nahe gelegenen Botanischen Volkspark eingefügt ist | 29. Jan. 2014       | Der vorher in der Anlage als Apfelweg bezeichnete Weg liegt als Ost-West zwischen Dietzgenstraße und Zechsteinweg. Die Wege in der ‚Anlage Nordend‘ wurden vom Bezirksamt als Privatwege gewidmet, da die bisherigen Gebäudeadressen als Dietzgenstraße 186 mit nachfolgender Gartenwegsangabe nicht georeferenzierbar waren. Dies wurde nötig damit die computerbasierten Rettungsprogramme der Polizei und Feuerwehr sichergestellt sind und insbesondere durch Anforderungen der bundesweiten Umstellung der Liegenschaftskataster. Zur Neubenennung wurde das Benennungsverfahren entsprechend § 5 Abs. 1 Satz 2 Berliner Straßengesetz durchgeführt, wozu auch die Abfrage bei den übrigen Tiefbau- und Landschaftsplanungsämtern Berlins und beim Amt für Statistik Berlin-Brandenburg, sowie die Abstimmung mit dem Bezirksfrauenbeirat. Die Benennung der Privatwege erfolgte auf Antrag der Eigentümerin der Anlage Nordend, der Liegenschaftsfonds GmbH & Co. KG, Warschauer Str. 41/42, 10243 Berlin. Der Anlagenweg hieß Apfelweg. Der Buntsteinweg geht von der Dietzgenstraße in die Siedlung hinein zum Zechsteinweg. | Buntsteinweg nach Ost |
| Charlottenstraße (Lage)        | 0040 (im Ortsteil)               | Sophie Charlotte (1668–1705), Königin in Preußen                                                                                                 | 1899                | Gelegen zwischen der Grenze zu Niederschönhausen am Rosenthaler Grenzweg (Kreuzung ausgeschlossen) und Straße 52b gehören die Grundstücke 31J und 31L in der Ortslage Nordend zum Ortsteil. Der überwiegende Teil der Straße setzt sich nach Süden zur Wackenbergstraße in Niederschönhausen fort. | Charlottenstraße nördlich der Grenze zu Niederschönhausen |
| César-Franck-Straße (Lage)     | 0430                             | César Franck (1822–1890), französischer Komponist                                                                                                | 14. März 1999       | Vorher als Straße 121 eingerichtet, liegt sie zwischen Kastanienallee und Angerweg. Am gleichen Tage wurden weitere hier liegende Nummernstraßen umbenannt. Als Straße 121 ist diese spätestens seit den 1980er Jahren asphaltierte zweispurige Verbindung zwischen Kastanienallee und Angerweg über die Straße 120 hinweg im Adressbuch 1935 mit 17 Wohnhäusern bebaut, die nach den Eigentümern benannt und nicht als nummerierte Grundstücke aufgeführt sind. Im Adressverzeichnis des Amtes für Statistik Berlin-Brandenburg sind die Grundstücke César-Franck-Straße 1–29 (ungerade) und 2–44 (gerade) aufgeführt, die Siedlungshäuser sind teilweise zweigeschossig, aber auch bereits durch mehrgeschossige Mehrfamilienhäuser ersetzt. | César-Franck-Straße von der Ecke Andanteweg nordwärts |
| Centweg (Lage)                 | 0100                             | Cent, ersetzte seit dem Jahr 2000 den Pfennig | 1. Mai 2006         | Die Straße liegt zwischen Mönchmühler/Hauptstraße und im Bogen zur Straße 127, parallel der Straße 126 und nördlich der KGA ‚Rosenthal Nord‘. Vormals wurde sie als Straße 125 angelegt und lag allerdings daraufhin ungewidmet in der ehemaligen „Kolonie Ziekow“. Die Benennung der Straße erfolgte nach einem Eigentümerwechsel auf Antrag der Eigentümergemeinschaft der ehemaligen Kleingartenanlage ‚Ziekow‘ im Jahr 2001. Die ehemaligen Pachtgrundstücke sollten am gemeinsamen Weg einen Straßennamen erhalten, da die Bezeichnung Straße 125 nicht mehr in den Stadtplänen abgedruckt war, so wurde mit dem Wegfall der KGA ‚Ziekow‘ der darin gelegene Weg nicht mehr als Straße 125 aufgeführt. Die Eigentümergemeinschaft, der zur Wohnanlage umgewidemeten Gartenkolonie, entschied sich für den Namen Centweg. Sie wünschten einen zeitgemäßen und unkomplizierten Straßennamen wünschte und wählten deshalb die kleinste Einheit unserer europäischen Währung aus. Nachdem die Abfrage bei den übrigen Tiefbauämtern die Eindeutigkeit der Benennung ergab wurde der Beschluss zur Benennung im Bezirksamt gefasst. | Centweg Ecke Südast in den nach Westen führenden Querabschnitt |
| Chiliweg (Lage)                | 0210                             | Chili | 7. Sep. 2011        | Die Straße liegt zwischen Gebirgs- und Wiesenkräuterweg, quer zum Nordgraben nach Süden. Vom Bezirksamt Pankow wurden 35 Anlagenwege der Gartenanlage Einigkeit zwischen der Mönchmühler, Schönhauser, Dietzgenstraße und Blankenfelder Chaussee als Privatstraßen nach Kräuter-, Heil- und Gewürzpflanzen neu benannt. Der vorherige Name war Grabenweg, weil der Weg (quer) vom bzw. zum Nordgraben verlief. | Chiliweg vom Wiesenkräuterweg nach Nord |
| Cupetiussteinweg (Lage)v       | 0320                             | Cupetiusstein, Felsen in der Sächsischen Schweiz                                                                                                 | 12. Nov. 2013       | Die Privatstraße liegt in der KGA Am Rollberg. Sie liegt zwischen dem Wiesenweggraben und der Südgrenze der KGA nördlich der Grundstücke von Am Rollberg und bildet den westlichen Abschluss der Kleingartenanlage, sie kreuzt den Liliensteinweg, der nach Westen den Hauptweg zur Anlage Schönwald bildet. Dieser Privatweg deckt sich mit Bergeshöh, dem Namen des vorherigen Gartenwegs. Die Benennung des Gartenwegs durch den Bezirk Pankow als Privatstraße erfolgte zur besseren Georeferenzierung der Grundstücke in Vorbereitung der bundesweiten Einführung des computergestützten Liegenschaftskatasterinformationssystems. | Cupetiusteinweg vom Liliensteinweg |
| Currykrautweg (Lage)           | 0130                             | Currykraut | 7. Sep. 2011        | Die Straße liegt zwischen Heilkräuter- und Kräuterweg, quer zum Nordgraben nach Norden. Vom Bezirksamt Pankow wurden 35 Anlagenwege der Gartenanlage Einigkeit zwischen der Mönchmühler, Schönhauser, Dietzgenstraße und Blankenfelder Chaussee als Privatstraßen nach Kräuter-, Heil- und Gewürzpflanzen neu benannt. Zuvor trug der Weg in der Anlage den Namen Georgienweg. | Currykräuterweg vom Kräuterweg aus |
| Dammsmühler Straße (Lage)      | 0800                             | Gut und Schloss Dammsmühle am Mühlenbecker See                                                                                                   | 26. Juli 1927       | Die Straße liegt zwischen Dietzgenstraße und Straße 132 parallel zur Kirchstraße in der Ortslage Nordend. Der Sohn des Vorstehers von Amt Pankow baute das Schloss Dammsmühle als Herrensitz aus. Im Adressbuch 1930 ist die Dammsmühler Straße (Post Bln=Niederschönhausen) zwischen Blankenfelder Straße und Schönhauser Straße aufgeführt, 13 der 37 durchnummerierten Grundstücke sind mit Wohngebäuden bebaut, fünf als Gartenparzelle ausgewiesen. Nach den 1950er Jahren wurde die nach 1935 angelegte Straße 133 (im Adressbuch 1940 aufgeführt) westlich der Schönhauser Straße bis zur Straße 132 in die Dammsmühler Straße einbezogen. | Dammsmühler Straße von Ecke Straße 113 nach Ost |
| Debussystraße (Lage)           | 0300                             | Claude Debussy (1862–1918), französischer Komponist                                                                                              | 14. März 1999       | Vorher als Straße 119 angelegt liegt sie zwischen Angerweg und Strawinskystraße. Am gleichen Tage wurden weitere hier liegende Nummernstraßen umbenannt. Die Straße 119 ist im Adressbuch 1935 zwischen Angerweg über Straße 118 und Straße 120 in die Feldmark angegeben. Aufgebaut sind zwölf Wohnhäuser, die nicht nach Grundstück nummeriert sind, sondern nach den Eigentümern der Einfamilienhäuser benannt werden. 2013 sind im Verzeichnis der Straßen des Statistischen Amtes Berlin-Brandenburg die bebauten Grundstücke Debussystraße 1–29 (ungerade) und 2–26 (gerade) genannt. Die asphaltierte Straße ohne Kanalisation besitzt zwei unbefestigte grüne Randstreifen vor den Grundstücken, die teilweise von den Eigentümern als Gehwege ausgebildet wurden. Neben zweigeschossigen Siedlungshäusern stehen hier auch erdgeschossige Flachbauten. | Debussystraße von der Ecke Anton-Webern-Weg südwärts |
| Dietzgenstraße (Lage)          | 1380 (im Ortsteil)               | Josef Dietzgen (1828–1888), materialistischer Philosoph, sozialistischer Theoretiker                                                             | 12. Apr. 1951       | Die Bundesstraße 96a verläuft teilweise auf der Dietzgenstraße. Im Osten des Ortsteils gehört sie zur Ortslage Nordend (Grundstücke 102–192, gerade) im Anschluss an die Straße im südlicher gelegenen Niederschönhausen. So liegt sie in der gesamten Länge zwischen der südlichen Ortsteilsgrenze (Schillerstraße) bis zur nördlichen Grenze nach Blankenfelde (Rosenthaler Weg). Bei der 1951er Umbenennungsaktion des Magistrats von Groß-Berlin erhielt die Kaiser-Wilhelm-Straße den neuen Namen. Am 1. November 2006 wurde die Blankenfelder Straße, die zwischen (der nach 1961 benannten) Blankenfelder Chaussee und Dietzgenstraße verlief, im Zuge der Beseitigung von Namensdopplungen in die Dietzgenstraße einbezogen. Die Nordend-Arena und der Bolle-Sportplatz (Blankenfelder Straße 96 und 108) stehen als Gesamtanlage aus den Jahren 1920–1925 mit Umkleidegebäude und Tribüne unter Denkmalschutz, umgebaut 1938–1939. Auch Teile der Nordend-Friedhöfe (siehe Friedhofsliste) sind denkmalgeschützt. | Dietzgenstraße ab Höhe Liliensteinweg nach Nord · Dietzgenstraße Ecke Wiesenkräuterweg – Nordendarena |
| Dillweg (Lage)                 | 0200                             | Dill | 7. Sep. 2011        | Die Straße liegt zwischen Gebirgs- und Wiesenkräuterweg, quer zum Nordgraben nach Süden. Vom Bezirksamt Pankow wurden 35 Anlagenwege der Gartenanlage Einigkeit zwischen der Mönchmühler, Schönhauser, Dietzgenstraße und Blankenfelder Chaussee als Privatstraßen nach Kräuter-, Heil- und Gewürzpflanzen neu benannt. Zuvor trug der Weg in der Anlage den Namen Levkojenweg. | Dillweg vom Feldkräuterweg nach Süden gesehen · Dillweg vom Kräuterweg |
| Dinkelweg (Lage)               | 0170                             | Dinkel | 7. Sep. 2011        | Die Straße, zuvor als Petunienweg benannt, liegt zwischen Heilkräuter- und Kräuterweg, vom Ortsteilrandquer zum Nordgraben. Vom Bezirksamt Pankow wurden 35 Anlagenwege der Garten- und Siedlergemeinschaft ‚Einigkeit‘ zwischen der Mönchmühler, Schönhauser, Dietzgenstraße und Blankenfelder Chaussee als Privatstraßen nach Kräuter-, Heil- und Gewürzpflanzen neu benannt. Die Umbenennung der von der Siedlergemeinschaft benannten Wege zu gewidmeten teilöffentlichen Privatstraßen erfolgte im Bezirk mit der bundesweiten Georeferenzierung um die Digitalisierung zu verbessern. | Dinkelweg vom Kräuterweg aus |
| Distelweg (Lage)               | 0130                             | Disteln, stachlige, krautige Pflanzen | 28. Sep. 1995       | Sie geht vom namensähnlichen Nesselweg als westliche Stichstraße ab. Die Straße ist eine Mitte der 1990er Jahre neuangelegte Stichstraße als auf einem Freigelände eine Wohnanlage mit Eigentumswohnungen in mehrgeschossigen Wohnhäusern errichtet wurde. Die hier bestehende Wohnlage gilt als sehr gut. | Distelweg in die Wohnanlage vom Nesselweg |
| Döbrabergweg (Lage)            | 0160                             | Döbraberg ist die höchste Erhebung im Frankenwald (Bayern)                                                                                       | 31. Jan. 1931       | Die vorher als Straße 117 eingerichtete Straße liegt zwischen Kastanienallee und Kirchstraße, westlich parallel zum Erbeskopfweg in der Ortslage Nordend. An der Pflasterstraße mit ausgebauten Gehwegen und Vorgärten stehen zweigeschossige Siedlungshäuser der 1930er Jahre auf beiden Seiten. Für 1935 ist die Straße als Post Niederschönhausen schon voll mit zwölf Vierfamilienhäusern bebaut, Eigentümerin ist die Wohnungsfürsorgeges. Berlin m.b.H. | Döbrabergweg von der Kirchstraße aus |
| Eigene Scholle (Lage)          | 1270                             | eigene Scholle (eigenes Land) Name der hier liegenden Siedlung des Vereins „Eigene Siedlung 1930 e. V.“                                          | 31. Jan. 1925       | Die Straße umschließt als Randstraße das Gebiet der Siedlung Eigene Scholle zwischen Friedrich-Engels-Straße und Schönhauser Straße, südöstlich vom Nordgraben und nordwestlich vom Zingergraben. Der nördliche Ast entlang vom Nordgraben geht südlich der Nordgrabenbrücke von der Schönhauser Straße gegenüber dem Gebirgskräuterweg ab und 350 Meter südöstlich geht ein südlicher Ast ab. Der diese verbindende westliche Straßenabschnitt liegt parallel zwischen Friedrich-Engels-Straße und An der Priesterkoppel und kreuzt den Rispenweg. An der Priesterkoppel trennt hier den Verlauf der Straße: östlich befinden sich die Kleingärten und westlich Siedlungshäuser. Der südliche Abschnitt führt als straßenbreiter Weg durch die Kleingärten nordwestlich vom Zingergraben und trennt KGA Tiefland (Nordwest) und KGA Neuland Rosenthal (Südost). Die Straßenbezeichnung gilt für den östlich der Friedrich-Engels-Straße gelegenen Teil der Siedlung ‚Eigene Scholle‘ (vormals beidseits vom Reichskanzlerdamm). Der Siedlungsname Eigene Scholle bezieht sich seiterseits auch auf Flächen westlich der Friedrich-Engels-Straße. Im Adressbuch 1932 ist die Lage mit den Grundstücken 1–4 zwischen An der Priesterkoppel und Eiskutenweg, mit 6–11 zu An der Priesterkoppel, 11–20 zum Eiskutenweg und 21–30 wieder zu An der Priesterkoppel aufgeführt, 21 Wohnhäuser, ein Sommerhaus und vier als Gartengrundstück, der rest als Baustelle. Der nördliche Straßenabschnitt verläuft westlich von An der Priesterkoppel zum nach Süden knickenenden Abschnitt, der Nordgraben liegt hinter den Grundstücken. Die Fortsetzung nordöstlich von An der Priesterkoppel, ein südlich vom Nordgraben gelegener (dreispurig breiter unbefestigter) Fahrweg wird mitunter bis Schönhauser Straße auch als Eigene Scholle benannt. Da hier vor dem Bau des Nordgrabens die Trasse der Straße 140 lag ist mitunter dieser Weg (zusätzlich) als Straße 140 markiert. Nach der amtlichen Karte 1:5000 ist dieser Weg unbenannt und nicht gesondert ausgewiesen, über die Schönhauser Straße setzt sich dann der Gebirgskräuterweg fort. | Eigene Scholle: ostwärts von An der Priesterkoppel (südlicher Kreuzungspunkt) durch Kleingartengebiet · Eigene Scholle: westwärts von An der Priesterkoppel (nördliche Kreuzung) führt sie durch Siedlungshausgebiet                                                                |
| Eisenkrautweg (Lage)           | 0190                             | Eisenkraut | 7. Sep. 2011        | Die Straße liegt zwischen Gebirgs- und Wiesenkräuterweg, quer zum Nordgraben nach Süden und hieß vorher Resedaweg. Vom Bezirksamt Pankow wurden 35 Anlagenwege der Gartenanlage Einigkeit zwischen der Mönchmühler, Schönhauser, Dietzgenstraße und Blankenfelder Chaussee als Privatstraßen nach Kräuter-, Heil- und Gewürzpflanzen neu benannt. | Eisenkrautweg vom Gebirgskräuterweg nach Süden gesehen |
| Erbeskopfweg (Lage)            | 0155                             | Erbeskopf ist der höchste Berg im Hunsrück (Rheinland-Pfalz)                                                                                     | 31. Jan. 1931       | Die als Teil der Straße 113 nach Bebauungsplan eingerichtete Straße wurde 1931 angelegt und benannt. Sie liegt zwischen Kastanienallee und Kirchstraße, östlich parallel zum Döbrabergweg in der Ortslage Nordend. Wie für diesen ist im Adressbuch 1935 für die hier gebauten elf Vierfamilienhäuser auf 1–11 (ungerade, Westseite) die Wohnungsfürsorgeges. Berlin m.b.H. als Bauherr und Eigentümer genannt. Nunmehr ist auch die Ostseite der Straße auf den Grundstücken 4–10 bebaut, hier befinden sich Gewerbebauten. | Erbeskopfweg von der Kirchstraße aus |
| Eschenallee (Lage)             | 0190                             | Esche, Laubbaum | vor 1925            | Sie liegt er zwischen Nordendstraße und der namensähnlichen Kastanienallee in der Ortslage Nordend. Im Adressbuch 1943 ist sie (zu Niederschönhausen gehörig) mit vier Mehrfamilien- und drei Einfamilienhäusern auf den Grundstücken 1, 3, 4 bebaut und liegt zwischen Kastanienallee und Nordendstraße, die Straße 90 geht ab. Im Karree der Eschenallee / Abajstraße / Taufsteinweg / Nordendstraße befindet sich das Geländer Botschaft von Kasachstan, zuvor ein unbebautes Gelände zwischen Rosenthal und Niederschönhausen, wobei sich in der Umgebung zu DDR-Zeiten bereits Sitze von Botschaftern befanden. | Eschenallee von Nordendstraße nach Norden |
| Estragonweg (Lage)             | 0210                             | Estragon | 7. Sep. 2011        | Die Straße, zuvor Nelkenweg, liegt zwischen Heilkräuter- und Kräuterweg, quer zum Nordgraben nach Norden. Vom Bezirksamt Pankow wurden 35 Anlagenwege der Gartenanlage Einigkeit zwischen der Mönchmühler, Schönhauser, Dietzgenstraße und Blankenfelder Chaussee als Privatstraßen nach Kräuter-, Heil- und Gewürzpflanzen neu benannt. | Estragonweg vom Kräuterweg nach Norden |
| Feldkräuterweg (Lage)          | 0960                             | Feldkräuter, Sammelbegriff für auf dem Ackerfeld wachsenden Kräutern                                                                             | 7. Sep. 2011        | Die Straße liegt zwischen Gebirgskräuterweg und Chiliweg und hieß im westlichen Abschnitt in einem Winkel entlang von Zinger- und Wiesenweggraben zuvor Feldweg, worauf die Namenswahl Bezug nimmt. Er wird im westlichen Abschnitt durch den vorherigen Mittelweg ergänzt. Vom Bezirksamt Pankow wurden 35 Anlagenwege der Gartenanlage Einigkeit zwischen der Mönchmühler, Schönhauser, Dietzgenstraße und Blankenfelder Chaussee als Privatstraßen nach Kräuter-, Heil- und Gewürzpflanzen neu benannt. Der Weg durch die Kleingärten zweigt vom Wanderweg am Nordgraben ab und folgt dem südlichen Zingergraben. Vom Abzweig kann man die kleine Kaskade sehen mit der sich der nördliche Zingergraben in den Nordgraben ergießt. Er ist Teil des Zingergraben-Wanderwegs. | Feldkräuterweg vom Dillweg aus gesehen · Feldkräuterweg am Wiesenweggraben nach Westen, Gartenhaus in Form einer Windmühle |
| Frauenmantelweg (Lage)         | 0440                             | Frauenmantel | 7. Sep. 2011        | Die Straße liegt zwischen Wildkräuter und Wiesenkräuterweg (über den Nordgraben hinweg). Vor der Neubenennung lag nördlich vom Nordgraben der Blumenweg, wodurch die Straßenbrücke über den Nordgraben Blumenwegbrücke heißt, der südlich Abschnitt hieß zuvor Kornblumenweg. Vom Bezirksamt Pankow wurden 35 Anlagenwege der Gartenanlage Einigkeit zwischen der Mönchmühler, Schönhauser, Dietzgenstraße und Blankenfelder Chaussee als Privatstraßen nach Kräuter-, Heil- und Gewürzpflanzen neu benannt. | Frauenmantelweg vom Kräuterplatz nordwärts gesehen · Frauenmantelweg Blick über den Blumenwegsteg |
| Friedrich-Engels-Straße (Lage) | 1280 (im Ortsteil)               | Friedrich Engels (1820–1895), Philosoph | 24. Mai 1951        | Die Straße liegt zwischen Nordendstraße (die Kreuzung ausgeschlossen) und Hauptstraße / Wilhelmsruher Damm im Ortsteil, die weitere Straßenführung nach Südost zum Pastor-Niemöller-Platz / Hermann-Hesse-Straße / Grabbeallee setzt sich in Niederschönhausen fort. Vor der 1951er Umbenennungsaktion wurde der Straßenzug im Ortsteil als Reichskanzlerdamm geführt. Sie war als Hauptstraße bei der Erschließung der Siedlungsfläche der Eigenen Scholle angelegt worden, die auf beiden Straßenseiten liegt. Die Straße mittlerweile als wichtige Verbindung zwischen Pankow und Märkischem Viertel wird saniert. 1090 Meter der Straße werden im Berliner Straßennetz als übergeordnete Straßenverbindung geführt. Mit dem Fall der Mauer 1961 wurde diese Straße im Norden Berlins durch den wieder nutzbaren Wilhelmsruher Damm bedeutsamer und dient als Ersatz die fehlende Nordtangente. Auf der Straße verkehrt die Straßenbahnlinie M1, die Gleise liegen vorwiegend in Seitenlage, da nur die westliche Straßenseite (oft in Kopfsteinpflaster) ausgebaut ist. Die projektierte westliche Fahrbahn ist teilweise (vorzugsweise nördlich der Kastanienallee) als Zufahrtsstraße für die an der Westseite liegenden Wohnhäuser ausgebaut. Die Wohngrundstücke 108 und 103–109 südöstlich vom Zingergraben gehören zur Ortslage Nordend. | Friedrich-Engels-Straße nahe der Hauptstraße in die Straße hinein · Friedrich-Engels-Straße Nordseite von Ecke Nesselweg |
| Friensteinweg (Lage)           | 0520                             | Frienstein, Fels in der Sächsischen Schweiz | 12. Nov. 2013       | Die Privatstraße liegt in der KGA ‚Am Rollberg‘. Sie führt nach beiden Seiten vom Liliensteinweg, dem Hauptweg der KGA und liegt zwischen Nord- und Südrand der KGA, wobei der Weg am Südrand der Anlage noch nach Osten zur Dietzgenstraße führt und dabei den Abschluss der KGA nach Süden markiert. Der vorherige Name am Südrand war Drescherweg, südlich vom Hauptweg lag der Nelkenweg, nördlich der Gustavweg. Der Frienweg begrenzt zudem den zentralen Vereinsplatz mit dem Gartenheim östlich. Die Benennung des Gartenwegs durch den Bezirk Pankow als Privatstraße erfolgte zur besseren Georeferenzierung der Grundstücke in Vorbereitung der bundesweiten Einführung des computergestützten Liegenschaftskatasterinformationssystems. | Friensteinweg vom Liliensteinweg nach Nord |
| Gebirgskräuterweg (Lage)       | 1150                             | Gebirgskräuter, als Sammelbegriff für Heilkräuter, die im Gebirge wachsen                                                                        | 7. Sep. 2011        | Die Straße liegt zwischen Schönhauser Straße und Dietzgenstraße (am Nordgraben entlang). Vom Bezirksamt Pankow wurden 35 Anlagenwege der Gartenanlage Einigkeit zwischen der Mönchmühler, Schönhauser, Dietzgenstraße und Blankenfelder Chaussee als Privatstraßen nach Kräuter-, Heil- und Gewürzpflanzen neu benannt. Der vorherige Name war auf Grund der Lage Am Nordgraben, die neue Namenswahl des Wegs ist im tiefen Einschnitt des Klärfeldableiters vor Ort bedingt. Der Gebirgskräuterweg ist auf Grund der Lage am Nordgraben ein Abschnitt der Humboldt-Spur, der Nummer 16 der 20 grünen Hauptwege Berlins zwischen Tegeler Schloss und dem Wuhletal. | Gebirgskräuterweg von der Schönhauser Straße · Gebirgskräuterweg vom Frauenmantelweg nach Westen gesehen |
| Gierschweg (Lage)              | 0160                             | Giersch | 7. Sep. 2011        | Die Straße liegt zwischen Gebirgs- und Feldkräuterweg, quer zum Nordgraben nach Süden und hieß vorher Mohnweg. Vom Bezirksamt Pankow wurden 35 Anlagenwege der Gartenanlage Einigkeit zwischen der Mönchmühler, Schönhauser, Dietzgenstraße und Blankenfelder Chaussee als Privatstraßen nach Kräuter-, Heil- und Gewürzpflanzen neu benannt. | Gierschweg vom Feldkräuterweg |
| Goldrutenweg (Lage)            | 0300                             | Goldruten | 7. Sep. 2011        | Die Straße liegt zwischen Kräuter- und Heilkräuterweg, quer zum Nordgraben am Kräuterplatz nach Norden, vorher Asternweg. Vom Bezirksamt Pankow wurden 35 Anlagenwege der Gartenanlage Einigkeit zwischen der Mönchmühler, Schönhauser, Dietzgenstraße und Blankenfelder Chaussee als Privatstraßen nach Kräuter-, Heil- und Gewürzpflanzen neu benannt. | Goldrutenweg vom Kräuterweg nordwärts gesehen |
| Granitweg (Lage)               | 0660                             | Granit, eine für den Berliner Raum typische Gesteinsart, die an der „Geologischen Wand“ im nahe gelegenen Botanischen Volkspark eingefügt ist    | 29. Jan. 2014       | Vorher hieß der Granitweg in der Anlage Fliederweg und der einbezogene Querweg Schneeballweg. Es ist der südliche Ost-West-Weg in der Anlage, gelegen zwischen Dietzgenstraße und Lehmweg mit einem Platz am Nordgraben. Die Wege der ‚Gartenkleinsiedlung Nordend‘ (vorher ‚Anlage Nordend‘) wurden vom Bezirksamt als Privatwege gewidmet, da die bisherigen Gebäudeadressen als Dietzgenstraße 186 mit nachfolgender Gartenwegsangabe nicht georeferenzierbar waren. Dies wurde nötig damit die computerbasierten Rettungsprogramme der Polizei und Feuerwehr sichergestellt sind und insbesondere durch Anforderungen der bundesweiten Umstellung der Liegenschaftskataster. Zur Neubenennung wurde das Benennungsverfahren entsprechend § 5 Abs. 1 Satz 2 Berliner Straßengesetz durchgeführt, wozu auch die Abfrage bei den übrigen Tiefbau- und Landschaftsplanungsämtern Berlins und beim Amt für Statistik Berlin-Brandenburg, sowie die Abstimmung mit dem Bezirksfrauenbeirat. Die Benennung der Privatwege erfolgte auf Antrag der Eigentümerin der ‚Anlage Nordend‘, der Liegenschaftsfonds GmbH & Co. KG, Warschauer Str. 41/42, 10243 Berlin. | Granitweg im Hauptteil nach Westen |
| Hauptstraße (Lage)             | 1370                             | die wichtigste Straße im Ortsteil | um 1900             | Die seit der Ortsgründung als Dorfstraße geführte Straße wurde um 1900 mit der umliegenden Besiedelung amtlich zur Hauptstraße. Sie liegt in einem Straßenzug zwischen der Wilhelmsruher Hauptstraße und der im Norden anschließenden Mönchmühler Straße. In Ost-West-Richtung kreuzt der Straßenzug Friedrich-Engels-Straße und Wilhelmsruher Damm zur Verbindung zwischen Niederschönhausen und Märkischem Viertel, der während der Zeit der Berliner Mauer unterbrochen war. Die Hauptstraße ist eine Kopfsteinpflasterstraße aus den 1960er Jahren, sie wird, seit 1895 gepflastert wurde, ständig neu gepflastert, weil der feuchte und sandige Untergrund keine gute Befestigung zulässt. Da Rosenthal ein Flächendenkmal ist, wird sie auch im Weiteren eine Pflasterstraße bleiben. Baudenkmäler: Die zentralen Gebäude der Hauptstraße zwischen den Hausnummern 90 und 186 (gerade) sowie 97–187 (ungerade) gehören zum Denkmalsensemble Dorfanger, dabei sind alle diese Wohnhäuser, teils mit Stall, Remise oder Wirtschaftsgebäude aus den Jahren 1860–1950 eigenständig auf der Liste. Gesondert wird hier der Ensembleteil „Dorfkrug mit Wohnhaus und Festsaal“ in der Hauptstraße 134 aus der Zeit um 1900 genannt. Der ehemalige Rosenthaler Wasserturm wurde am 19. Dezember 1958 gesprengt. An der Hauptstraße 94 befindet sich das Landhaus mit dem Wasserturm, dieses war als Gemeindeschule erbaut, dann als Rathaus, dann wieder als Schule, zu DDR-Zeiten als „Haus der Pioniere“ genutzt worden. Die Baukosten des „Landhauses Rosenthal“ als Schule wurden größtenteils aus der Kirchenkasse bezahlt. | Dorfanger · Gutshaus an der Hauptstraße 135 · Hauptstraße Blick in den Querabschnitt im Norden der Straße westwärts |
| Hamamelisweg (Lage)            | 0090                             | Hamamelis | 7. Sep. 2011        | Die Straße liegt zwischen Gebirgs- und Feldkräuterweg, quer zum Nordgraben nach Süden parallel zum Gierschweg und hieß vorher Lindenweg. Vom Bezirksamt Pankow wurden 35 Anlagenwege der Gartenanlage Einigkeit zwischen der Mönchmühler, Schönhauser, Dietzgenstraße und Blankenfelder Chaussee als Privatstraßen nach Kräuter-, Heil- und Gewürzpflanzen neu benannt. | Hamamelisweg vom Feldkräuterweg aus |
| Heilkräuterweg (Lage)          | 1480                             | Heilkräuter | 7. Sep. 2011        | Die Straße liegt zwischen Mönchmühler Straße und Kräuterweg am Nordrand der Anlage entlang, vorher hießen die Wege Auf dem Damm (westlich), Am Botanischen Garten (östlich) und am östlichen Ende wurde der querliegende Schulgartenweg einbezogen. Vom Bezirksamt Pankow wurden 35 Anlagenwege der Gartenanlage Einigkeit zwischen der Mönchmühler, Schönhauser, Dietzgenstraße und Blankenfelder Chaussee als Privatstraßen nach Kräuter-, Heil- und Gewürzpflanzen neu benannt. Der Weg bildet in seinem Verlauf die Grenze zu Blankenfelde und liegt auf dem Bahndamm der ehemaligen Industriebahn Tegel–Friedrichsfelde, im Westen an die Rieselfläche der Zingergrabenniederung und im östlichen Teil an die Botanische Anlage grenzend. | Heilkräuterweg ostwärts ab Mönchmühler Straße |
| Hermann-Günther-Straße (Lage)  | 0200                             | Hermann Günther († nach Oktober 1908), Reinickendorfer Bäckermeister                                                                             | 17. März 2001       | Die Straße erschließt mit den Grundstücken 2–28 (gerade, nur auf der östliche Seiten) eine Neubausiedlung mit Typeneinfamilienhäusern, die um 2000 auf einer aufgegebenen Kleingartenanlage erbaut wurde. Die Straße liegt zwischen Angerweg und Schönholzer Weg, noch 90 Meter über letzteren hinaus bis an die Grenze von Niederschönhausen. Die Siedlung liegt westlich der zu Wilhelmsruh gehörenden Schönholzer Straße, erschlossen von Am Tempelgraben und der Hermann-Günther-Straße, die durch den Schönholzer Weg an die Hauptstraße anschließen. Der Tempelgraben unterführt zwischen den Grundstücken 26/28 die Straße, gegenüber liegen die Rückseiten der Schönholzer Straße 22b und 22c. Hermann Günther kaufte Land auf der Rosenthaler Feldmark und baute mit Genehmigung des Rosenthaler Gemeindevorstandes Landhäuser der südlich gelegenen Kolonie Wilhelmsruh (seit 2001: Pankower Ortsteil), als Sponsor gab er Geld für die Schule und einen Friedhof. Die Straße ist als nur für Anlieger nutzbar ausgewiesen und besitzt dafür am Angerweg auch ein Tor, hat jedoch an der Stichzufahrt des Schönholzerwegs eine offene Einfahrt. | Herrmann-Günther-Straße vom Angerweg mit Absperrung und Markierung |
| Hohler-Stein-Weg (Lage)        | 0150                             | Hohler Stein, Felsgebilde in der Sächsischen Schweiz                                                                                             | 12. Nov. 2013       | Die Privatstraße liegt in der KGA ‚Am Rollberg‘ südlich vom Liliensteinweg zum Friensteinweg am Anlagensüdrand. Der Name des Gartenwegs war Erichweg. Die Benennung des Gartenwegs durch den Bezirk Pankow als Privatstraße erfolgte zur besseren Georeferenzierung der Grundstücke in Vorbereitung der bundesweiten Einführung des computergestützten Liegenschaftskatasterinformationssystems. | Hohler-Stein-Weg nach Süden zum Friensteinweg |
| Huflattichweg (Lage)           | 0340                             | Huflattich | 7. Sep. 2011        | Die Straße liegt zwischen Kräuter- und Heilkräuterweg nördlich vom Nordgraben, vorher Veilchenweg. Vom Bezirksamt Pankow wurden 35 Anlagenwege der Gartenanlage Einigkeit zwischen der Mönchmühler, Schönhauser, Dietzgenstraße und Blankenfelder Chaussee als Privatstraßen nach Kräuter-, Heil- und Gewürzpflanzen neu benannt. | Huflattichweg vom Kräuterweg nordwärts gesehen |
| Ingwerweg (Lage)               | 0370                             | Ingwer | 7. Sep. 2011        | Die Straße liegt zwischen Kräuter- und Heilkräuterweg (Ecke Schnittlauchweg) und hieß zuvor Seeweg, da er in Richtung zum Großen und Kleinen Zingerteich auf Blankenfelder Flur führt. Vom Bezirksamt Pankow wurden 35 Anlagenwege der Gartenanlage Einigkeit zwischen der Mönchmühler, Schönhauser, Dietzgenstraße und Blankenfelder Chaussee als Privatstraßen nach Kräuter-, Heil- und Gewürzpflanzen neu benannt. | Ingwerweg vom Kräuterweg nordwärts gesehen |
| Im Igelgrund (Lage)            | 0080                             | symbolischer Name für Naturverbundenheit | 31. März 2011       | Die Straße ist eine östliche Stichstraße von der Friedrich-Engels-Straße zwischen Zingergraben und dem südlicher parallelen Am Meisenwinkel und gehört noch zur Ortslage Nordend. Die Benennung erfolgte auf Antrag und auf Kosten der Eigentümergemeinschaft als Erschließungsweg des Baufelds an der Friedrich-Engels-Straße 112. Im Zusammenhang mit der Neubebauung der Fläche der ehemaligen KGA „Friedrich-Engels-Straße“ wurden für die Erschließung der neu gebildeten Grundstücke zwei Erschließungswege errichtet. Die Antragsteller haben sich für die Namen entschieden, um damit ihre Naturverbundenheit darzustellen. Zur Privatstraße gehören die Grundstücke 1–9 (ungerade an der Westseite) und 2–6 (gerade an der Ostseite). Anmerkenswert ist es, dass die sehr kurze Zufahrtsstraße beim Anlegen der Einfamilienhäuser nicht als Querstraße der Friedrichs-Engels-Straße geführt wurde, sondern das die anliegenden Grundstücke bereits eine georeferenzierbare Anschrift erhielt, wie sie in Vorbereitung des ALKS vom Bezirk Pankow betrieben wurden. | Im Igelgrund östlich der Friedrich-Engels-Straße |
| Johannes-Kupke-Straße (Lage)   | 0180                             | Johannes Kupke (1894–1988), Mediziner, Widerstandskämpfer gegen das NS-Regime                                                                    | 1. Okt. 2002        | Die Straße geht als Stichstraße westlich von der Friedrich-Engels-Straße ab. Die Zufahrt in die Straße liegt etwas nördlicher an der Friedrich-Engels-Straße 149, da die direkte Straßenlänge zur Friedrich-Engels-Straße durch die Tramschienen unterbrochen ist. Die anliegenden Grundstücke 1–23 (ungerade) und 6–12 (gerade) der Siedlung zwischen der gleichbenannten Seitenstraße der Friedrichs-Engels-Straße zur Kastanienallee und der KGA ‚Humboldt‘ (Abt. ‚Graue Schule‘) wurden mit dem Anlegen der Straße 2002 mit einheitlichen Doppelwohnhäusern bebaut. Vorher befanden sich auf der Fläche Kleingärten. Kupke gehörte zur Widerstandsgruppe um Husemann, verhinderte den Beschuss von Niederschönhausen durch die vorrückende Rote Armee und war der erste Bürgermeister von Niederschönhausen nach 1945. | Blick in den Johannes-Kupke-Weg |
| Johanniskrautweg (Lage)        | 0190                             | Johanniskraut | 7. Sep. 2011        | Die Straße liegt zwischen Wildkräuter- und Kräuterweg, vorheriger Name Goldackerweg. Vom Bezirksamt Pankow wurden 35 Anlagenwege der Gartenanlage Einigkeit zwischen der Mönchmühler, Schönhauser, Dietzgenstraße und Blankenfelder Chaussee als Privatstraßen nach Kräuter-, Heil- und Gewürzpflanzen neu benannt. | Johanniskrautweg vom Kräuterweg nordwärts gesehen |
| Kabelitzweg (Lage)             | 0300                             | Kabelitz, alte Rosenthaler Bauernfamilie | 21. Nov. 1996       | Der Kabelitzweg verläuft zwischen dem Schönholzer Weg und der César-Franck-Straße. Die Geschwister Kabelitz waren Besitzer des „Dreimäderlhauses“, dem Standort der ehemaligen Windmühle und vom „Gasthaus zur Mühle“ in der Hauptstraße 84. | Kabelitzweg von der Ecke César-Franck-Straße ostwärts |
| Kampferweg (Lage)              | 0420                             | Kampfer | 7. Sep. 2011        | Die Straße liegt zwischen Schnittlauch- und Kräuterweg und hat einen rechtwinkligen Haken im Wegelauf, der bereits im vorher Dahlienweg genannten Verlauf bestand. Vom Bezirksamt Pankow wurden 35 Anlagenwege der Gartenanlage Einigkeit zwischen der Mönchmühler, Schönhauser, Dietzgenstraße und Blankenfelder Chaussee als Privatstraßen nach Kräuter-, Heil- und Gewürzpflanzen neu benannt. | Kampferweg Ecke Kräuterweg der nordwärts führende Weg |
| Kastanienallee (Lage)          | 2170                             | Kastanie, Buchengewächs, häufiger Alleebaum | vor 1905            | Sie liegt zwischen der Dietzgenstraße und der Hauptstraße, die Grundstücke Kastanienallee 1–29a, sowie 102–123 liegen in der Ortslage Nordend. Beiderseits und teils in der Mitte der teilweise geteilten Fahrbahn dieser ost-westlich verlaufenden Straße stehen noch Kastanien. Um 1898 entstanden an der Kastanienallee Bauernhöfe vorne mit Vordergärten an der Straße und nach hinten Felder, Scheune und Remise. Die Straße (aus Nordend) endete 1915 an der Gemarkung Rosenthal vor dem Zingergraben. Auf der Adressbuch-Karte ist die Verlängerte Kastanienallee mit Anschluss zur Hauptstraße aufgenommen. Der westliche Abschnitt der Kastanienallee war bis in die 1990er Jahre eine Straße mit zwei Asphaltstreifen zwischen denen ein mit Kastanien bepflanzter Grünstreifen lag und die Straße führte durch ältere Siedlungshäuser. Um 2010 wurde dieser im Zusammenhang mit den neuerbauten Wohnanlagen und in Erwartung der Nutzung als Nordtangente zu einer breiten Asphaltstraße mit Parktaschen am Rand zwischen der Wilhelmsruher Hauptstraße und der Friedrich-Engels-Straße ausgebaut. Der östliche Straßenteil entstand in der Kolonie Nordend, während der Westabschnitt zunächst eher Ortsverbindungsstraße von Rosenthal-Wilhelmsruh, sodass erst in jüngster Zeit der gutsituierte Ausbau (Nordtrasse, gute Wohnlage) entstand. | Kastanienallee: neu ausgebaute Straße (Südseite) Ecke César-Franck-Straße westwärts · Kastanienallee nahe Schönhauser Straße nach Westen im alten Nordend · Kastanienallee am Westrand von Nordend, Ecke Taufsteinweg nach Westen                                                   |
| Katzsteinweg (Lage)            | 0150                             | Katzstein, Felsen in der Sächsischen Schweiz | 12. Nov. 2013       | Der Katzsteinweg ist eine Privatstraße in der Gartenkolonie Anlage Schönwald und liegt ab Schönhauser Straße als sechster Querweg vom Liliensteinweg nach Norden zum Lorenzsteinweg. Vor der Benennung innerhalb der Anlage als Weg 11 benannt. Er schließt Müllerstein- und Rotsteinweg östlich ab. Die Benennung des Gartenwegs durch den Bezirk Pankow als Privatstraße erfolgte zur besseren Georeferenzierung der Grundstücke in Vorbereitung der bundesweiten Einführung des computergestützten Liegenschaftskatasterinformationssystems. | Katzsteinweg – nordwärts vom Liliensteinweg |
| Kieselweg (Lage)               | 0110                             | Kiesel, eine für den Berliner Raum typische Gesteinsart, die an der „Geologischen Wand“ im nahe gelegenen Botanischen Volkspark eingefügt ist    | 29. Jan. 2014       | Vorher hieß der Kieselweg in der Anlage Kornblumenweg. Der Kieselweg liegt als östlicher Nord-Süd-Weg zwischen dem Lehmweg am Nordgraben und dem Marmorweg. Die Wege in der ‚Anlage Nordend‘ wurden vom Bezirksamt als Privatwege gewidmet, da die bisherigen Gebäudeadressen als Dietzgenstraße 186 mit nachfolgender Gartenwegsangabe nicht georeferenzierbar waren. Dies wurde nötig damit die computerbasierten Rettungsprogramme der Polizei und Feuerwehr sichergestellt sind und insbesondere durch Anforderungen der bundesweiten Umstellung der Liegenschaftskataster. Zur Neubenennung wurde das Benennungsverfahren entsprechend § 5 Abs. 1 Satz 2 Berliner Straßengesetz durchgeführt, wozu auch die Abfrage bei den übrigen Tiefbau- und Landschaftsplanungsämtern Berlins und beim Amt für Statistik Berlin-Brandenburg, sowie die Abstimmung mit dem Bezirksfrauenbeirat. Die Benennung der Privatwege erfolgte auf Antrag der Eigentümerin der Anlage Nordend, der Liegenschaftsfonds GmbH & Co. KG, Warschauer Str. 41/42, 10243 Berlin. | Kieselweg am Nordende – Ecke Lehmweg |
| Kirchstraße (Lage)             | 0780                             | anliegendes Gemeindehaus der evangelischen Gemeinde Nordend                                                                                      | vor 1915            | Sie liegt zwischen Dietzgenstraße und Straße 132, nördlich parallel der Kastanienallee und südlich von der parallelen Dammsmühler Straße, in der Ortslage Nordend. Die Evangelische Kirche Nordend Kirchstraße 31 Ecke Schönhauser Straße 32 nach Entwurf von Fritz Gottlob aus den Jahren 1909–1910 ist ein Baudenkmal. Der Zuzug aus dem wachsenden Berlin veranlasste den Bau von einem Gemeindehaus mit Kirchsaal und Kindergarten sowie Pfarrdienstwohnung. 1909 weihten die Siedler der Kolonie ihr Gemeindehaus ein. Ein Luftangriff im Zweiten Weltkrieg zerstörte den Dachreiter mit den Glocken dafür wurde in den 1950er Jahren ein Glockenturm aus Feldsteinen errichtet. Auf der jetzigen Kirchwiese war der Bau einer großen Kirche vorgesehen, der Erste Weltkrieg und die Inflation verhinderte diese Pläne. Die Straße wurde bereits vor 1902 angelegt und als Grenzweg und vor 1905 als Grenzstraße benannt. Er war zu jener Zeit nördlichste Weg in der Siedlung Nordend und erhielt deshalb diesen Namen. Nach 1910 wurde die Straße wegen des hier stehenden Bau des Gemeindehauses umbenannt. Allerdings ist diese Kirchstraße noch 1920 unbebaut. Nach den 1950er Jahren wurde die nach 1935 angelegte Straße 134 (im Adressbuch 1940 aufgeführt) westlich der Schönhauser Straße bis Straße 132 in die Kirchstraße einbezogen. Westlich der Straße 132 bis Zingergraben verblieb ein ungewidmeter Fahrweg an den Kleingärten der KGA ‚Windige Ecke‘ entlang. 1989 ist im Plan die Kirchstraße noch über Straße 132 hinweg eingezeichnet. Dieser Abschnitt zwischen Zingergraben und Straße 132 ist unbefestigt und besitzt eine Breite von drei Spuren (10 Meter mit grünem Rand). Am Ende nahe Zingergraben steht ein Straßennamenschild und das Verkehrsschild „30er-Zone“. Diese der Lage nach Privatstraße ist weder im Berliner Straßenregister noch auf der amtlichen Karte des Landeskartenwerks verzeichnet. | Evangelische Kirche Nordend · Kirchstraße: westlich der Schönhauser Straße |
| Kleinsteinweg (Lage)           | 0080                             | Kleinstein, Felsgebilde in der Sächsischen Schweiz                                                                                               | 12. Nov. 2013       | Der Kleinsteinweg ist eine Privatstraße in der Gartenkolonie Anlage Schönwald und liegt ab Schönhauser Straße als vierter Querweg vom Liliensteinweg nach Norden zum Rotsteinweg. Vor der Benennung innerhalb der Anlage als Weg 13 benannt. Die Benennung des Gartenwegs durch den Bezirk Pankow als Privatstraße erfolgte zur besseren Georeferenzierung der Grundstücke in Vorbereitung der bundesweiten Einführung des computergestützten Liegenschaftskatasterinformationssystems. | Kleinsteinweg vom Liliensteinweg in den Bogen zum Rotsteinweg gesehen |
| Kohlbornsteinweg (Lage)        | 0150                             | Kohlbornstein, Felsen in der Sächsischen Schweiz                                                                                                 | 12. Nov. 2013       | Der Kohlbornsteinweg ist eine Privatstraße in der Gartenkolonie Anlage Schönwald und liegt ab Schönhauser Straße als siebter Querweg vom Liliensteinweg nach Norden zum Lorenzsteinweg. Vor der Benennung innerhalb der Anlage systematisch als Weg 10 benannt. Die Benennung des Gartenwegs durch den Bezirk Pankow als Privatstraße erfolgte zur besseren Georeferenzierung der Grundstücke in Vorbereitung der bundesweiten Einführung des computergestützten Liegenschaftskatasterinformationssystems. | Kohlbornsteinweg vom Lorenzweg nach Süden · Kohlbornsteinweg vom Liliensteinweg nach Nord |
| Kräuterplatz (Lage)            | 0080 × 60                        | Kräuter | 7. Sep. 2011        | Der Platz mit dem Vereinshaus und einem abgesperrten Parkplatz ist zentral am Kräuterweg gelegen und liegt zwischen Goldruten- und Frauenmantelweg, er liegt im Zuge des vorigen zentral durch die Anlage führenden Hauptweg. Vom Bezirksamt Pankow wurden 35 Anlagenwege der Gartenanlage Einigkeit zwischen der Mönchmühler, Schönhauser, Dietzgenstraße und Blankenfelder Chaussee als Privatstraßen nach Kräuter-, Heil- und Gewürzpflanzen neu benannt. | Kräuterplatz von der Ecke Frauenmantelweg über den Platz nach West |
| Kräuterweg (Lage)              | 1430                             | Kräuter | 7. Sep. 2011        | Die Straße liegt zwischen Schönhauser Straße und Dietzgenstraße. Diese breite Anlagenstraße am Nordrand des Nordgrabens trug entsprechend ihrer Bedeutung zuvor den Namen Hauptweg. Vom Bezirksamt Pankow wurden 35 Anlagenwege der Gartenanlage Einigkeit zwischen der Mönchmühler, Schönhauser, Dietzgenstraße und Blankenfelder Chaussee als Privatstraßen nach Kräuter-, Heil- und Gewürzpflanzen neu benannt. | Kräuterweg von der Schönhauser Straße · Kräuterweg: Schilder mit dem alten und neuen Straßennamen · Kräuterweg vom Kräuterplatz nach Osten |
| Kümmelweg (Lage)               | 0100 + 100                       | Kümmel | 7. Sep. 2011        | Die Straße liegt T-förmig zwischen Kräuter- und Lorbeerweg zum Nordgraben hin und ist aus dem vorherigen Lilienweg (N–S) und dem Kurzer Weg (O–W) gebildet worden. Vom Bezirksamt Pankow wurden 35 Anlagenwege der Gartenanlage Einigkeit zwischen der Mönchmühler, Schönhauser, Dietzgenstraße und Blankenfelder Chaussee als Privatstraßen nach Kräuter-, Heil- und Gewürzpflanzen neu benannt. | Kümmelweg Ecke Kräuterweg der nach Süden führende Nord-Süd-Ast des Wegs |
| Lampertssteinweg (Lage)        | 0190                             | Lampertsstein, Tafelberg in der Sächsischen Schweiz                                                                                              | 12. Nov. 2013       | Die Straße liegt in der KGA ‚Am Rollberg‘ zwischen Liliensteinweg nach Norden und dem Wiesenweggraben. Der Name des vorherigen Gartenwegs ist Alfredweg, es ist der östliche Privatweg parallel zur Dietzgenstraße. Die Benennung des Gartenwegs durch den Bezirk Pankow als Privatstraße erfolgte zur besseren Georefenzierung der Grundstücke in Vorbereitung der bundesweiten Einführung des computergestützten Liegenschaftskatasterinformationssystems. | Lampertssteinweg am Anlagenostrand parallel zur Dietzgenstraße |
| Lasensteinweg (Lage)           | 0470                             | Lasenstein, Berg in der Sächsischen Schweiz | 12. Nov. 2013       | Der Lasensteinweg ist eine Privatstraße in der Gartenkolonie Anlage Schönwald und liegt ab Schönhauser Straße als erster und siebter Querweg vom Liliensteinweg nach Süden und umfasst die Anlage südlich mit einem Ost-West-Abschnitt. Entsprechend hießen die Teilstücke vor der Benennung innerhalb der Anlage Weg 1 und Weg 7, das südlich umfassende Teilstück Weg zur Höhe. Letzterer Name bezog sich auf den östlich gelegenen Rollberg. Die Benennung des Gartenwegs durch den Bezirk Pankow als Privatstraße erfolgte zur besseren Georeferenzierung der Grundstücke in Vorbereitung der bundesweiten Einführung des computergestützten Liegenschaftskatasterinformationssystems. | Lasensteinweg von SW-Ecke ostwärts |
| Lehmweg (Lage)                 | 0780                             | Lehm, eine für den Berliner Raum typische Gesteinsart                                                                                            | 29. Jan. 2014       | Der Lehmweg hieß in der Anlage ‚Nordend‘ Grenzweg, dazu wurde bei der Neubenennung ein bislang namenloser Weg entlang der Dietzgenstraße einbezogen. Der Lehmweg umschließt die Anlage im Westen (parallel zur Dietzgenstraße) und im Norden am Nordgraben entlang. Die Wege in der ‚Gartenkleinsiedlung Nordend‘ wurden vom Bezirksamt als Privatwege gewidmet, da die bisherigen Gebäudeadressen als „Dietzgenstraße 186“ mit nachfolgender Gartenwegsangabe nicht georeferenzierbar waren. Dies wurde nötig damit die computerbasierten Rettungsprogramme der Polizei und Feuerwehr sichergestellt sind und insbesondere durch Anforderungen der bundesweiten Umstellung der Liegenschaftskataster. Zur Neubenennung wurde das Benennungsverfahren entsprechend § 5 Abs. 1 Satz 2 Berliner Straßengesetz durchgeführt, wozu auch die Abfrage bei den übrigen Tiefbau- und Landschaftsplanungsämtern Berlins und beim Amt für Statistik Berlin-Brandenburg, sowie die Abstimmung mit dem Bezirksfrauenbeirat. Die Benennung der Privatwege erfolgte auf Antrag der Eigentümerin der Anlage Nordend, der Liegenschaftsfonds GmbH & Co. KG, Warschauer Str. 41/42, 10243 Berlin. Der Lehmweg mit den Grundstücken 2–16, 22–28, 42, 44 (gerade) begrenzt die weiteren Siedlungswege im Norden und führt ostwärts auf der vormaligen Industriebahntrasse. | Am Siedlungsnordrand führt der Lehmweg tw. auf der Bahntrasse |
| Liliensteinweg (Lage)          | 0880 + 60 + 100                  | Lilienstein, Tafelberg in der Sächsischen Schweiz                                                                                                | 12. Nov. 2013       | Diese Privatstraße verbindet als zentraler Anlagenweg die ‚Anlage Schönwald‘ (im Westen) mit der östlichen KGA ‚Am Rollberg‘ und liegt dadurch zwischen Schönhauser und Dietzgenstraße. Ein nach Süden abgehender Querweg der KGA Rollberg (vorher: Auf der Höh) ist einbezogen. Vor der Widmung waren die Namen in der KGA Rollberg bis an den Südwestknick in der Anlage Schönwald Rollbergweg, die westliche Fortsetzung in Schönwald hieß Hauptweg. In der Anlage Schönwald wurde ein (kurzer) nördlicher Querweg (vorher: Weg 12) zum Rotsteinweg einbezogen. Die Benennung des Gartenwegs durch den Bezirk Pankow als Privatstraße erfolgte zur besseren Georeferenzierung der Grundstücke in Vorbereitung der bundesweiten Einführung des computergestützten Liegenschaftskatasterinformationssystems. | Liliensteinweg vom Vereinsheim Schönwald nach Osten gesehen |
| Lorbeerweg (Lage)              | 0510                             | Lorbeer | 7. Sep. 2011        | Die Straße, vorher Tulpenweg, liegt zwischen Schnittlauchweg und Nordgraben, über Thymian-, Wildkräuter- und Kräuterweg. Vom Bezirksamt Pankow wurden 35 Anlagenwege der Gartenanlage Einigkeit zwischen der Mönchmühler, Schönhauser, Dietzgenstraße und Blankenfelder Chaussee als Privatstraßen nach Kräuter-, Heil- und Gewürzpflanzen neu benannt. | Lorbeerweg Ecke Kräuterweg nach Norden |
| Lorenzsteinweg (Lage)          | 0730                             | Lorenzsteine, Felsformation in der Sächsischen Schweiz                                                                                           | 12. Nov. 2013       | Der Lorenzsteinweg ist eine Privatstraße in der Gartenkolonie Anlage Schönwald. Er umschließt einen nördlichen Teil der Anlage und liegt ab Schönhauser Straße am Zingergraben und weiter auf der (West-Ost-)Trasse des vorherigen Grabenwegs zum östlichen Anlagerand und führt quer als neunter nördlicher Querweg (vorher: Weg 8) des Liliensteinweg nach Süden. Die Benennung des Gartenwegs durch den Bezirk Pankow als Privatstraße erfolgte zur besseren Georeferenzierung der Grundstücke in Vorbereitung der bundesweiten Einführung des computergestützten Liegenschaftskatasterinformationssystems. | Lorenzsteinweg: Nordzweig zum Liliensteinweg |
| Luchssteinweg (Lage)           | 0120                             | Luchsstein, ein Felsen in der Sächsischen Schweiz                                                                                                | 12. Nov. 2013       | Der Luchssteinweg ist eine Privatstraße in der Gartenkolonie Anlage Schönwald. Ab Schönhauser Straße der zweite Querweg vom Liliensteinweg nach Norden zum Rotsteinweg. Innerhalb der Anlage (vor der amtlichen Benennung) systematisch als Weg 15 benannt. Die Benennung des Gartenwegs durch den Bezirk Pankow als Privatstraße erfolgte zur besseren Georeferenzierung der Grundstücke in Vorbereitung der bundesweiten Einführung des computergestützten Liegenschaftskatasterinformationssystems. | Luchssteinweg vom Liliensteinweg Ri. Rotsteinweg |
| Majoranweg (Lage)              | 0330                             | Majoran | 7. Sep. 2011        | Die Straße liegt zwischen Wildkräuter- und Wasserkräuterweg (nahe Nordgraben), vorheriger Name war Fliederweg. Vom Bezirksamt Pankow wurden 35 Anlagenwege der Gartenanlage Einigkeit zwischen der Mönchmühler, Schönhauser, Dietzgenstraße und Blankenfelder Chaussee als Privatstraßen nach Kräuter-, Heil- und Gewürzpflanzen neu benannt. | Majoranweg Ecke Kräuterweg nach Norden |
| Marmorweg (Lage)               | 0470                             | Marmor, eine Gesteinsart, die an der „Geologischen Wand“ im nahe gelegenen Botanischen Volkspark eingefügt ist                                   | 29. Jan. 2014       | Männertreuweg war vor der Benennung der Name in der Anlage. Der Marmorweg liegt als mittlerer Ost-West zwischen Dietzgenstraße und Lehmweg, wobei an beiden Enden nur schmale Durchlässe bestehen. Die Wege in der ‚Anlage Nordend‘ wurden vom Bezirksamt als Privatwege gewidmet, da die bisherigen Gebäudeadressen als Dietzgenstraße 186 mit nachfolgender Gartenwegsangabe nicht georeferenzierbar waren. Dies wurde nötig damit die computerbasierten Rettungsprogramme der Polizei und Feuerwehr sichergestellt sind und insbesondere durch Anforderungen der bundesweiten Umstellung der Liegenschaftskataster. Zur Neubenennung wurde das Benennungsverfahren entsprechend § 5 Abs. 1 Satz 2 Berliner Straßengesetz durchgeführt, wozu auch die Abfrage bei den übrigen Tiefbau- und Landschaftsplanungsämtern Berlins und beim Amt für Statistik Berlin-Brandenburg, sowie die Abstimmung mit dem Bezirksfrauenbeirat gehörte. Die Benennung der Privatwege erfolgte auf Antrag der Eigentümerin der Anlage Nordend, der Liegenschaftsfonds GmbH & Co. KG, Warschauer Str. 41/42, 10243 Berlin. | Marmorweg nach Westen |
| Maurice-Ravel-Straße (Lage)    | 0230                             | Maurice Ravel (1875–1937), Komponist | 9. Nov. 1994        | Die Straße besteht shon länger und liegt sie zwischen Angerweg und Kastanienallee. Vor der Benennung wurde sie als Straße 124 laut Bebauungsplan geführt, im Adressbuch 1943 ist sie mit der Anmerkung „Post Bln=Wilhelmsruh“ aufgenommen. Die linke Seite (ungerade) vom Angerweg an Straße 122 zur Kastanienallee mit den Grundstücken 1–19 ist mit Einfamilienhäusern bebaut (1, 3 Baustelle, 17 drei Bewohner) und auf der rechten Seite mit den gerade nummerierten Grundstücken 2 (gehört zum Angerweg), 4 (Sommerhaus). 6 und 8 (Einfamilienhäuser). Zwischen 10 und 12 geht die Straße 130 ab: 10 und 16 Baustelle, 12, 14 existieren nicht, 18 ist mit einem Eigenheim bebaut und 20 gehört zu Kastanienallee 88. Mit der Aufwertung der hier bestehenden Wohnlage (durch Wegfall von Gewerbeflächen) wurde die Straße ebenso wie die benachbarten Nummernstraßen nach Komponisten benannt. | Maurice-Ravel-Straße |
| Mittelstraße (Lage)            | 0240                             | Mitte der Trasse von Kastanienallee und Nordendstraße / Straße 52a                                                                               | vor 1915            | Die Straße liegt bereits seit der Anlage der Siedlung Nordend im mitten im Dreieck der Kastanienallee, Blankenfelder Straße (seit 2006: Dietzgenstraße) und Schönhauser Straße. In der Mittelstraße 6–8 befand sich das Kranken- und Genesungshaus Nordend. Hier lag Carl von Ossietzky als er 1936 den Friedensnobelpreis. Im Lungenkrankenhaus von Dr. Dosquet wurden die Folgen seiner in den Konzentrationslagern Sonnenburg und Papenburg erlittenen Folter behandelt. | Mittelstraße von Ecke Schönhauser Straße |
| Mönchmühler Straße (Lage)      | 0240 (im Ortsteil)               | Mönchmühle, der direkte Zielort der Straße | 4. Aug. 1930        | Die Straße verlängert die Hauptstraße zur Ortsteilgrenze, der Verlauf durch die ehemaligen Rieselfelder hat als Zielort westlich von Blankenfelde nach Mönchmühle zu, auch wenn sie erst 1930 diesen amtlichen Namen erhielt ist sie bereits im Ur-Messtischblatt von 1871 eingezeichnet. Die Straße beginnt an der Kreuzung Hauptstraße / Centweg / Straße 126 / Mönchmühler Straße und führt als Pflasterstraße durch Felder der Zingergrabenniederung (vormals: Rieselfelder) vom Kirchhof Rosenthal zum Pankower Ortsteil Blankenburg. Der Friedhof der evangelischen Kirchengemeinde Rosenthal in der Mönchmühler Straße 11 aus dem Jahr 1899 ist mit Friedhofskapelle und Einfriedung denkmalgeschützt. Der Friedhof, die Kirche und die Häuser Mönchmühler Straße 2 und 9 gehören zum „Gesamtensemble Dorfanger“ | Mönchmühler Straße Blick von Ecke Centweg nordwärts · Mönchmühler Straße südwärts ab Oreganoweg |
| Müllersteinweg (Lage)          | 0210                             | Müllerstein, Felsen in der Sächsischen Schweiz                                                                                                   | 12. Nov. 2013       | Der Müllersteinweg ist eine Privatstraße in der Gartenkolonie Anlage Schönwald und liegt als dritter (West/Ost-)Parallelweg nördlich vom Liliensteinweg zwischen Lorenzstein- und Katzsteinweg. Innerhalb der Anlage hieß er vor der Benennung durch seine Lage als Parallelweg benannt. Die Benennung des Gartenwegs durch den Bezirk Pankow als Privatstraße erfolgte zur besseren Georeferenzierung der Grundstücke in Vorbereitung der bundesweiten Einführung des computergestützten Liegenschaftskatasterinformationssystems. | Müllersteinweg vom Katzsteinweg nach West |
| Nachtkerzenweg (Lage)          | 0160                             | Nachtkerzen | 7. Sep. 2011        | Der Weg liegt als westlichster zwischen Wildkräuter- und Kräuterweg. Der vorherige Name war Margeritenweg. Vom Bezirksamt Pankow wurden 35 Anlagenwege der Gartenanlage Einigkeit zwischen der Mönchmühler, Schönhauser, Dietzgenstraße und Blankenfelder Chaussee als Privatstraßen nach Kräuter-, Heil- und Gewürzpflanzen neu benannt. | Nachtkerzenweg Ecke Kräuterweg nach Norden |
| Nesselweg (Lage)               | 0380                             | Nessel, weit verbreitete Pflanzenart | 4. Aug. 1930        | Sie liegt zwischen Friedrich-Engels- und Schönhauser Straße. 1943 ist die Straße in Post Bln.=Wilhelmsruh zwischen Reichskanzlerdamm und An der Priesterkoppel bis Schönhauser Straße in fortlaufender Nummerierung im Adressbuch aufgenommen. Grundstück 1 ist als Garten angegeben, 2–4 sind mit Wohnhäusern bebaut, nördlich von An der Priesterkoppel folgen die Baustellen auf 5–11 und auf der gegenüberliegenden westlichen Straßenseite die Baustellen 12–23. | Nesselweg von der Friedrich-Engels-Straße aus |
| Niederauer Weg (Lage)          | 0140                             | Niederau, Ort in Tirol, Österreich | 2. Aug. 1997        | Er liegt zwischen Bergrutenpfad und (dem namensähnlichen) Auffacher Weg. Beide Straßen erschließen das hier in den 1990er Jahren auf dem Gartenland südöstlich vom Bergrutenpfad entstandene Wohnquartier mit Eigenheimen, die von einer Bauträgergesellschaft errichtet wurden. | NiederauerWeg nach West ab Auffacher Weg |
| Nordendstraße (Lage)           | 0430 (im Ortsteil) nur Nordseite | Nordend, Ortslage von Rosenthal und dem benachbarten Niederschönhausen                                                                           | vor 1910            | Sie liegt zwischen Schönhauser und Wodanstraße. Auf dieser Trasse ist bereits vor 1900 ein Weg verzeichnet. Er trug die Bezeichnung Rosenthaler Grenzweg als Abgrenzung zur Landgemeinde Niederschönhausen. Später mit der Entwicklung der (Rosenthaler) ‚Kolonie Nordend‘ wurde er in der Flurmark Rosenthal umbenannt, östlich der Blankenfelder Straße führte die Trasse mit einem Weg gleichen Namens weiter. Das Straßenland und die Südseite der Straße gehören zum Nachbarortsteil Niederschönhausen. Zur Ortslage Nordend gehören im eigentlichen nur die Grundstücke 6–31 (fortlaufend). Die Nordendstraße wurde unmittelbar nach der Jahrhundertwende als ungepflasterter Grenzweg nach Rosenthal angelegt. Die Gegend um die Nordendstraße ist von kleinen Wassergräben durchzogen und war früher sehr feucht. Pankow wurde von hier aus durch zwei Wasserwerke mit Grundwasser versorgt. Als diese ihre Tätigkeit 1911 einstellten und die zentrale Wasserversorgung von Stolpe aus erfolgte, führte das ringsherum zu Hochwasserproblemen. Zur Trockenlegung wurde einer der ersten Regenabwasserkanäle unter der Nordendstraße angelegt. Die KGA Wasserwerk, mit Abteilung III zwischen Nordendstraße und Zingergraben, nimmt Bezug auf diese Lage. | Rosenthaler Nordseite der Nordendstraße von Birkenallee nach Osten · Nordendstraße die Rosenthaler Nordseite von Birkenallee nach Westen · Rosenthaler Seite der Nordendstraße westlich der Friedrich-Engels-Straße                                                                 |
| Nordgrabenweg (Lage)           | 0650                             | Benannt nach dem hier verlaufenden Nordgraben | 21. Feb. 2018       | Die zuvor unbenannte Straße südlich am Nordgraben zwischen Uhlandstraße und der Kleingartenanlage „Humboldt Abt. Neues Heim“ (Stichstraße ab „Wurstmacherweg“) wurde in „Nordgrabenweg“ benannt. Zuvor wurden die angrenzenden Grundstücke über die umliegenden Straßen nummeriert, was zu Irritationen bei Post und Feuerwehr führte. Die zunächst beabsichtigte Straßenbenennung in „Weg vor Wilhelmsruh“ wurde von Anwohnern abgelehnt. Die statistische Schlüsselnummer lautet: 11122. Der Frauenbeirat hat zugestimmt wird. | |
| Oreganoweg (Lage)              | 0140 + 100                       | Oregano | 7. Sep. 2011        | Die Straße liegt im Westen der Anlage T-förmig zwischen Mönchmühler Straße und mit einem querliegenden Abschnitt vom Ostende zu Pfefferminz- und Wasserkräuterweg. Dieser Verlauf beruht auf den beiden vorherigen Gartenwegen: Grenzweg (querliegend N–S) und Weidenweg (ab Mönchmühler Straße O–W). Vom Bezirksamt Pankow wurden 35 Anlagenwege der Gartenanlage Einigkeit zwischen der Mönchmühler, Schönhauser, Dietzgenstraße und Blankenfelder Chaussee als Privatstraßen nach Kräuter-, Heil- und Gewürzpflanzen neu benannt. Der Oreganoweg gehört zu Abteilung 5 der Siedlung. | Oreganoweg ostwärts ab Mönchmühler Straße |
| Papststeinweg (Lage)           | 0150                             | Papststein, Tafelberg in der Sächsischen Schweiz                                                                                                 | 12. Nov. 2013       | Der Papststeinweg liegt südlich zwischen Liliensteinweg und Friensteinweg (am Anlagensüdrand) in der KGA Am Rollberg. Vor der Benennung trug er den Namen Schrapeweg in der Gartenkolonie. Es ist der östlichste der (südlichen) Querwege parallel zur Dietzgenstraße. Die Benennung des Gartenwegs durch den Bezirk Pankow als Privatstraße erfolgte zur besseren Georeferenzierung der Grundstücke in Vorbereitung der bundesweiten Einführung des computergestützten Liegenschaftskatasterinformationssystems. | Papststeinweg vom Liliensteinweg aus |
| Pfaffensteinweg (Lage)         | 0180                             | Pfaffenstein, Tafelberg in der Sächsischen Schweiz                                                                                               | 12. Nov. 2013       | Die Straße liegt in der KGA Am Rollberg als Querweg nördlich vom Liliensteinweg zum Nordrand der Anlage am Wiesenweggraben. Parallel zwischen dem durchgehenden östlicheren Rauenstein- und dem Zirkelsteinweg. Der ungewidmete Name in der Gartenanlage war Paulweg, der vierte westlich der Dietzgenstraße. Die Benennung des Gartenwegs durch den Bezirk Pankow als Privatstraße erfolgte zur besseren Georeferenzierung der Grundstücke in Vorbereitung der bundesweiten Einführung des computergestützten Liegenschaftskatasterinformationssystems. | Pfaffensteinweg vom Hauptweg ais nach Norden |
| Pfefferminzweg (Lage)          | 0350                             | Pfefferminz | 7. Sep. 2011        | Die Straße liegt zwischen Mönchmühler Straße und Zingergraben und geht über den Zingergrabensteg hinweg im geraden Verlauf in den Queckenweg, der Weg liegt auf dem westlichen Abschnitt von An der Industriebahn (stillgelegter Abschnitt der Industriebahn Tegel–Friedrichsfelde). Vom Bezirksamt Pankow wurden 35 Anlagenwege der Gartenanlage Einigkeit zwischen der Mönchmühler, Schönhauser, Dietzgenstraße und Blankenfelder Chaussee als Privatstraßen nach Kräuter-, Heil- und Gewürzpflanzen neu benannt. | Pfefferminzweg westwärts ab Oreganoweg · Pfefferminzweg am Zingergraben endend – der weitere Verlauf am Knick ist der Queckenweg |
| Pöhligsteinweg (Lage)          | 0140                             | Pöhligstein, Felsen in der Sächsischen Schweiz                                                                                                   | 12. Nov. 2013       | Der Pöhligsteinweg ist eine Privatstraße in der Gartenkolonie Anlage Schönwald und liegt ab Lorenzsteinweg nach Norden in den Zipfel der Anlage der vom Wiesenweggraben begrenzt ist, der östlich folgende Bereich ist vom Basteiweg erschlossen, als fünfter Querweg vom Liliensteinweg nach Süden zum Lasensteinweg. Innerhalb der Anlage war er vor der amtlichen Benennung als Igelweg benannt. Die Benennung des Gartenwegs durch den Bezirk Pankow als Privatstraße erfolgte zur besseren Georeferenzierung der Grundstücke in Vorbereitung der bundesweiten Einführung des computergestützten Liegenschaftskatasterinformationssystems. | Pöhligsteinweg im Block B vom Lorenzsteiweg |
| Quickborner Straße (Lage)      | 0320 (im Ortsteil)               | Quickborn, Stadt in Schleswig-Holstein | 11. Dez. 1936       | Sie liegt zwischen Wilhelmsruher Damm und der Ortsteilgrenze zum Märkischen Viertel und führt weiter nach Lübars. Die Straße trug vor ihrer Umbenennung den Namen Lübarser Straße, sie wurde 1936 zusammen mit dem Gegenstück Rosenthaler Weg (nach Lübars verlaufend) einheitlich benannt. Während der Zeit der Berliner Mauer war die Nutzung der Straße unterbrochen. An der Quickborner Straße stand auf Rosenthaler Flur der Bahnhof Berlin-Rosenthal II an der Reinickendorf-Mittenwalder Eisenbahn, der ehemalige Bahnhof der Heidekrautbahn. Er wurde zu Beginn der Mauerzeit beseitigt. Unmittelbar im Mauerbereich vor der Uhlandstraße, an der die Mauer stand, lag die Wendeschleife der Straßenbahnlinie 22. Mit der Durchführung der Straße nach der Wende verblieb für den Autoverkehr an der Wendeschleife (Metrotramlinie M1) nur die Fahrtrichtung ins Märkische Viertel frei. | Quickborner Straße von der Ortsteilgrenze nach Südost nach Rosenthal hinein |
| Quirlweg (Lage)                | 0190                             | Quirl, Tafelberg in der Sächsischen Schweiz | 12. Nov. 2013       | Dieser gewidmete Privatweg liegt in der KGA Am Rollberg als nördlicher Querweg vom Liliensteinweg, der zweite östlich der Dietzgenstraße. Der vorherige Name war Heinrichweg in der Gartenanlage. Die Benennung des Gartenwegs durch den Bezirk Pankow als Privatstraße erfolgte zur besseren Georeferenzierung der Grundstücke in Vorbereitung der bundesweiten Einführung des computergestützten Liegenschaftskatasterinformationssystems. | Quirlweg vom Liliensteinweg aus |
| Queckenweg (Lage)              | 0310                             | Quecken | 7. Sep. 2011        | Die Straße liegt zwischen Wasserkräuterweg und Schnittlauchweg und geht über den Zingergrabensteg hinweg im geraden Verlauf in den Pfefferminzweg. Der Queckenweg liegt auf dem östlichen Abschnitt von An der Industriebahn (stillgelegter Abschnitt der Industriebahn Tegel–Friedrichsfelde), zudem wurde Am Zingergraben bei der Neubenennung am Graben nach Süden einbezogen um die historisch gewachsenen Parzellen der neuen Grundstücksnummerierung zuzuordnen. Vom Bezirksamt Pankow wurden 35 Anlagenwege der Gartenanlage Einigkeit zwischen der Mönchmühler, Schönhauser, Dietzgenstraße und Blankenfelder Chaussee als Privatstraßen nach Kräuter-, Heil- und Gewürzpflanzen neu benannt. | Queckenweg: von Brücke Zingergraben nach Ost |
| Rhapsodieweg (Lage)            | 0170                             | Rhapsodie, Musikstück | 15. Jan. 1999       | Vorher als Straße 123 angelegt. Sie liegt zwischen Angerweg und Boleroweg. Rhapsodien komponierte sowohl Debussy als auch Ravel nach denen benachbarte Straßen benannt sind. Am gleichen Tage wurden weitere hier liegende „Nummernstraßen“ umbenannt. 1935 ist im Adressbuch schon die Straße 123 zwischen Angerweg und Feldmark über die Straße 122 hinweg mit zwei Wohnhäusern und einem Sommerhaus verzeichnet. Im aktuellen Straßenverzeichnis des Amtes für Statistik sind Rhapsodieweg 1–13 (ungerade) und 4–12 (gerade) mit teilweise im hinteren der Grundstücke liegenden Wohnhäusern an einer dreispurigen Asphaltstraße, deren unbefestigte Randstreifen teilweise als Gehwege und teilweise als Parkspur genutzt sind. | Rhapsodieweg vom Angerweg aus |
| Rauensteinweg (Lage)           | 0350                             | Rauenstein, Tafelberg in der Sächsischen Schweiz                                                                                                 | 12. Nov. 2013       | Die Straße liegt in der KGA Am Rollberg als Querweg vom Liliensteinweg, nach Norden (vorher: Maxweg) zum Wiesenweggraben und nach Süden (vorher: Ottoweg) zum Friensteinweg, jeweils am Anlagenrand. Die Benennung des Gartenwegs durch den Bezirk Pankow als Privatstraße erfolgte zur besseren Georeferenzierung der Grundstücke in Vorbereitung der bundesweiten Einführung des computergestützten Liegenschaftskatasterinformationssystems. | Rauschensteinweg vom Liliensteinweg |
| Rauschensteinweg (Lage)        | 0170                             | Rauschenstein, Sandsteinfels in der Sächsischen Schweiz                                                                                          | 12. Nov. 2013       | Die Straße liegt in der KGA Am Rollberg. Der Weg liegt zwischen Liliensteinweg nach Norden (als achter von der Dietzgenstraße her) und dem Wiesenweggraben am Nordrand der Anlage. Bevor die Anlagenwege gewidmet wurden hieß er Weidenweg. Die Benennung des Gartenwegs durch den Bezirk Pankow als Privatstraße erfolgte zur besseren Georeferenzierung der Grundstücke in Vorbereitung der bundesweiten Einführung des computergestützten Liegenschaftskatasterinformationssystems. | Rauschensteinweg nach Norden |
| Rispenweg (Lage)               | 0210                             | Rispe, Gattung der Süßgräser | 13. Juli 1934       | Zwischen 1925 und 1934 als Eiskutenweg bezeichnet, liegt der Weg zwischen Friedrich-Engels-Straße und An der Priesterkoppel und kreuzt Eigene Scholle in deren westlichen Abschnitt. Zwischen dem Anlegen und der Umbenennung des Wegs wurde der hier liegende Nordgraben gebaut und um den Abfluss zu sichern tief ins Gelände gelegt. Der vorhergehende Name bezog sich auf die zu Beginn des 20. Jahrhunderts berlinweit übliche Nutzung von Natureis, das hier kommerziell aus dem benachbarten Teich gewonnen wurde. Der Teich fiel aber wegen des Nordgrabens trocken. Mit der Lage westlich von An der Priesterkoppel ist die Straße mit Siedlungshäusern bebaut, während sich nach Osten (hier der Bergrutenpfad) Gartenkolonien anschließen. | Rispenweg südwestwärts An der Priesterkoppel |
| Rittersteinweg (Lage)          | 0250                             | Ritterstein, ein Felsen in der Sächsischen Schweiz                                                                                               | 12. Nov. 2013       | Die Straße liegt in der KGA Am Rollberg. Sie liegt als Querweg nördlich vom Liliensteinweg zum Anlagenrand am Wiesenweggraben (vorher: Willyweg) und nach Süden am Westrand des zentralen Vereinsplatzes als Sackweg auf der Trasse des vorherigen Rosenwegs. Die Benennung des Gartenwegs durch den Bezirk Pankow als Privatstraße erfolgte zur besseren Georeferenzierung der Grundstücke in Vorbereitung der bundesweiten Einführung des computergestützten Liegenschaftskatasterinformationssystems. | Rittersteinweg im Verlauf nach Norden |
| Rosenthaler Grenzweg (Lage)    | 0914                             | Grenze Rosenthals zu Niederschönhausen | vor 1925            | Die Straße liegt zwischen der Waldemarstraße und der Kolonie ‚Gartenbau Nordend‘ (Strandpromenade) im Ortsteil in der Ortslage Nordend. Nur die an der Nordseite gelegenen Grundstücke Rosenthaler Grenzweg 1–21b, 23–53 und 69 (fortlaufend) gehören zum Ortsteil, Straßenland und die südliche Straßenseite liegen im Nachbarortsteil Niederschönhausen. Unterbrochen durch den um 1900 erbauten Straßenbahnhof Nordend wurde die einst westlicher weiterlaufende Straße als Nordendstraße benannt, da sie nicht mehr an der Rosenthaler Feldmark, sondern an der Landhauskolonie Nordend angrenzte. | Rosenthaler Grenzweg nach Ost ab Charlottenstraße (links Tosenthal, rechts Niederschönhausen) |
| Rosskastanienhof (Lage)        | 0190                             | Rosskastanie, symbolischer Name wegen der hier stehenden Bäume                                                                                   | 17. Juni 2003       | Diese reine Privatstraße liegt zwischen Hauptstraße und geht durch quergelegte Siedlungshausgrundstücke nicht zur Kastanienallee weiter. Sie wurde beim Bau der Siedlungshäuser auf Antrag der Eigentümer benannt. Die Namenswahl erfolgte entsprechend dem Bestand an Rosskastanien der Kastanienallee, die vormals (wie noch östlich der Friedrich-Engels-Straße) auf dem Mittelstreifen standen. Mit dem „Wohnquartier Wurstmacher-/ Bratvogelweg“ wurde diese traditionelle Rosskastanien-Alleestruktur zu Gunsten der nicht umgesetzten Nordtangente durch eine gleich breite Verkehrsstraße aufgehoben. | |
| Rotkleeweg (Lage)              | 0130                             | Rotklee | 7. Sep. 2011        | Die Straße liegt zwischen Wasserkräuterweg und Schnittlauchweg. Vom Bezirksamt Pankow wurden 35 Anlagenwege der Gartenanlage Einigkeit zwischen der Mönchmühler, Schönhauser, Dietzgenstraße und Blankenfelder Chaussee als Privatstraßen nach Kräuter-, Heil- und Gewürzpflanzen neu benannt. Dieser neu benannte kurze Weg trug zuvor trotz der Kürze die Bezeichnung Rosentaler Weg. | Rotkleeweg vom Queckenweg südwärts |
| Rotsteinweg (Lage)             | 0220                             | Rotstein, ein Felsen in der Sächsischen Schweiz                                                                                                  | 12. Nov. 2013       | Der Rotsteinweg ist eine Privatstraße in der Gartenkolonie Anlage Schönwald. Er liegt zwischen dem westlichen Abschnitt des Lorenzsteinwegs und dem Katzsteinweg. Die Lage parallel zum südlichen Liliensteinweg (dem zentralen Anlagenweg) und dem nördlicheren Müllersteinweg gab im vor der amtlichen Benennung als Mittelweg benannt. Die westlichen Querwege vom Liliensteinweg enden hier. Die Benennung des Gartenwegs durch den Bezirk Pankow als Privatstraße erfolgte zur besseren Georeferenzierung der Grundstücke in Vorbereitung der bundesweiten Einführung des computergestützten Liegenschaftskatasterinformationssystems. | Rotsteinweg ab Katzsteinweg nach Westen |
| Schiefertonweg (Lage)          | 0230                             | Schieferton ist eine Gesteinsart, die an der „Geologischen Wand“ im nahe gelegenen Botanischen Volkspark eingefügt ist.                          | 29. Jan. 2014       | Der in der Anlage Maiblumenweg genannte Schiefertonweg liegt als Nord-Süd-Weg zwischen Lehmweg und Granitweg, wobei sich der breitere Fahrweg nur zwischen Apfel- und Marmorweg befindet. Die Wege in der ‚Anlage Nordend‘ wurden vom Bezirksamt als Privatwege gewidmet, da die bisherigen Gebäudeadressen als Dietzgenstraße 186 mit nachfolgender Gartenwegsangabe nicht georeferenzierbar waren. Dies wurde nötig damit die computerbasierten Rettungsprogramme der Polizei und Feuerwehr sichergestellt sind und insbesondere durch Anforderungen der bundesweiten Umstellung der Liegenschaftskataster. Zur Neubenennung wurde das Benennungsverfahren entsprechend § 5 Abs. 1 Satz 2 Berliner Straßengesetz durchgeführt, wozu auch die Abfrage bei den übrigen Tiefbau- und Landschaftsplanungsämtern Berlins und beim Amt für Statistik Berlin-Brandenburg, sowie die Abstimmung mit dem Bezirksfrauenbeirat gehörte. Die Benennung der Privatwege erfolgte auf Antrag der Eigentümerin der Anlage Nordend, der Liegenschaftsfonds GmbH & Co. KG, Warschauer Str. 41/42, 10243 Berlin. | Schiefertonweg nach Süd |
| Schönhauser Straße (Lage)      | 1970 (im Ortsteil)               | Schönhausen, südöstlicher Nachbarort | vor 1908            | Dieser alte Verbindungsweg zum Nachbarort im Südwesten wurde vor 1908 befestigt und in Straße umbenannt. Sie liegt zwischen der Dietzgenstraße in Höhe Schillerstraße im Nachbarortsteil und der Hauptstraße. Die Grundstücke Schönhauser Straße 12–36b, sowie 40–55 (fortlaufend) liegen in der Ortslage Nordend. 1921 wurde die ursprünglich von Niederschönhausen nach Rosenthal führende Rosenthaler Straße mit der Zusammenfassung der benachbarten Ortsteile im Verwaltungsbezirk Pankow von Groß-Berlin einbezogen. Baudenkmal an dieser Straße in der Siedlung Nordend ist die ehemalige Klinik für Geisteskranke Schönhauser Straße 41, einschließlich Wohnhaus für Patienten (1890–1895) und dem Gebäude für weibliche und männliche Geisteskranke (1900–1905). Die Wohnhäuser Nr. 2–5 und 87, teils mit Stall, aus den Jahren 1870–1900 sind Teil des Denkmal-Ensembles „Dorfanger Rosenthal“ | Dorfkirche an der Ecke Schönhauser/Hauptstraße · Schönhauser Straße nahe Auffacher Weg |
| Schönholzer Weg (Lage)         | 0140 (im Ortsteil)               | Der Weg zwischen Schönholz, Ortslage im Nachbarort Niederschönhausen, und Rosenthal                                                              | um 2000             | Der Schönholzer Weg bestand bereits vor 1920 und liegt mit dem Straßenland in Wilhelmsruh und führt im Norden an die Kastanienallee mit einer neuangelegten Ausfahrt hinan. Die Grundstücke an der Ostseite gehören ab ihrem Westrand zum Ortsteil mit dem Neubau der Siedlungshäuser auf diesen Grundstücken in den 2000er Jahren wurde der Name für die Zuführungsstraße übernommen. Die Straße liegt zwischen der Wilhelmsruher Grenze und der angrenzenden KGA ‚Am Anger‘ im Osten, der KGA-Hauptweg führt zum Tempelgraben. Die Straße quert die zu dieser Siedlungsanlage (30er-Zone) gehörende Am Tempelgraben und Hermann-Günther-Straße und ist als Sackgasse ausgebildet, da die Querstraßen im Norden keine öffentliche Ausfahrt zum Angerweg haben. Im Süden enden jene an der Ortsteilgrenze zu Niederschönhausen (hinter den Grundstücken Heegermühler Weg). Dem Schönholzer Weg sind die Siedlungsreihenhäuser 20 und 20a, sowie 19–19d auf den Grundstücken 19 und 20 zugeordnet, diese Häuser liegen am Ostende des Schönholzer Wegs. Die Grundstücke 19e und 19f liegen auf KGA-Gelände. Der Name des Schönholzer Wegs geht auf die überlieferte Bezeichnung von Tosenthal nach Schönholz im Süden zurück, 1915 ist diese Straße noch nicht aufgeführt und erstmals im Adressbuch 1920 für Rosenthal (zu diesem Zeitpunkt gehörte es zu Reinickendorf) ab Hauptstraße aber unbebaut. Im Adressbuch 1943 ist der Schönholzer Weg für Wilhelmsruh aufgenommen. | Schönholzer Weg von Ecke Edelweißstraße auf die Rosenthaler Seite |
| Schrammsteinweg (Lage)         | 0140                             | Schrammsteine, Felsengebiet nördlich der Elbe in der Sächsischen Schweiz                                                                         | 12. Nov. 2013       | Der Schrammsteinweg ist eine Privatstraße in der Gartenkolonie Anlage Schönwald. Er liegt ab Schönhauser Straße als sechster Querweg vom Liliensteinweg nach Süden zum Lasensteinweg. Seine vorhergehende Bezeichnung war innerhalb der Anlage Schönwald Weg 6. Die Benennung des Gartenwegs durch den Bezirk Pankow als Privatstraße erfolgte zur besseren Georeferenzierung der Grundstücke in Vorbereitung der bundesweiten Einführung des computergestützten Liegenschaftskatasterinformationssystems. | Scrammsteinweg ab Liliensteinweg nach Süd |
| Schnittlauchweg (Lage)         | 0280                             | Schnittlauch | 7. Sep. 2011        | Die Straße liegt zwischen Wasserkräuter- und Heilkräuterweg am „Graben 1 Blankenfelde“ entlang der vormals dem Zingergraben Rieselwasser zuführte. Vom Bezirksamt Pankow wurden 35 Anlagenwege der Gartenanlage Einigkeit zwischen der Mönchmühler, Schönhauser, Dietzgenstraße und Blankenfelder Chaussee als Privatstraßen nach Kräuter-, Heil- und Gewürzpflanzen neu benannt. Der vorherige Name dieses Weges war Langer Weg. | Schnittlauchweg vom Queckenweg über die Zingergrabenbrücke |
| Sonatenweg (Lage)              | 0100                             | Sonate, Instrumentalstück. | 15. März 1999       | Sie wurde beim Anlegen zunächst als Straße 136 bezeichnet. Eine westliche Stichstraße von der Maurice-Ravel-Straße nicht zum Angerweg durchgehend. Am gleichen Tage wurden weitere hier liegende Nummernstraßen umbenannt. Im Adressbuch 1935 ist die Straße 136 noch nicht aufgenommen, für 1943 ist sie (Post Bln.=Wilhelmsruh) zwischen Angerweg und Straße 124 mit einem bebauten Grundstück und fünf Grundstücken als Baustelle benannt. Im Adressverzeichnis 2013 sind Sonatenweg 2–12 (gerade) und 3–7 (ungerade) bezeichnet. Der Sonatenweg ist eine Sackgasse, die nicht mehr zum Angerweg durchgeht, am Ostende wurden einige neue Siedlungshäuser errichtet, jedoch stehen hier vor dem Angerweg Gewerbegebäude. | Sonatenweg ostwärtsder Maurice-Ravel-Straße |
| Steinkleeweg (Lage)            | 0200                             | Steinklee, Pflanzengattung | 1. Jan. 2020        | Die Stichstraße zweigt vom Nesselweg ab und führt in das Neubaugebiet Quartier Rosenthal. | |
| Straße 52a (Lage)              | 1550                             | nummeriert nach Bebauungsplan | vor 1910            | Sie liegt östlich der Dietzgenstraße und der östlichen Ortsteilsgrenze (Strandpromenade) südlich der Nordendfriedhöfe in der Ortslage Nordend. Die Straße führt auf das Territorium von Französisch-Buchholz, da das Grundstück der vormaligen KGA ‚Ostsee‘ mit der Nummer 45 dieser Straße zugeordnet ist. Die Zufahrt von der Dietzgenstraße aus liegt nördlich vom Straßenbahn-Depot. Anfang der 1950er Jahre hatte sie einen Anschluss an die Waldemarstraße. | Straße 52 von der Strandpromenade aus westwärts |
| Straße 52b (Lage)              | 0990                             | nummeriert nach Bebauungsplan | vor 1910            | Sie liegt in der Ortslage Nordend zwischen Charlottenstraße und der östlichen Ortsteilsgrenze in Französisch Buchholz (Strandpromenade), südlich der Nordendfriedhöfe. Zur Straße gehören die Grundstücke 8 und 20–51 (fortlaufend) und 56 (an der Nordseite gelegen). Der Anschluss an die Dietzgenstraße, wie noch Anfang der 1950er Jahre ist nicht mehr als Straße ausgebildet, sondern als Bestandteil am Nordrand des Lidl-Markts und der anschließenden Kita diesen zugeordnet. Im Adressbuch 1943 ist sie (zu Niederschönhausen gehörig) zwischen Blankenfelder Straße und Gemarkung Buchholz aufgenommen und auf der Südseite mit Laubengelände (1–14) / Gartenparzellen (20–22, 27/28, 47, 49/50) und mit 20 Mehrfamilien- und Einfamilienhäusern auf den 50 Grundstücken (fortlaufend nummeriert) bebaut und an der Nordseite durchgehend ist Laubengelände angegeben. An der Nordseite liegen die Parzellen des Gartenvereins Gartenfreunde Nordend zur Straße 52a hin. | Straße 52b: Westecke an der Charlottenstraße |
| Straße 60 (Lage)               | 0150                             | nummeriert nach Bebauungsplan | vor 1930            | Die nach Nordosten abgehende Stichstraße liegt an der Friedrich-Engels-Straße abgehend wenig östlich der Hauptstraße. Im Adressbuch 1935 und noch 1943 ist die Straße zwischen Reichskanzlerdamm und Feldmark liegend verzeichnet und ist auf Grundstück 2 mit einem Zweifamilienwohnhaus bebaut. Mittlerweile sind die Grundstücke 1, 3–5 (fortlaufend) an der Ostseite mit Wohnhäusern bebaut, die als Zufahrtsstraße die Straße 60 haben. Auf der Westseite der Straße ist in den 2010er Jahren eine Neubausiedlung mit Reihentyphäusern entstanden, die entlang der Friedrichs-Engels-Straße liegen und von einer weiter westlich zugänglichen Zufahrtsstraße erreichbar sind. Nördlich liegen die Häuser des Distelweg, die über den Nesselweg erreichbar sind. | Straße 60 von der Friedrich-Engels-Straße aus |
| Straße 87 (Lage)               | 0060                             | nummeriert nach Bebauungsplan | nach 1960           | Die westliche Stichstraße von der Friedrich-Engels-Straße liegt südlich vom Zingergraben in der Ortslage Nordend. Die Straße ist auf dem Plan von 1954 noch nicht angegeben, wohl aber auf Stadtplänen nach 1970. Es ist die schmale Zufahrtsstraße zu den anliegenden Wohnhäusern und deren Gartengrundstücke. Sie endet westlich am Bereich der „KGA Wasserwerk Abteilung III“. Die Straße 87 wurde über das Grundstück Friedrich-Engels-Straße 107 (das dadurch nicht mehr existent ist) erschlossen und es sind südlich die Wohngrundstücke 1–9 (ungerade) und nördlich 6 und 8 (an den Zingergraben grenzend) zugeordnet. | Straße 87 nach Südwest von der Friedrich-Engels-Straße · Die Lage der Straße 87 südlich vom Zingergraben |
| Straße 113 (Lage)              | 0220                             | nummeriert nach Bebauungsplan | nach 1933           | Die Straße 113 ist nach Bebauungsplan trassiert, allerdings wurde der südliche Teil für die Siedlung am Erbeskopf- und Döbrabergweg übernommen und die Straße 113 liegt zwischen Am Rollberg und Kirchstraße in der Ortslage Nordend. 1940 gehört die Straße 113 zu Rosenthal, aber im Adressbuch 1943 wird zu dieser Straße in Nordend auf Niederschönhausen verwiesen. | Straße 113 von Am Rollberg nach Süden |
| Straße 126 (Lage)              | 0150                             | nummeriert nach Bebauungsplan | nach 1930           | Die unbefestigten Straße mit Straßenschäden und 30er-Zone liegt in Verlängerung der Hauptstraße zwischen dieser und der Straße 127 am vormaligen Mauerstreifen. Sie lag im Bereich der ehemaligen Kolonie Ziekow südlich vom Friedhof Rosenthal. Die Straße 126 ist im Adressbuch 1935 zwischen Hauptstraße und der Reinickendorf-Liebenwalder Eisenbahn angegeben, im weiteren zur Feldmark und kreuzt Straße 127. Bebaut ist sie 1935 mit sieben Wohnhäusern und unbebauten Grundstücken als Baustellen Für 2013 sind im Adressverzeichnis die bebauten Grundstücke 1–15 (ungerade) und 4–16 (gerade) notiert. Die südlichen ungeraden Grundstücke grenzen mit dem Südrand direkt an den Centweg, die Straße 127 mündet zwischen Grundstück 14 und 16. Hier am Westende der Straße entstehen Neubausiedlungshäuser, nachdem die Fläche der Kolonie als Bauland gewidmet wurde. Das Grundstück 16 im Bereich der vormaligen Berliner Mauer liegt zwischen Straße 127 und dem Mauerweg und verblieb in den 2010er Jahren weiterhin unbebaut. | Straße 126 von Ecke Centweg westwärts · Straße 126 ostwärts ab Ecke Straße 127 |
| Straße 127 (Lage)              | 0430                             | nummeriert nach Bebauungsplan | nach 1930           | Straße 127 liegt als befestigter Weg zwischen der Straße 126 und ihrem Grundstück 14 in Höhe der Südgrenze des Friedhofs Rosenthal. Die südliche Fortsetzung zwischen Grenzstreifen und der ehemaligen Kolonie ‚Ziekow‘ (Centweg) und die nördliche Fortsetzung zum Weg am Nordrand des Friedhofs sind nach der amtlichen Karte der bezirklichen Vermessungsämter nicht in die Straße einbezogene Feldwege, eine Asphaltdecke belegt wohl die Zugehörigkeit zum Postenweg als hier die Berliner Mauer stand. In deren Folge sind auch nach der Wende ausschließlich die Grundstücke 11–14 (fortlaufend), sowie das Eckgrundstück „Straße 126 Nr. 14“, östlich der Straße bebaut. Die Straße 127 ist zwischen Feldmark und Straße 126 aufgeführt im Adressbuch 1935 auf den Grundstücken 12, 13, 14 mit Einfamilienwohnhäusern bebaut. Das aktuelle Straßenverzeichnis führt zur Straße 127 die Grundstücke Nummer 1–20 (fortlaufend) auf. Die Straße 127 wird 1943 im Adressbuch mit der Anmerkung „Post Bln.-Wilhelmsruh“ zwischen Straße 126 und Feldmark aufgenommen. An der Ostseite ist das Grundstück 11 als Baustelle notiert, 12, 13, 14 sind mit Wohnhäusern bebaut, auf der Westseite sind 15–20 (fortlaufend) mit Wohnhäusern bebaut. Da die Straße östlich der vormaligen Trasse der Reinickendorf-Liebenwalder Eisenbahn am Lübarser Weg entlang liegt war sie nach 1945 in den Lauf der Sektorengrenze gekommen und wurde Grenzstraße von Ost- zu Westberlin. Die Folge der hier zwischen 1961 und 1990 stehenden Berliner Mauer sind an der Westseite der Straße als breiter Brachestreifen noch in den 2010er Jahren vorhanden. Bebaut und als zur Straße gehörig markiert sind 11–14. Die Nummer 1–10 an der Ostseite und südlich der Straße 126 sind im aktuellen Plan südlich von Straße 126 Nr. 15 sowie Centweg Nr. 15 aus Gartengrundstücken, die wohl in der Nachkriegszeit als Kleingärten (Kolonie Ziekow, die 2000 zum Centweg umgewidmet wurde). Die Grundstücke 1–10 existieren nicht. Dabei ging wohl Straße 127 Nr. 10 in Straße 126 Nr. 14 auf. Die nördliche Fortsetzung am Westrand des Friedhofs ist aktuell als landwirtschaftliche Fläche eingezeichnet, wobei hier ein Fahrweg durchführt, der am Nordrand des Friedhofs zur Mönchmühler Straße geht. Nach Süden am Rand des Randzaun der Siedlung am Centweg ist ein schmaler Betonweg, beschildert als „Benutzung auf eigene Gefahr“, westlich von Straße 127 zur Museumsbahnlinie liegt eine baumbestandene brachliegende Fläche (im aktuellen Plan als Wald) mit dem Mauerweg und dem Lübarser Weg genannt. | Straße 127 südwärts ab Höhe Südwestecke ev. Friedhof Rosenthal · Straße 127 auf einem Grundstück Reststücke des ehemaligen Bahnhofs Berlin-Rosenthal |
| Straße 129 (Lage)              | 0230                             | nummeriert nach Bebauungsplan | nach 1930           | Östliche Stichstraße von der Uhlandstraße und einige Meter südlich des Wilhelmsruher Damms, umgeben von der „KGA Rosenthal Süd“. Die Straße 129 ist im Adressbuch 1935 aufgeführt, zwischen Uhlandstraße und Feldmark ist zu diesem Zeitpunkt lediglich das Grundstück 1a mit einem Dreifamilienhaus bebaut. 1943 sind sechs Grundstücke mit Wohnhäusern bebaut. Im LOR-Adressverzeichnis 2013 sind die Grundstücke 2–20 (gerade) der Straße 129 benannt, die schlechte Betonstraße (Straßenschäden ausgeschildert) ist eine Sackgasse, die auf der Südseite mit einem mit Gehwegplatten belegten Gehweg die an der Südseite vorzugsweise am Ostende mit neuerbauten Siedlungs- und Einfamilienhäuser, die gebaut wurden oder werden. An der Nordseite liegen Gartengrundstücke mit Wohnlauben die nicht als Grundstücke der Straße 129 bezeichnet sind und zur Kleingartenanlage gehören. Südlich parallel zur Straße 129 bestand der Zug der Straße 128, noch vor 1990 ist sie auf den Karten angegeben. Allerdings ist die 128 – im Gegensatz zu Straße 129 – nicht im Adressbuch 1943 verzeichnet. Sie lag im Bereich der Kolonie Rosenthal Süd. Diese Gartenanlage wurde 1979 angelegt und Straße 128 offensichtlich aufgehoben. | Straße 129 hier vom Ostende der Straße westwärts |
| Straße 132 (Lage)              | 0150                             | nummeriert nach Bebauungsplan | nach 1936           | Sie liegt in der Ortslage Nordend zwischen Dammsmühler und Kirchstraße an deren westlichen Ende. Die Straße ist im Adressbuch von 1935 noch nicht aufgeführt. Im Adressbuch 1940 durchgehend in der Lage zwischen Kastanienallee und Schönhauser Straße, wobei die Straße 133(seither Dammsmühler Straße) und Straße 134 (Kirchstraße) gekreuzt werden. Bebaut ist die Straße mit dem Melzow'schen Haus, Eigentümer ist ein kfm. Angestellter, Verwalter der Tischler Sitteck, bewohnt vom Beamten Elbrecht. Diese drei 130er Straßen sind mit „Post Bln.=Niederschönhausen“ ausgewiesen: Straße 133 (60 nummerierte Grundstücke) ist auf Grundstück 59 und 60 mit Wohnhäusern bebaut, Straße 134 auf sieben Grundstücken mit Wohnhäusern (es sind 1–70 nummeriert, allerdings 1–8 und 2–40 zur Schönhauser Straße „existieren nicht“), auf 68 und 70 sind Sommerhäuser vermerkt. Im Adressbuch von 1943 wird für diese drei Straßen auf den Ortsteil Niederschönhausen verwiesen, der Bebauungszustand ist der gleiche wie (für Rosenthal) vor genannt. Auf der Karte 1954 führt Straße 132 noch zur Kastanienallee, im Norden liegen die Kleingärten. Im aktuellen Straßenverzeichnis bestehen die bebauten Grundstücke Straße 132 #16, 18, 20, 21, 26, 30 (fortlaufend). Die Straße liegt mit ihrer Westseite an den Kleingärten der KGA ‚Windige Ecke‘. | Straße 132 nördlich der Kirchstraße |
| Straße 134 (Lage)              | 0220                             | ungewidmet, verbliebener Straßenteil der Kirchstraße                                                                                             | nach 1935           | Diese Privatstraße der KGA ‚Windige Ecke‘ liegt in der Ortslage Nordend zwischen Zingergraben und Straße 132. Die Trasse östlich der Schönhauser Straße wurde bereits vor 1902 angelegt und wurde als nördlichster Weg in der Siedlung Nordend Grenzweg und um 1905 Grenzstraße benannt. 1920 ist die Trasse noch nicht angelegt und unbebaut. Eine Straße 134 wurde nach 1935 westlich der Schönhauser Straße angelegt und ist im Adressbuch 1940 (ebenfalls unbebaut) aufgeführt. Nach den 1950er Jahren wurde diese zwischen Schönhauser Straße und Straße 132 in die Kirchstraße einbezogen. Es verblieb der ungewidmete westliche Abschnitt jenseits der Straße 132, der auf dem Gelände der 1948 gegründeten des Kleingartenvereins Windige Ecke e. V. liegt. Die Privatstraße ist mit zwei Spuren 10 Meter breit und besitzt einen südlichen Randstreifen und setzt in die Kirchstraße allerdings unbefestigt nach Westen fort. Die Privatstraße ist mit einem (amtlich korrekten) Straßenschild und als 30er-Begrenzung ausgewiesen. Auf der amtlichen Karte der bezirklichen Vermessungsämter ist sie unbenannt nur als Verlauf innerhalb der Gartenkolonie markiert. Einige Karten (beispielsweise Google earth) weisen sie als Modersohnstraße aus. | Straße 134: eine nichtgewidmete Straße als Privatstraße zur KGA Windige Ecke · Lage der Straße134 in Rosenthal (hier nicht weiter benannt) · Straße 134in Verlängerung der Kirchstraße mit Verkehrsschild: 30 km/h                                                                  |
| Straße 140 (Lage)              | 0300                             | nummeriert nach Bebauungsplan | nach 1930           | Sie liegt nördlich des Nordgrabens zwischen An der Priesterkoppel und Schönhauser Straße in der Nähe der Straße 141 und 142 (südlich der Schönhauser Straße) ist aber im Gegensatz zu diesen im Adressbuch 1943 nicht aufgeführt. Da aber der „Nordkanal“ mit seiner Unterbrechung von An der Priesterkoppel bezeichnet ist könnte die Trasse vom Winkel Nordgraben / An der Priesterkoppel zur Schönhauser Straße bestanden haben, die betroffenen Fläche ist 1954 als bebaut eingetragen. Auch auf den Stadtplänen ist sie vor 1960 noch nicht aufgenommen. An der Straße – einem Fahrweg – liegen mit Siedlungshäusern bebaute Gartengrundstücke. Mitunter wird eine Trasse, die beim Bau des Nordgrabens genutzt wurde, auch für den südlich vom Nordgraben gelegenen Fahrweg (zwischen An der Priesterkoppel und Schönhauser Straße) als Straße 140 bezeichnet, andererseits auch als Eigene Scholle. Nach der amtlichen Karte 1:5000 ist dieser Weg unbenannt. | Straße 140 von der Schönhauser Straße · Straße 140 von An der Priesterkoppel nach Norden |
| Straße 141 (Lage)              | 0130                             | nummeriert nach Bebauungsplan | nach 1925           | Sie liegt nördlich des Nordgrabens nördliche Stichstraße der Schönhauser Straße gegenüber der Straße 140. Im Adressbuch 1943 ist die Straße mit dem Vermerk „Post Bln=Wilhelmsruh“ aufgenommen. Linke Seite nördlich der Schönhauser Straße nach Nordwest ist das Laubengelände aufgeführt, an der gegenüberliegenden Straßenseite bis Zingergraben liegen Baustellen und das Lindner'sche sowie das Wohnhaus des Schmieds A. Knaack. | Straße 141 von der Schönhauser Straße |
| Straße 142 (Lage)              | 0090                             | nummeriert nach Bebauungsplan | nach 1930           | Sie liegt quer zur Straße 141 nördlich des Nordgrabens und dem hier endenden nördlichen Teil des Zingergrabens. Im Adressbuch 1943 ist die Straße mit dem Vermerk „Post Bln=Wilhelmsruh“ aufgenommen. Linke Seite ab Straße 141 liegen Baustellen und auf der rechten Seite zur Feldmark die Wohnhäuser des Lageristen P. Siederer, des Stadtinspektors W. Druse und das Wohnhaus des Tischlers W. Eberhardt. | Straße 142 von der Straße 141 |
| Straße 151 (Lage)              | 0250                             | nummeriert nach Bebauungsplan | nach 1940           | Sie liegt südlich des Nordgrabens zwischen An der Priesterkoppel und Schönhauser Straße. Die Straße gehört zum Gebiet der „Siedlung Eigene Scholle“ und erschließt mit Straße 152 Wohngrundstücke zwischen An der Priesterkoppel, Nordgraben, Schönhauser Straße und Bergrutenpfad ist aber im Adressbuch 1943 noch nicht, wohl aber auf dem Stadtplan 1954 verzeichnet. | Straße 151 von der Schönhauser Straße |
| Straße 152 (Lage)              | 0120                             | nummeriert nach Bebauungsplan | nach 1930           | Sie liegt südlich des Nordgrabens zwischen Straße 151 und dem Abschnitt von Eigene Scholle, der am Nordgraben entlang führt. Die Straße gehört zum Gebiet der „Siedlung Eigene Scholle“ und erschließt mit Straße 151 Wohngrundstücke zwischen An der Priesterkoppel, Nordgraben, Schönhauser Straße und Bergrutenpfad ist aber im Adressbuch 1943 noch nicht wohl aber auf dem Stadtplan 1954 verzeichnet. | Straße 152 von der Straße 151 |
| Strawinskystraße (Lage)        | 0280                             | Strawinsky (1882–1971), russischer Komponist | 15. Jan. 1999       | Vorher als Straße 143 eingerichtet liegt sie zwischen Schönholzer Weg und César-Franck-Straße. Am gleichen Tage wurden weitere hier liegende Nummernstraßen musikbezogen umbenannt. Die Straße 143 ist im Adressbuch 1943 zwar von der Schönholzer Straße abgehend genannt, aber unbebaut. Das Adressverzeichnis des Amts für Statistik aus dem Jahr 2013 nennt die Grundstücke Strawinskystraße 1a–25 (ungerade) und 2–26 (gerade). Die Asphaltstraße ohne Straßenentwässerung besitzt auf beiden Seiten unbefestigte Randstreifen, bebaut ist sie mit teilweise neuerbauten Siedlungshäusern. | Strawinskystraße von der Ecke César-Franck-Straße ostwärts |
| Süßdoldenweg (Lage)            | 0100                             | Süßdolde, Doldenblütler | 13. Mai 2022        | Die Privatstraße zweigt in nordöstlicher Richtung von der Schönhauser Straße ab. | |
| Taufsteinweg (Lage)            | 0230                             | Taufstein, höchste Erhebung des Vogelsbergs, Hessen                                                                                              | 23. Jan. 1931       | Die vorher als Straße 116 nach Bebauungsplan trassierte Straße liegt zwischen Nordendstraße und Kastanienallee in der Ortslage Nordend. Entsprechend ist er im Adressbuch 1943 auch Niederschönhausen zugeordnet. Darin sind linksseitig (Grundstücke 1–7 von Nordendstraße zur Kastanienallee) ein Vierfamilien-Siedlungshaus (Nr. 3, Ecke Straße 90) und ein Einfamilienhaus auf 5 verzeichnet 1 und 2 sind als Baustellen (vergeben aber unbebaut) 6 und 7 als Parzellen (unbebaut und ohne Eigentümer) aufgeführt. Die gegenüberliegende Straßenseite ist auf 8–17 mit „Baustelle“ verzeichnet. Der Straßenname weicht von den parallelen, nach Baumarten benannten „-alleen“ ab, da er in der Randlage zum ursprünglichen Nordend erst später benannt wurde. | Taufsteinweg von Abajstraße nach Norden |
| Thymianweg (Lage)              | 0350                             | Thymian | 7. Sep. 2011        | Die Straße liegt zwischen dem Zingergraben am Wasserkräuter- und Ingwerweg, parallel südlich zum Schnittlauchweg, vorher trug er die Bezeichnung Grüner Weg. Vom Bezirksamt Pankow wurden 35 Anlagenwege der Gartenanlage Einigkeit zwischen der Mönchmühler, Schönhauser, Dietzgenstraße und Blankenfelder Chaussee als Privatstraßen nach Kräuter-, Heil- und Gewürzpflanzen neu benannt. | Thymianweg vom Ingwerweg aus |
| Tonweg (Lage)                  | 0110                             | Ton ist eine Mineralart, die an der „Geologischen Wand“ im nahe gelegenen Botanischen Volkspark eingefügt ist.                                   | 29. Jan. 2014       | Der vorher Tomatenweg in der Anlage genannte ist der westliche Nord-Süd-Weg im nördlichen Anlagenteil zwischen Lehm- und Buntsteinweg. Die Wege in der ‚Anlage Nordend‘ wurden vom Bezirksamt als Privatwege gewidmet, da die bisherigen Gebäudeadressen als Dietzgenstraße 186 mit nachfolgender Gartenwegsangabe nicht georeferenzierbar waren. Dies wurde nötig damit die computerbasierten Rettungsprogramme der Polizei und Feuerwehr sichergestellt sind und insbesondere durch Anforderungen der bundesweiten Umstellung der Liegenschaftskataster. Zur Neubenennung wurde das Benennungsverfahren entsprechend § 5 Abs. 1 Satz 2 Berliner Straßengesetz durchgeführt, wozu auch die Abfrage bei den übrigen Tiefbau- und Landschaftsplanungsämtern Berlins und beim Amt für Statistik Berlin-Brandenburg, sowie die Abstimmung mit dem Bezirksfrauenbeirat gehörte. Die Benennung der Privatwege erfolgte auf Antrag der Eigentümerin der Anlage Nordend, der Liegenschaftsfonds GmbH & Co. KG, Warschauer Str. 41/42, 10243 Berlin. | Tonweg nordwärts |
| Uhlandstraße (Lage)            | 0390 (im Ortsteil)               | Ludwig Uhland (1787–1862), Dichter und Jurist | vor 1902            | Die Straße liegt zwischen der Wilhelmsruher Garibaldistraße und der Quickborner Straße. Im Ortsteil liegt sie vom Nordgraben, eingeschlossen die Uhlandstraßenbrücke am Nordgraben, nach Norden zur Quickborner Straße. Zu Mauerzeiten (1961–1990) war allerdings der Abschnitt vom Wilhelmsruher Damm (einschließlich) nach Norden Standort der Mauer. Weiter nach Norden führte sie über Grünland und schloss an die Straße 127 an. Im Adressbuch ist die Straße im Ortsteil ab Gemarkung Wilhelmsruh (Lessingstraße) über Buchhorster Straße, Nordkanal, Straße 129 bis Wilhelmsruher Damm angegeben. Die Grundstücke 1–31 (ungerade) und 2–32 (gerade) liegen in Wilhelmsruh. Bebaut sind die Rosenthaler Grundstücke 37 (Mehrfamilienhaus), 41, 81–89 (zur Straße 129) und auf der östlichen Straßenseite 44, 46 und 84–90 mit Einfamilienhäusern. Zwischen Nordkanal und Parallelweg (am Nordrand des Friedhofs) liegen Baustellen, ein Garten und der Friedhof an den sich Ackerland bis Grundstück 84 anschließt auch nach Wilhelmsruh schließen sich an Wilhelmsruh (32–42) unbebaute Grundstücke an, wo sich die ‚KGA Gauert‘ (nach Wilhelmsruh hin) befindet. Im Gegensatz zur Ortsteilgrenze seit 2001 lag die Gemarkungsgrenze zwischen Wilhelmsruh und Rosenthal weiter südlich. Andererseits wurde die Straße bis zum Abriss der S-Bahnstrecke Wilhelmsruh-Rosenthal an der unbenutzten Bahnstrecke an der Berliner Mauer entlang bis zum Rosenthaler Teil der Quickborner Straße verlängert. Noch 1961 endete die Straße am Wilhelmsruher Damm, auf einem Straßenübersichtsplan von 1966 ist sie bis zur Quickborner Straße eingezeichnet. Die Hintermauer stand ab Grundstück 83 und bis zur Straßenbahnschleife Quickborner Straße (Straßenbahnlinie 22), so lag der Straßenlauf zwischen Vor- und Hintermauer. Die Vormauer verlief dabei direkt am Gleis der Heidekrautbahn. Die Grundstücke 42–86 gerade, 81–113 ungerade liegen im Ortsteil. An der Uhlandstraße liegt zum Märkischen Viertel hin der landeseigene Friedhof Pankow VII, die Grabstätten Cäsar Horn (Grabstellen 142–145) und Karl Müller (Stelle 241) sind Baudenkmäler. | Uhlandstraße in Höhe Friedhof Wilhelmsruh nach Norden gesehen |
| Wasserkräuterweg (Lage)        | 1050                             | Wasserkräuter, Sammelbegriff für alle am Wasser wachsenden Kräuter                                                                               | 7. Sep. 2011        | Die Straße liegt zwischen Mönchmühler Straße (gegenüber Friedhof Rosental) und Nordgraben, wegen des Verlaufs am Zingergraben entlang hat er die Form eines gestreckten Z und der vorherige Name des Wegs war Am Zingergraben. Vom Bezirksamt Pankow wurden 35 Anlagenwege der Gartenanlage Einigkeit zwischen der Mönchmühler, Schönhauser, Dietzgenstraße und Blankenfelder Chaussee als Privatstraßen nach Kräuter-, Heil- und Gewürzpflanzen neu benannt. Die Namenswahl nimmt den Wasserlauf des parallel liegenden Zingergrabens auf, der hier im nördlichen Abschnitt noch Wasser führt, das er in den Nordgraben – durch den er zerschnitten wurde – abgibt, der Wasserlauf des Zingergrabens südlich vom Nordgraben ist im Jahresverlauf vorwiegend trocken. | Wasserkräuterweg Ecke Kräuterweg nach Norden · Wasserkräuterweg ostwärts ab Mönchmühler Straße |
| Weißdornallee (Lage)           | 0240                             | Weißdorn, Sträucher und kleine Bäume. | 26. Nov. 1925       | Sie liegt zwischen Kastanienallee und Nordendstraße in der Ortslage Nordend. Bei der Namenswahl wurden die Vorgabe aus „Landhauskolonie Nordend“ übernommen, in der die östlicher gelegenen Parallelstraßen als Allee nach Baumarten benannt waren. genannt. Im Adressbuch 1943 ist sie (zu Niederschönhausen gehörig) mit acht Einfamilienhäusern auf den 14 Grundstücken bebaut zwischen Kastanienallee und Nordendstraße aufgenommen. Zwischen Nordendstraße und Kastanienallee sind in fortlaufender Nummerierung auf der linken Seite 2–4, sowie 7 und 9 und rechts 12–14 und 16–21 mit Siedlungshäusern für ein bis drei Familien bebaut, die restlichen Grundstücke sind von Eigentümern übernommen noch unbebaut und als Baustellen markiert. Das Gebiet der Weißdornallee an der Gemarkungsgrenze Rosenthal wurde um 1920 erschlossen. 1915 ist die Kastanienallee nur als Verlängerte Kastanienallee trassiert, dagegen bereits 1922 als Straße bis Hauptstraße angelegt. | Weißdornallee von Ecke Kastanienallee nach Süden · Weißdornallee von Ecke Nordendstraße nach Norden |
| Wiesenkräuterweg (Lage)        | 0840                             | Wiesenkräuter, Sammelbegriff für alle auf Wiesen wachsenden Kräuter                                                                              | 7. Sep. 2011        | Die Straße liegt zwischen Gebirgskräuterweg und Dietzgenstraße und bildet den Rand der Anlage im Süden nach Osten zu. Vom Bezirksamt Pankow wurden 35 Anlagenwege der Gartenanlage Einigkeit zwischen der Mönchmühler, Schönhauser, Dietzgenstraße und Blankenfelder Chaussee als Privatstraßen nach Kräuter-, Heil- und Gewürzpflanzen neu benannt. Der Weg in der Anlage hieß vorher Wiesenweg, worauf der Straßenname Bezug nimmt. | Wiesenkräuterweg am Wiesenweggraben vom Feldkräuterweg nach Süden · Wiesenkräuterweg von der Dietzgenstraße aus |
| Wiesenwinkel (Lage)            | 0400                             | vormalige Feuchtfläche Winkelwiesen | 22. Juli 1981       | Die Straße beginnt an der Friedrich-Engels-Straße, berührt den Wurstmacherweg in einem Richtungswechsel von Nord-Süd nach West-Ost und endet an der Kita in einem Wendehammer fort. Von hier führen Gehweg nach West an den Wilckeweg und nach Osten zu einer Zugangsstraße, die ebenfalls Friedrich-Engels-Straße benannt ist. Südlich davon ist eine begrünte Brachfläche, die den als zentralen Park „Der Wiesenwinkel“ für die „Wohnanlage Wiesenwinkel“ zwischen Kastanienallee, Hauptstraße und ‚KGA Humboldt‘ aufnimmt. Diese Siedlung entstand auf einer zuvor ungenutzten Grünfläche, die noch Anfang der 1990er Jahre ein Teil der Winkelwiesen im Winkel westlich von Kastanienallee/Hauptstraße war. Zur Straße gehören die Grundstücke 1–14 (fortlaufend, Ostseite) und auf der Westseite 22, 20 sowie 17 (Kita). Der nördliche Abschnitt dieser Straße mit den hier liegenden Einfamilienhäusern 1–11 teilt die KGA ‚Humboldt Abt. Graue Schule‘ von ‚Abt. Neues Heim‘, die zum Nordgraben liegt hinter dem die Abt. Wördenweg der KGA liegt. Das Grundstück Wiesenwinkel 22 ist ein Siedlungshaus im Gelände der KGA. An der Ecke Wurstmacherweg steht das Haus 20 mit einer Therapeutischen Jugendwohngruppe nach SGB VIII des Vereins „Der Steg gGmbH“. | Wiesenwinkel am Südende der Sackgasse |
| Wilckeweg (Lage)               | 0380                             | Wilcke, Rosenthaler Anwohnerfamilie | 5. Mai 1994         | Die Straße liegt als Sackgasse zwischen der Kastanienallee und Wiesenwinkel, zu dem allerdings nur ein Gehweg zu dessen Wendehammer und der hier liegenden Kita führt. Die Straße mit den Mehrfamilienhäusern auf den Grundstücken 1–11 (ungerade) ist nur auf der Westseite bebaut und gehört zu einem westlicher gelegenen Neubaugebiet mit Mehrfamilienhäusern nördlich der Kastanienallee. Diese Siedlung Wiesenwinkel entstand auf einer zuvor ungenutzten Grünfläche, die noch Anfang der 1990er Jahre ein Teil der Winkelwiesen im Winkel westlich von Kastanienallee/Hauptstraße war. Die Familie Wilcke war im 19. Jahrhundert Besitzer eines Bauerngutes in Rosenthal, das anschließend von der Familie Bratvogel weiterbewirtschaftet wurde. Der Straßenname mit Bezug zu einer lokalen Familie wird in der Siedlung auch vom Bratvogel- und Wurstmacherweg aufgenommen. | Wilckeweg mit Zufahrtsperre an der Kastanienallee |
| Wildkräuterweg (Lage)          | 0690                             | Wildkräuter, zum Verzehr geeignete, nicht züchterisch bearbeitete Kräuter                                                                        | 7. Sep. 2011        | Die Straße liegt zwischen Wasser- und Heilkräuterweg in West-Ost-Richtung parallel zum Kräuterweg bis an den nördlichen Anlagenrand, der auch Ortsteilgrenze ist. Vom Bezirksamt Pankow wurden 35 Anlagenwege der Gartenanlage Einigkeit zwischen der Mönchmühler, Schönhauser, Dietzgenstraße und Blankenfelder Chaussee als Privatstraßen nach Kräuter-, Heil- und Gewürzpflanzen neu benannt. Die hier vormals verlaufenden Gleise der Industriebahn Tegel–Friedrichsfelde begründen den vorhergehenden Namen des Weges: Schienenweg. | Wildkräuterweg Ecke Majoranweg |
| Wilhelmsruher Damm (Lage)      | 0510 (im Ortsteil)               | Wilhelmsruh, südlicher Nachbarort | 20. Mai 1937        | Westlich der Hauptstraße geht die Friedrich-Engels-Straße (vormals: Reichskanzlerdamm) in den Wilhelmsruher Damm zum Märkische Viertel über und gehört bis zur Ortsteilsgrenze zu Rosenthal. Vor der jetzigen Namensgebung hieß sie Wittenauer Weg und Wittenauer Straße. Mit dem Fall der Mauer 1961 wurde diese Straße im Norden Berlins wieder nutzbar und dient als Ersatz der fehlenden Nordtangente. | Wilhelmsruher Damm im Rosenthaler Abschnitt Blick von Ecke Uhlandstraße nach Osten · Der Wilhelmsruher Damm: Markierung des Mauerstreifens, östlich der Ortsteilgrenze auf Rosenthaler Gelände, wo die Mauer stand · Wilhelmsruher Damm von der Friedrich-Engels-Straße nach Westen |
| Wördenweg (Lage)               | 0470                             | Flurbezeichnung „Die Worthen“ (Äcker) | 1927                | Der Wördenweg liegt am Nordgraben (nordwestlich) entlang zwischen Hauptstraße und Friedrich-Engels-Straße, hier als Fortsetzung des Nesselwegs. Grundlage des Namens war vermutlich die 1780 auf einem Lageplan verwendete Flurbezeichnung „Die Worthen“, die hier für Äcker hinter den Bauernhöfen steht. Der Wördenweg ist als Straße ausgeschildert, aber nicht im aktuellen Straßenverzeichnis des Amtes für Statistik enthalten. Als Weg am Nordufer des Nordgraben durchschneidet er die Kolonie Humboldt (KGA Humboldt). Der Verlauf dieses Weges ist Teil der Humboldt-Spur mit der Nummer 16 der 20 grünen Hauptwege Berlins. Im Adressbuch 1927 ist der Weg erstmals als An der Wörde zwischen Reichskanzlerdamm und Schönhauser Straße über An der Priesterkoppel mit 23 Grundstücken, wovon zwei westlich vom Reichskanzlerdamm bewohnt sind, aufgeführt. 1929 ist der gleiche Straßenverlauf als Wördenweg bezeichnet und dieser ist noch 1931 eingetragen. Ab 1932 nennt das Adressbuch den Nesselweg mit diesem Verlauf und mit einem weiteren bebauten Grundstück als Straßennamen und unter Wördenweg den Vermerk „s. Nesselweg“. Die Nutzung und Ausschilderung des Wegs unter Beibehaltung des Namens sollte damit wohl mit dem Bau des Nordgrabens verbunden sein. | Wördenweg von Friedrich-Engels-Straße nach Südowesten in den Weg hinein, entlang am Nordgraben |
| Wurstmacherweg (Lage)          | 0380                             | Otto Wurstmacher (1879–1940) Chronist für Rosenthal                                                                                              | 5. Mai 1994         | Die Straße liegt zwischen Wiesenwinkel und den Grundstücken der Hauptstraße am Nordgraben. Sie entstand als Zufahrtsstraße zu den anliegenden Mehrfamilienhäusern der „Wohnanlage Wiesenwinkel“ (21–33, ungerade nördlich, 22–40 gerade südlich). Die schmale, gepflasterte Straße ist mit Gehwegen und Randbäumen angelegt, an beiden Seiten bestehen Parkflächen für querstehendes Parken und vor den Häusern an beiden Straßenseiten breiter Sträuchrzonen. Mit zwei Querstraßen, die östliche setzt den Wiesenwinkel fort, werden die Wohngebäude östlich vom Bratvogelweg erschlossen. Diese Querstraßen enden südlich an einer kleinen Parkfläche, die den Namen „Die Winkelwiesen“ erhielt. Die südlich folgenden Straßenteile mit den gleichgestalteten Wohnbauten der Neusiedlung sind der Kastanienallee zugeordnet. Diese Siedlung entstand auf einer zuvor ungenutzten Grünfläche, die noch Anfang der 1990er Jahre ein Teil der Winkelwiesen im Winkel westlich von Kastanienallee/Hauptstraße war, Wurstmacher war der erste Chronist von Rosenthal. Sein Grab befindet sich auf dem Friedhof bei der Dorfkirche Rosenthal, die Namensgebung steht hier in Verbindung zum Bratvogelweg. | Wurstmacherweg nördlicher Abschnitt von Ecke Wiesenwinkel |
| Zechsteinweg (Lage)            | 0180                             | Zechstein ist eine Mineralart, die an der „Geologischen Wand“ im nahe gelegenen Botanischen Volkspark eingefügt ist.                             | 29. Jan. 2014       | Der vorher in der Anlage Birnenweg genannte ist der Nord-Süd-Weg östlich vom Schiefertonweg. Er liegt zwischen Granitweg und geht über den Buntsteinweg hinaus. Der fehlende Anschluss an den Lehmweg ist durch die Unterbrechung des (vormaligen) Grenzwegs an der (vorher) zum Gewerbegrundstück Dietzgenstraße 190 gehörenden Fläche bedingt. Die Wege in der ‚Anlage Nordend‘ wurden vom Bezirksamt als Privatwege gewidmet, da die bisherigen Gebäudeadressen als Dietzgenstraße 186 mit nachfolgender Gartenwegsangabe nicht georeferenzierbar waren. Dies wurde nötig damit die computerbasierten Rettungsprogramme der Polizei und Feuerwehr sichergestellt sind und insbesondere durch Anforderungen der bundesweiten Umstellung der Liegenschaftskataster. Zur Neubenennung wurde das Benennungsverfahren entsprechend § 5 Abs. 1 Satz 2 Berliner Straßengesetz durchgeführt, wozu auch die Abfrage bei den übrigen Tiefbau- und Landschaftsplanungsämtern Berlins und beim Amt für Statistik Berlin-Brandenburg, sowie die Abstimmung mit dem Bezirksfrauenbeirat gehörte. Die Benennung der Privatwege erfolgte auf Antrag der Eigentümerin der Anlage Nordend, der Liegenschaftsfonds GmbH & Co. KG, Warschauer Str. 41/42, 10243 Berlin. | |
| Zirkelsteinweg (Lage)          | 0170                             | Zirkelstein, der kleinste Tafelberg in der Sächsischen Schweiz                                                                                   | 12. Nov. 2013       | Die Straße liegt in der KGA Am Rollberg. Sie ist ein nördlicher Querweg vom Liliensteinweg zum Anlagenrand am Wiesenweggraben, vor der amtlichen Benennung durch das Bezirksamt Pankow hieß er Adolfweg. Von der Dietzgenstraße her der fünfte Querweg am Liliensteinweg. Die Benennung des Gartenwegs durch den Bezirk Pankow als Privatstraße erfolgte zur besseren Georeferenzierung der Grundstücke in Vorbereitung der bundesweiten Einführung des computergestützten Liegenschaftskatasterinformationssystems. | Zirkelsteinweg nach Nord zum Wiesenkräuterweg |
| Zschirnsteinweg (Lage)         | 0150                             | Zschirnstein, zwei Tafelberge in der Sächsischen Schweiz                                                                                         | 12. Nov. 2013       | Der Zschirnsteinweg ist eine Privatstraße in der Gartenkolonie Anlage Schönwald. Ab Schönhauser Straße als achter nördlicher Querweg vom Liliensteinweg endet er an den nördlichen Anlagengrundstücken des Lorenzwegs. Vor der Benennung wurde er innerhalb der Anlage als Weg 9 benannt. Die Benennung des Gartenwegs durch den Bezirk Pankow als Privatstraße erfolgte zur besseren Georeferenzierung der Grundstücke in Vorbereitung der bundesweiten Einführung des computergestützten Liegenschaftskatasterinformationssystems. | Zschirnsteinweg in ri. Lorenzsteinweg |

## Geplante und einstige Straßen
Im Berliner Adressbuch ist der Ortsteil von 1909 an als Vorort Berlins verzeichnet: „Rosenthal, Wilhelmsruh und Nordend (Kreis Niederbarnim)“. Die im Folgenden beschriebenen Straßen sind darin enthalten. Im Adressbuch 1915 ist die Angabe dann „Berlin=Rosenthal mit Wilhelmsruh und Nordend“.
- Hauptstraße, die zwischen der Gemarkung Wilhelmsruh über die Schönhauser Straße und die Industriebahn Tegel–Friedrichsfelde hinweg liegt. Zu Rosenthal gehören die Grundstücke 97–181 (ungerade auf der rechten Seite) sowie 84–174 (gerade, linke Seite). Nach Norden schließen sich bis zur Gemarkung Blankenfelde „Baustellen“[41] und linksseitig insbesondere der Kirchhof Rosenthal an. Die Grundstücke mit den kleineren Nummern liegen an der gleichnamigen Straße jedoch südlicher in der „Gemarkung Wilhelmsruh“.
- Lübarser Straße, Querstraße zur Wittenauer Straße, bebaut und bewohnt sind die Grundstücke 2 und 4.
- Lübarser Weg, der die Lübarser Straße fortsetzt mit dem Schudmaschen und Güssowschen Haus. Seit der Markierung der 20 grünen Hauptwege Berlins steht Lübarser Weg für den grünen Hauptweg 04.
- Parallelweg, mit zwei Gärtnereien und einer Verbindung zur Wittenauer Straße.
- Schönhauser Straße, sie liegt zwischen Hauptstraße und der Gemarkung Nordend und ist auf 3–9 (ungerade), sowie 8 und 14 bebaut und bewohnt. Neben Baustellen[41] sind insbesondere 10 und 12 mit Scheunen verzeichnet.
- Wittenauer Straße, sie liegt zwischen Hauptstraße und setzt sich über die Lübarser Straße als Wittenauer Weg fort. Sie ist mit den bauten und bewohnten Grundstücken 3–9 (ungerade) und auf der rechten Seite mit 4, 6 und 12 notiert.
- Wittenauer Weg: Er gehört zum „Postbez. Wittenau“, setzt die Wittenauer Straße über die Eisenbahn bis zur Gemarkung Wittenau fort, an der linken Seite zweigt der Parallelweg ab. Am Weg sind (unnummeriert) links vier und rechts drei Wohnhäuser aufgeführt.

Für die am südlichen Rand der Landgemeinde Rosenthal entstandene Siedlungskolonie Nordend, die in den 1930er Jahren vorübergehend dem Ortsteil Niederschönhausen zugeschlagen wurde und die seit der Nachkriegszeit wieder zum Ortsteil Rosenthal gehört, sind weitere Straßen im Adressbuch 1909 enthalten, deren Trassen (teilweise) noch unter gleichem Namen bestehen.
- Ahornallee: zwischen Charlottenburger (Ecke Schönhauser) Straße und Kastanienallee mit sieben Wohnhäusern.
- Akazienallee: von der Charlottenburger Straße abgehen, unbebaut.
- Birkenallee: zwischen Charlottenburger Straße und Kastanienallee mit sechs Wohnhäusern und einem Neubau, dazu Gärten und Baustellen.[41]
- Blankenfelder Straße zwischen Niederschönhausener Feldmark und Gemarkung Blankenfelde gelegen sind links (östliche Seite und fortlaufend nummeriert) zwei Mehrfamilienhäuser (1, 2), eine Gärtnerei (3) und der Steinplatz (4), sowie für 5 der Friedhof der Gethsemanegemeinde, auf 5a und 5b der Steinmetzplatz und der Friedhof der Friedens- und Himmelfahrtgemeinde, auf Nummer 6 das Verwaltungsgebäude der Stadtsynode für den Friedhof der Friedens- und Himmelfahrtgemeinde und auf 7 befindet sich der „Friedhof der Zionsgemeinde“. Auf der westlichen Seite (Richtung Blankenfelde nach Niederschönhausen) stehen sechs Wohnhäuser, Grundstück 13 ist das ehemalige Chausseehaus, hinzu kommen Baustellen, ein Steinmetzplatz (9/10), die Gärtnerei (18) und Baustellen, auf dieser Straßenseite gehen Kastanienallee und Mittelstraße ab.
- Charlottenburger Straße liegt zwischen Schönhauser Straße über Ahornallee und Birkenallee, mit einem Neubau an der Birkenallee.
- Eichenallee, von der Charlottenburger Straße abgehen ist sie unbebaut.
- Eschenallee von der Charlottenburger Straße abgehen ist sie unbebaut.
- Kastanienallee liegt zwischen Blankenfelder Straße und der Gemarkung Rosenthal über die Schönhauser Straße hinweg. An der linken, westlichen Seite die Grundstücke 1–20 mit fünf Mehrfamilien- und fünf Einfamilienwohnhäusern, dem Schulgebäude der Gemeinde Rosenthal in 15. Die gegenüberliegende Straßenseite ist mit einem Eiswerk (21) und vier Wohnhäusern und den auf dieser Seite abgehenden Straßen Akazienallee, Kronprinzenplatz, Birken- und Ahornallee.
- Kronprinzenplatz liegt an der Kastanienallee und ist unbebaut. Er war das Zentrum der Kolonie Nordend und ist ein namenloser (halb-)runder Platz an der Kastanienallee, Ecke Birkenallee. Die kleine Schule steht noch, ist aber nun ein Wohnhaus.[52] Im Westen liegen die Rosenthaler Kleingartenanlagen und im Süden das städtische Gebiet von Niederschönhausen.[86]
- Mittelstraße zwischen Blankenfelder und Schönhauser Straße mit zwei Wohnhäusern 3–5 und 6–8, in letzterem wohnen zwei Ärzte, die ein „Sanatorium Nordend“ auf diesem Grundstück betreiben.
- Schönhauser Straße zwischen Niederschönhausener Feldmark und Gemarkung Rosenthal gelegen, geht die Mittelstraße ab und die Kastanienallee kreuzt. An der Straße stehen zwei Mehrfamilienwohnhäuser und sechs Einfamilienhäuser, wobei in 25, 27/28 drei Nervenärzte eine Nervenheilanstalt betreiben.

Im Adressbuch 1915 ist die Vorort-Bezeichnung „Berlin=Rosenthal mit Wilhelmsruh und Nordend“. Zu den Straßen ist für Rosenthal der Verlängerte Kaiserweg von der Hauptstraße abgehend und unbebaut hinzugekommen. Für Nordend finden sich zusätzlich die noch unbebaute Kirchstraße ab Blankenfelder Straße und die Nordendstraße (Post Niederschönhausen) an der Schönhauser Straße und über Ahorn-, Birken und Akazienallee kreuzend, an der Schönhauser Straße und am Akazienallee mit Gärten, bebaut mit einem Einfamilienhaus ist das Grundstück 1 zwischen Ahorn- und Birkenallee.
Das Adressbuch 1943 führt folgende Straßen auf (auch im Adressbuch 1935 so dargestellt):
- die Straßen von Rosenthal im engeren Sinne sind jeweils mit dem Vermerk „Post Bln.=Wilhelmsruh“ versehen: Angerweg, Buchhorster Straße, Hauptstraße, Kastanienallee, Möllersfelder Straße, Mönchmühler Straße, Nesselweg, Parallelweg, An der Priesterkoppel, Prinz-Heinrich-Straße (auch Wilhelmsruh), Quickborner Straße, Reichskanzlerbrücke (über den Nordgraben für den Reichskanzler Damm), Reichskanzlerdamm (dabei 1–34 und 44–74 (Post Bln=Wilhelmsruh), 35–43 politisch und unter Post Bln.=Niederschönhausen), Reichskanzlerplatz, Rispenweg, Schönhauser Straße (aber 24–56 zu Niederschönhausen), Straße 60, Straße 118, Straße 119, Straße 120, Straße 121, Straße 122, Straße 123, Straße 124, Straße 126, Straße 127, Straße 129, Straße 136, Straße 141, Straße 142, Straße 143, Wilhelmsruher Damm
- die Straßen von Nordend, wegen dessen Zuordnung mit dem Vermerk „s. u. Niederschönhausen“: Ahornallee, Akazienallee, Birkenallee, Blankenfelder Straße, Erbeskopfweg, Eschenallee, Heegermühler Weg (auch s.u.Wilhelmsruh), Kirchstraße, Mittelstraße, Nordendstraße, Am Rollberg, Straße 52a, Straße 52b, Straße 90, Straße 113, Straße 132, Straße 133, Straße 134, Taufsteinweg, Weißdornallee
- sowie die (hier unbeachteten Straßen) in Wilhelmsruh mit dem Vermerk „s. u. Wilhelmsruh“
- angemerkt seien mit dem Vermerk „s. u. Wittenau“: Fasanerie, Privatweg.

- Reichskanzlerdamm: 1915 noch nicht aufgeführt,[88] ist er 1916 als unbebaut von der Hauptstraße ab aufgeführt.[89] der 1951 in Friedrich-Engels-Straße benannt wurde. Für diese Verbindungsstraße war der erste Reichskanzler Otto Eduard Leopold Graf von Bismarck-Schönhausen namensgebend.
- Eiskutenweg: zwischen Reichskanzlerdamm und An der Priesterkoppel, laut Adressbuch 1926 sind vier Einfamilienhäuser (2, 9,10, 63) auf den 64 nummerierten Grundstücken gebaut. Benannt am 16. Januar 1925 wurde er am 12. Juli 1934 in Rispenweg umbenannt. Die Eiskute war ein Wassertümpel, der 1927 mit der Einrichtung der Kleingartenkolonie verschwand. Der Tümpel dürfte vom Eiswerk an der Kastanienallee genutzt worden sein, was den Namen begründet.[90]
- Kronprinzenplatz: Der bereits vor 1900 als Zentralplatz für Nordend vorgesehene Platz an der Kastanien- und Birkenallee entfiel vor 1920. 1915 im Adressbuch als Platz aufgeführt ist er im Adressbuch 1920[91] nicht mehr enthalten. Jedoch ist noch am Nordende der Birkenallee der platzbildende umgebende Ring erkennbar, ein Straßensüdteil mit Kreisverkehr im Lauf der Kastanienallee und der Rundweg des unbefestigten Nordhalbrings der das Backsteingebäude 15a (ehemalige Gemeidschule) umschließt. Benannt war er ursprünglich nach dem deutschen Kronprinzen Friedrich Wilhelm Viktor August Ernst (1882–1951).

## Weitere Örtlichkeiten von Rosenthal

### Kleingartenanlagen (KGA)
Die Kleingärten in Rosenthal liegen vorwiegend in der Ortslage Nordend und im Randbereich zu Blankenfelde. Die landeseigenen Pachtflächen sind im Eigentum des Bezirks Pankow und werden vom Bezirksamt Pankow (Abteilung Jugend und Facility Management, Erholungsanlagen) verwaltet. Im Folgenden sind Kleingartenanlagen genannt, die im Kleingartenentwicklungsplan 2010 aufgeführt sind. Einige Kleingartenanlagen haben den Status geändert als Gartensiedlung mit Baurecht und sind deshalb unter Wohnsiedlungen aufgeführt.

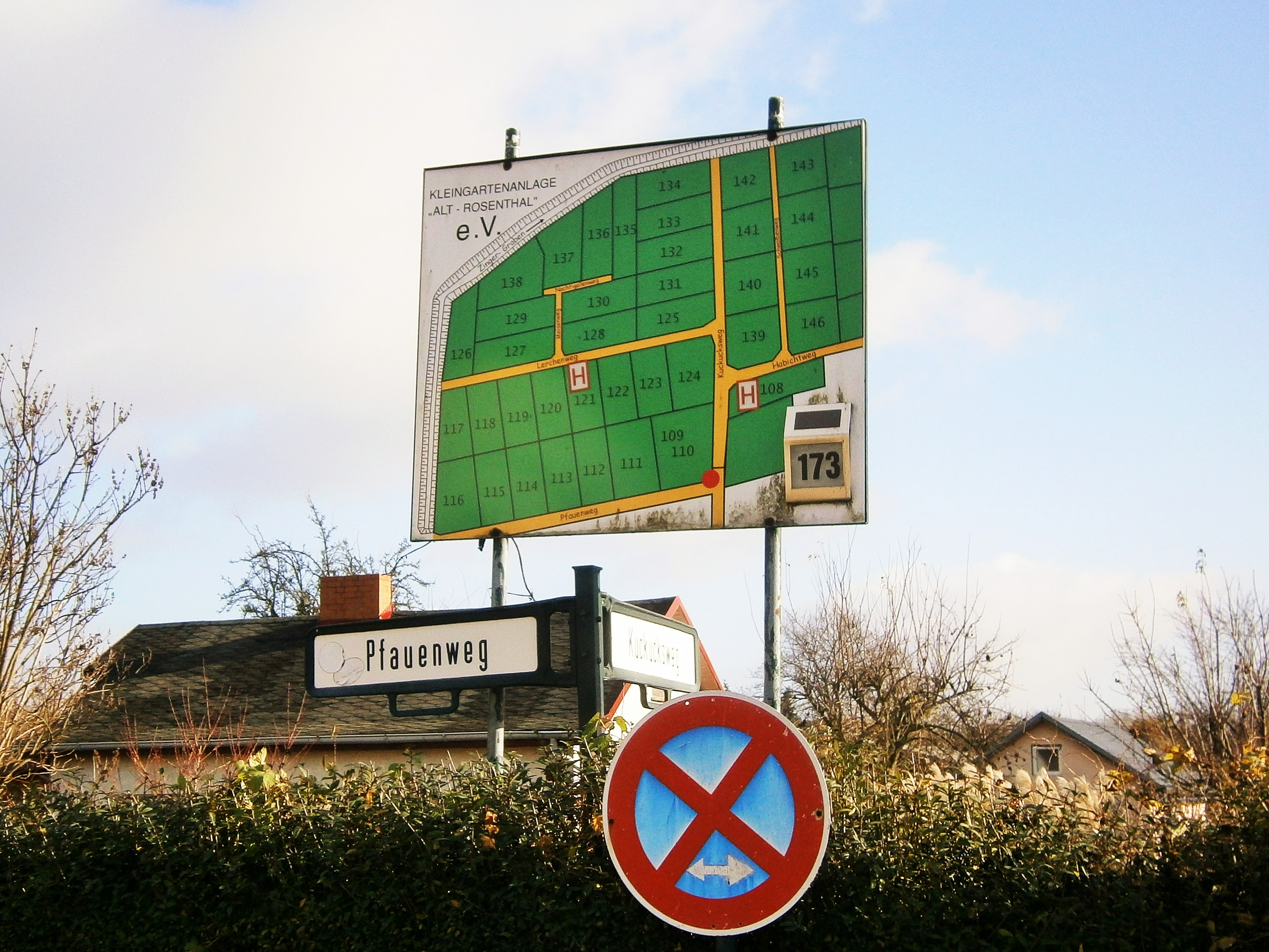
Eingang zur KGA an der Straße An der Vogelweide

- KGA ‚Alt-Rosenthal‘ (KGEP 08884 – Hauptstraße 173, Lage), die Dauerkleingartenanlage wurde 1927 gegründet und besitzt 30 Parzellen auf 10.271 m² landeseigenem Land,[96] sowie acht Parzellen auf 3.682 m² privatem Land,[97] deren Erhalt durch Flächennutzungsplan abgesichert ist. (RBS: 00211) Am 11. März 2002 wurde die KGA ‚Hauptstraße 171a‘ (44240) in KGA ‚Alt Rosenthal‘ umbenannt. Gegründet wurde die Kleingartenanlage ‚Alt Rosenthal e. V.‘ 1927. Durch die Anlage führen Pfaun- und Kuckucksweg, die als Anlagenwege nicht gewidmet sind.

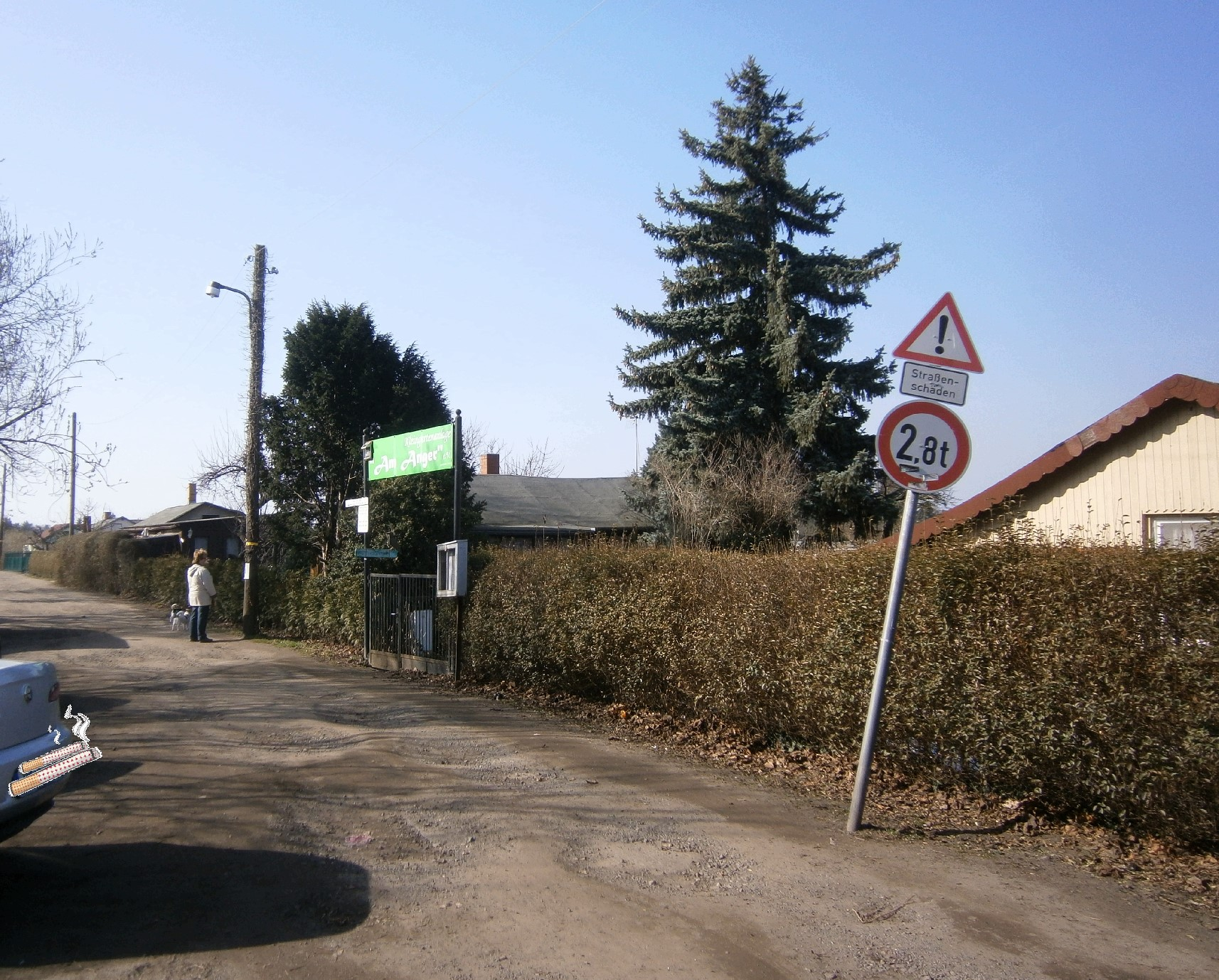
Die KGA ‚Am Anger‘ grenzt im Süden an die Nordendstraße

- KGA ‚Am Anger‘ (KGEP 03039 – Angerweg 32 / Nordendstraße, Lage, RBS: 8253) wurde 1918 gegründet und besitzt 252 Parzellen (fünf Dauerbewohner) auf 119.062 m² Privatland, die durch den Flächennutzungsplan als Kleingärten – Grünland ausgewiesen sind.[97] (RBS Straßenschlüssel: 08253) Am 13. Dezember 1994 wurden die KGA ‚Nordendstraße 31‘ (44314), KGA ‚Nordendstraße 33‘ (44315), KGA ‚Nordendstraße 38‘ (44316), KGA ‚Angerweg 18‘ (44132) und KGA ‚Zingergraben 31‘ (44450) zusammengefasst als KGA ‚Am Anger‘. Der Kleingartenverein ‚Am Anger e. V.‘ wurde 1918 gegründet. Die Fläche der Gartenanlage grenzt im Süden an die Ortsteilgrenze zu Niederschönhausen und nördlich an den Angerweg. Nach Osten schließt sich die KGA ‚Wasserwerk‘ an. Durch die KGA führen zwischen Tempelgraben (Ortsteilgrenze) und Angerweg die nicht gewidmeten Vereinswege Chrysanthemen-, Sportplatz- und Grenzweg.

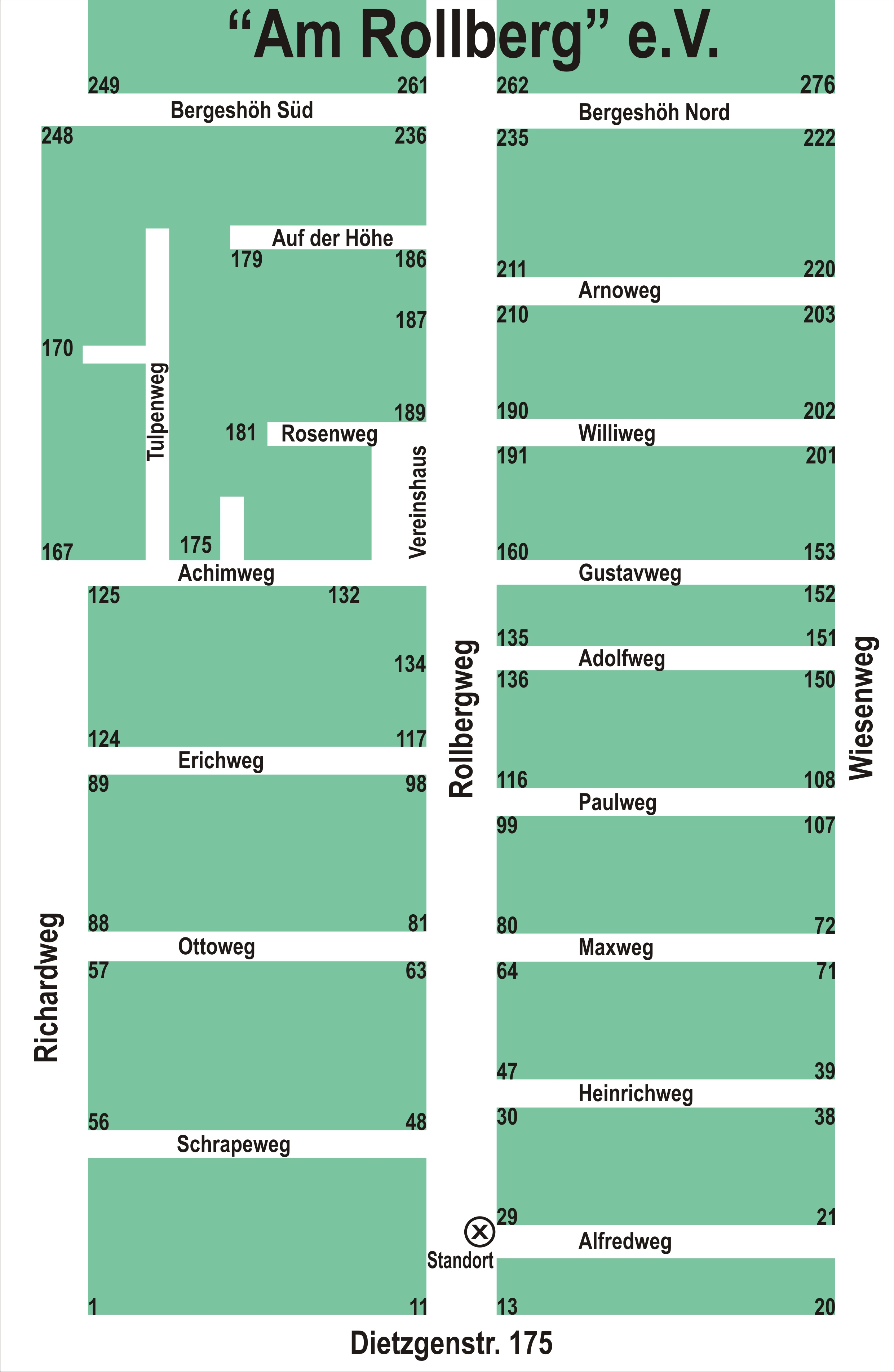
Wegweiser KGA ‚Am Rollberg‘ mit den alten Namen

- KGA ‚Am Rollberg‘ (RBS: 08258, KGEP: 03043 – Dietzgenstraße 175):[98] Auf 145.496 m² privatem Pachtland liegen 272 Parzellen, von denen 59 durch Dauerbewohner genutzt werden. Es ist nach dem Kleingartenentwicklungsplan 2004 eine hoch gesicherte[97] Anlage. Diese Die verpachteten Flächen der Anlage gehören der Evangelischen Kirche Rosenthal und werden von der Hilfswerk GmbH verwaltet. Die Kleingartenanlage 44164 KGA ‚Blankenfelder Straße 80‘ wurde am 14. Dezember 1994 in der amtlichen Liste als 8258 KGA ‚Am Rollberg‘ benannt. Der Kleingartenverein ‚Am Rollberg e. V.‘ wurde 1917 gegründet.[99] Der Gründung des „Gemeinnützigen Siedlungsverein Daheim“ folgte 1921 der Beschluss des Gemeindekirchenrat das Pachtland an "Daheim" zu verkaufen. Bereits seit 1913 hatten sich Polizisten angesiedelt und bebaut, sie schlossen sich später der Anlage an.[100] Der Status einer Kleingartenanlage bleibt erhalten, dennoch besteht im Unterschied zum Bundeskleingartengesetz durch die bestätigten Dauernutzer eine Siedlerungsöffnung nach Baurecht. Mit der durch Bundesrecht geforderten Einführung georeferenzierbarer Adressen für das Programmsystem ALKIS wurden Anlagenwege mit 30 neuen Straßennamen nach Berggipfeln und Kletterfelsen der Sächsischen Schweiz als gewidmete Privatstraßen genehmigt. Dabei wurde das Gebiet der KGA mit dem der Anlage Schönwald gemeinsam benannt.

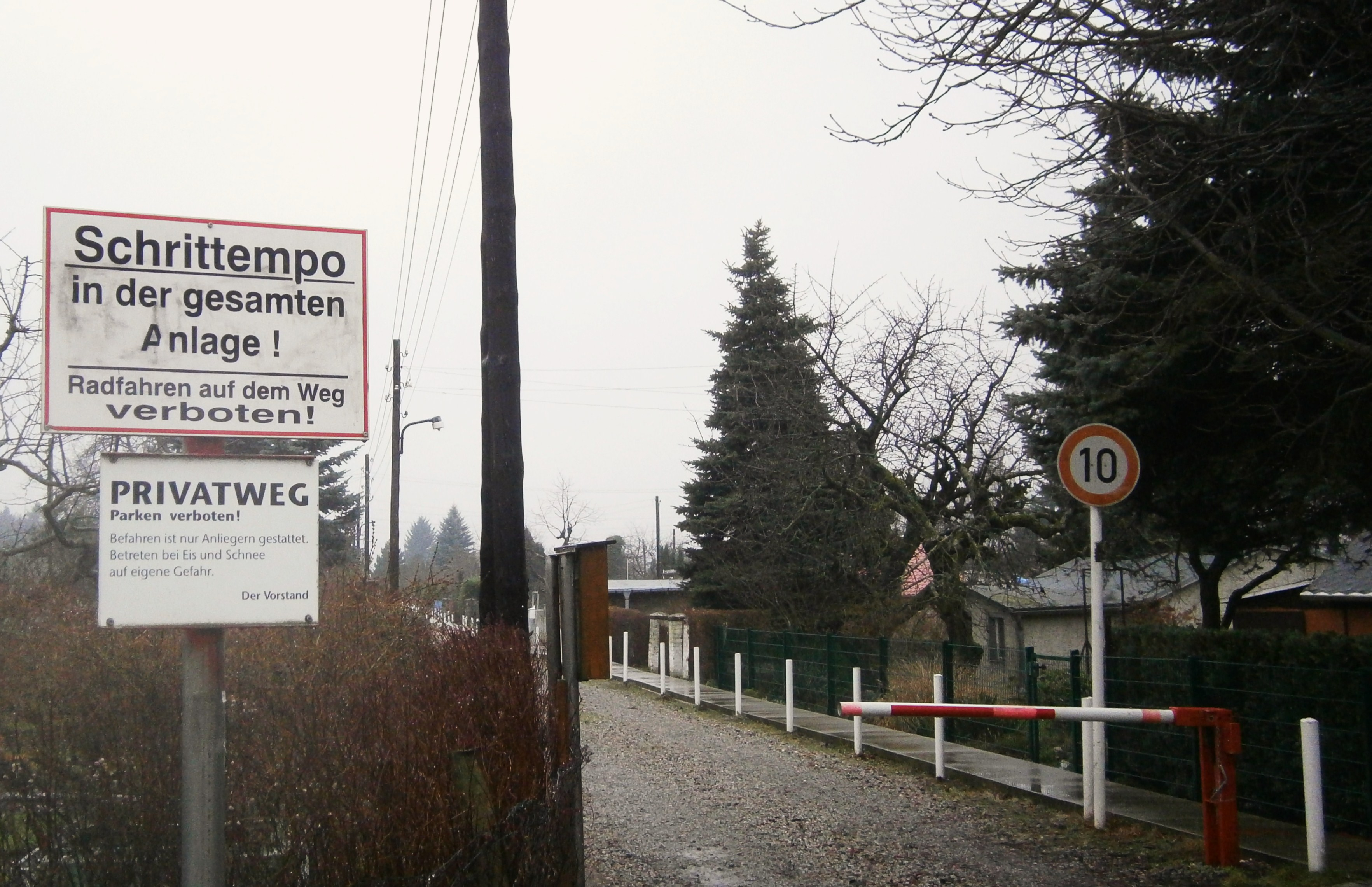
Friedensweg: Privatstraße in der Anlage ‚Daheim II‘, hier von der Friedenswegbrücke am Nordgraben nach Südwest

- KGA ‚Daheim II‘ (Dietzgenstraße 166–174, Lage). Die Daueranlage wurde 1918 gegründet und liegt mit 264 Parzellen (davon 18 Dauerbewohner) auf 152.442 m² privatem Land[97] und mit 76 Parzellen auf 41.898 m² landeseigenem Pachtland,[96] wobei ein Teil des letzteren für die „Tangentialverbindung Nord“ vorgesehen ist, die im Norden Berlins als Verkehrsprojekt ohne Priorität geplant ist. Der RBS Straßenschlüssel 44182 für die KGA Daheim 2 wurde am 12. November 2007 amtlich für KGA ‚Blankenfelder Straße 63‘ (44162) bei deren Umbenennung geändert. Die Kleingartenanlage liegt zwischen Friedensweg (am Friedhofsgelände) und dem Grenzweg im Norden, und parallel dazwischen der Mittelweg. Als private Anlagenwege sind diese drei nicht gewidmet und nicht im Straßenregister genannt. Die Anlage ‚Daheim‘ wurde im Juni 1980 als „Staatlich anerkanntes Naherholungsgebiet“ ausgezeichnet.[101]

- KGA ‚Humboldt‘ (KGEP 030074) besteht aus den Teilflächen ‚Graue Schule‘ (RBS: 08829), ‚Neues Heim‘ und ‚Wördenweg‘ (RBS: 08830) unter der postalischen Anschrift Friedrich-Engels-Straße 157–177 und umfasst 88 Parzellen. (Lage). Die Abteilung ‚Wördenweg‘ ist mit 13 Parzellen (sechs Dauernutzer) auf 11.591 m² als dauerhaft gesichert im Kleingartenentwicklungsplan (KGEP) eingetragen.[96] Die Abteilung ‚Neues Heim‘ hat auf 32.218 m² Landespachtland 54 Parzellen[102] und die Abteilung ‚Graue Schule‘ 21 Parzellen (zwei Dauerbewohner) auf 11.772 m² Privatland. Der KGA ‚Friedrich-Engels-Straße 169‘ wurde am 14. August 1997 die Bezeichnung KGA ‚Humboldt‘ Abt. ‚Neues Heim‘ (8314) amtlich zugeordnet.
Die Kleingartenanlage ‚Humboldt e. V.‘ wurde 1937 gegründet. Gemäß dem ‚Stadtentwicklungsplan Wohnen 2015‘ ist die KGA Humboldt nur bis nach 2025 gesichert, danach soll sie mit Wohnhäusern bebaut werden, sie gilt damit als ‚gefährdet‘.[103]

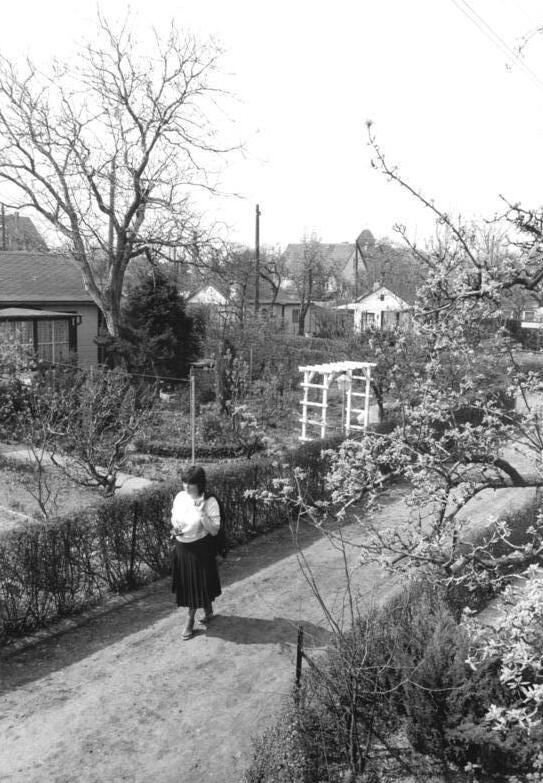
Kleingartenanlage ‚Kissingen‘ in Pankow-Rosenthal, „Staatlich anerkanntes Erholungsgebiet“, 1988

- KGA ‚Kissingen II‘ (KGEP 03078, RBS 08830) unter der Adresse Schönhauser Straße 8 (Lage) wurde 1927 gegründet und besitzt auf 45.320 m² Landespachtfläche 108 durch Flächennutzungsplan dauerhaft gesicherte[96] Parzellen. Bis zum 11. März 2002 wurde die Kleingartenanlage als KGA ‚Schönhauser Straße 8‘ (44374) geführt. Im Sommer 1926 musste die Vereinskolonie ‚Kissingen II‘ Berlin-Pankow, an der Kissingenstraße nahe dem S-Bahnhof Berlin-Pankow gelegen, dem Wohnungsneubau weichen. In Rosenthal wurde als Ausgleich Brachland zum Aufbau einer neuen Kleingartenanlage mit 138 Parzellen zur Verfügung gestellt. Die Kleingartenanlage ‚Kissingen II e. V.‘ wurde 1927 gegründet. Die Anlage liegt westlich vom Zingergraben über den sie an die „Garten- und Siedlergemeinschaft Einigkeit“ anschließt. Längs durch die Kolonie führt der Kissingenweg und die Gärten werden vom Kräuterweg an vom Zeisig- und Wachtelweg erschlossen, rechts (Süd nach Nord) folgen Amsel-, Bachstelzen-, Drossel-, Elster-, Finken-, Grünspechtweg bis Kuckucksweg, links liegen die Koloniewege Uhu-, Tauben-, Spatzen-, Raben-, Habichtsweg und zu letzterem seitwärts der Rotkehlchenweg der gegenüber von An der Vogelweide zum Seitenabschnitt der Hauptstraße führt.

- KGA ‚Nesselweg‘ (KGEP 03085) besitzt die postalische Anschrift Nesselweg 7 und 17 (Lage). Von dieser Anlage auf privatem Pachtland sind 19 Parzellen auf 12.805 m² mit fünf Dauernutzern durch den Flächennutzungsplan abgesichert[97] und sollen erhalten bleiben. Weitere 20 Parzellen (davon zehn Dauernutzer), die auf 12.925 m² inmitten von Eigenheimen liegen, sind nur bis 2015 gesichert und sollen danach mit Wohnhäusern bebaut werden.[104][103]

Die KGA ‚Nesselweg 7‘ erhielt am 18. Juni 2003 in der amtlichen Liste den Namen KGA ‚Am Nesselweg‘. In der Lage zwischen Schönhauser Straße und Nesselweg wurden bereits Gärten entwidmet und mit Wohnquartieren bebaut.
- KGA ‚Neuland Rosenthal‘ (KGEP 03087 – An der Priesterkoppel 26, Lage, RBS: 8259). Die Dauerkleingartenanlage[96] wurde 1945 gegründet und besitzt 112 Parzellen auf 68.700 m² landeseigenem Pachtland. Amtlich wurde die Anlage bis 14. Dezember 1994 als „KGA An der Priesterkoppel 26“ gelistet. Die Kleingartenanlage ‚Neuland Rosenthal e. V.‘ wurde 1945 gegründet. Die Anlage liegt zwischen Eigene Scholle und Zingergraben und von Süd nach Nord den Vereinswegen: Weg 1, Weg 3, Weg 5, Weg 7. Über die Eigene Scholle hinweg liegt die KGA ‚Tiefland‘. Die Kolonie Neuland liegt zentral auf dem Flurstück „Priesterkoppel“.

- KGA ‚Nordlicht‘ (Straße 52a Nr. 45b, Lage) ist eine Kleingartenanlage mit 154 Parzellen auf 91.389 m² Privatland, die nach Flächennutzungsplan[97] erhalten werden soll. (RBS: 44317) Die Anlage liegt östlich der Nordend-Friedhöfe am Ortsteilrand zu Französisch-Buchholz, wobei ein Teil auf ungenutztem und entwidmeten ehemaligen Friedhofsgelände besteht. Diese Fläche wurde erst nach 1989 für Kleingärten genutzt. Neben dem begrenzenden Nordweg sind die Koloniewege Zinnowitzer Weg (im Osten an die Strandpromenade anschließend), sowie Barther Weg und Greifswalder Bucht.

- Der ‚Kleingartenpark Rosenthal-Nord‘ (Quickborner Straße 12 und 14, Lage) liegt auf 39.746 m² landeseigenem Pachtland[96] (75 Parzellen) und mit 146 Parzellen auf 80.187 m² Privatland und ist im Flächennutzungsplan durch den Eintrag als „Kleingärten – Grünland“ dauerhaft gesichert. Gegründet wurde der Kleingartenpark ‚Rosenthal-Nord‘ am 3. November 1977. In der Anlage besteht ein 500 Meter langer Naturlehrpfad, ein Insektenhotel und der Kinderspielplatz.[105]

- KGA ‚Rosenthal-Süd‘ (Straße 129 Nr. 20, Lage) ist im Kleingartenentwicklungsplan (KGEP) unter der Nummer 03101 vermerkt. Die Dauerkleingartenanlage[96] auf 119.448 m² landeseigenem Pachtland besitzt 229 Parzellen. (Im Straßenregister unter 00211 vermerkt) Am 8. April 2003 wurden KGA ‚Rosenthal Süd I‘ (44352) und KGA ‚Rosenthal Süd II‘ (44353) zusammen amtlich als KGA ‚Rosenthal-Süd‘ benannt. Der Kleingartenverein ‚Rosenthal-Süd e. V.‘ wurde auf einem Getreidefeld zwischen Nordgraben, Märkischem Viertel, Wilhelmsruher Damm und Hauptstraße in Rosenthal 1979 gegründet und durch die Firma „VEB Landbau“ mit den vorbereitenden Arbeiten 1980 angelegt.[106] Ende der 1990er Jahre bedrohte das Projekt der Nordtangente hätte die Anlage ist aber mittlerweile aufgehoben worden.

- KGA ‚Tiefland‘ (KGEP 03110, RBS 08260) wurde 1946 gegründet. (An der Priesterkoppel 27, Lage) Diese (fiktive) Dauerkleingartenanlage[96] besitzt 64 Parzellen auf 37.879 m² landeseigenem Pachtland. Die KGA ‚An der Priesterkoppel 27‘ (44129) wurde am 14. Dezember 1994 amtlich als KGA ‚Tiefland‘ benannt. Die Neubauten am Bergrutenpfad liegen auf einem Teil vormaliger Gartenfläche. Die Kolonie liegt im Nordwesten des Flurstücks „Priesterkoppel“.

- KGA ‚Wasserwerk Rosenthal‘ (KGEP 03111, RBS 08991, 8992, 8993) wurde 1929 gegründet und liegt Am Angerweg 58/Nordendstraße 30 (Lage). Die 103 Parzellen mit neun Dauerbewohnern liegen auf 49.403 m² landeseigenem Pachtland und sind durch FNP-Eintrag dauerhaft gesichert.[96] Am 12. Februar 2003 wurden KGA ‚Angerweg 58‘, KGA ‚Angerweg 64‘ und KGA ‚Nordendstraße 30‘ zu den drei Abteilungen der KGA ‚Wasserwerk Rosenthal‘ (Abt. I, Abt. II, Abt. III) amtlich benannt. Die Kleingartenanlage ‚Wasserwerk Rosenthal e. V.‘ wurde 1929 gegründet, benannt nach dem vormals hier liegenden Wasserwerk mit dem Beamtenhaus. Die ‚Abteilung III‘ grenzt an die Nordseite der Nordendstraße. Sie ist durch den Zingergraben von ‚Abteilung I‘ (westlich) und ‚Abteilung II‘ (östlich) getrennt, die an den Angerweg südlich anliegen.

- KGA ‚Windige Ecke‘ (Straße 132 Nr. 21, Lage) wurde 1948 gegründet und besitzt 62 Parzellen. Die 40.895 m² landeseigenes Pachtland gelten durch den Eintrag im FNP als Kleingärten/Grünland nach Kleingartenentwicklungsplan (KGEP Berlins) als dauerhaft gesichert.[96] Der Kleingartenverein ‚Windige Ecke e. V.‘ wurde 1948 gegründet und auf einer vormaligen Feuchtfläche errichtet. Er liegt in der Mitte des Karrees von Kastanienallee, Schönhauser Straße und Zingergraben. Die Verlängerung der Kirchstraße und die Straße 132 sowie ein kleiner Weg von der Schönhauser Straße an der Anlage Schönwald entlang führt in die Kleingartenanlage, die zu den Kleingartenanlagen Neuland Rosenthal und Schönwald benachbart ist. Der Zingergraben ist die Anlagengrenze zu ‚Neuland Rosenthal‘ ist. Durch die Kolonie führt eine Verlängerung der Kirchstraße, die ungewidmet blieb jedoch als Straße 134 beschildert ist. Die Koloniewege unter Aufsicht des Vereins sind südlich davon der Rosenweg und Narden zur Schönhauser Straße hin Astern-, Dahlien-, Nelken-, Tulpenweg. Die Anlage wurde im Juni 1980 als „Staatlich anerkanntes Naherholungsgebiet“ ausgezeichnet.[101] Die Kolonie liegt im Osten des Flurstücks „Priesterkoppel“.

### Wohnsiedlungen

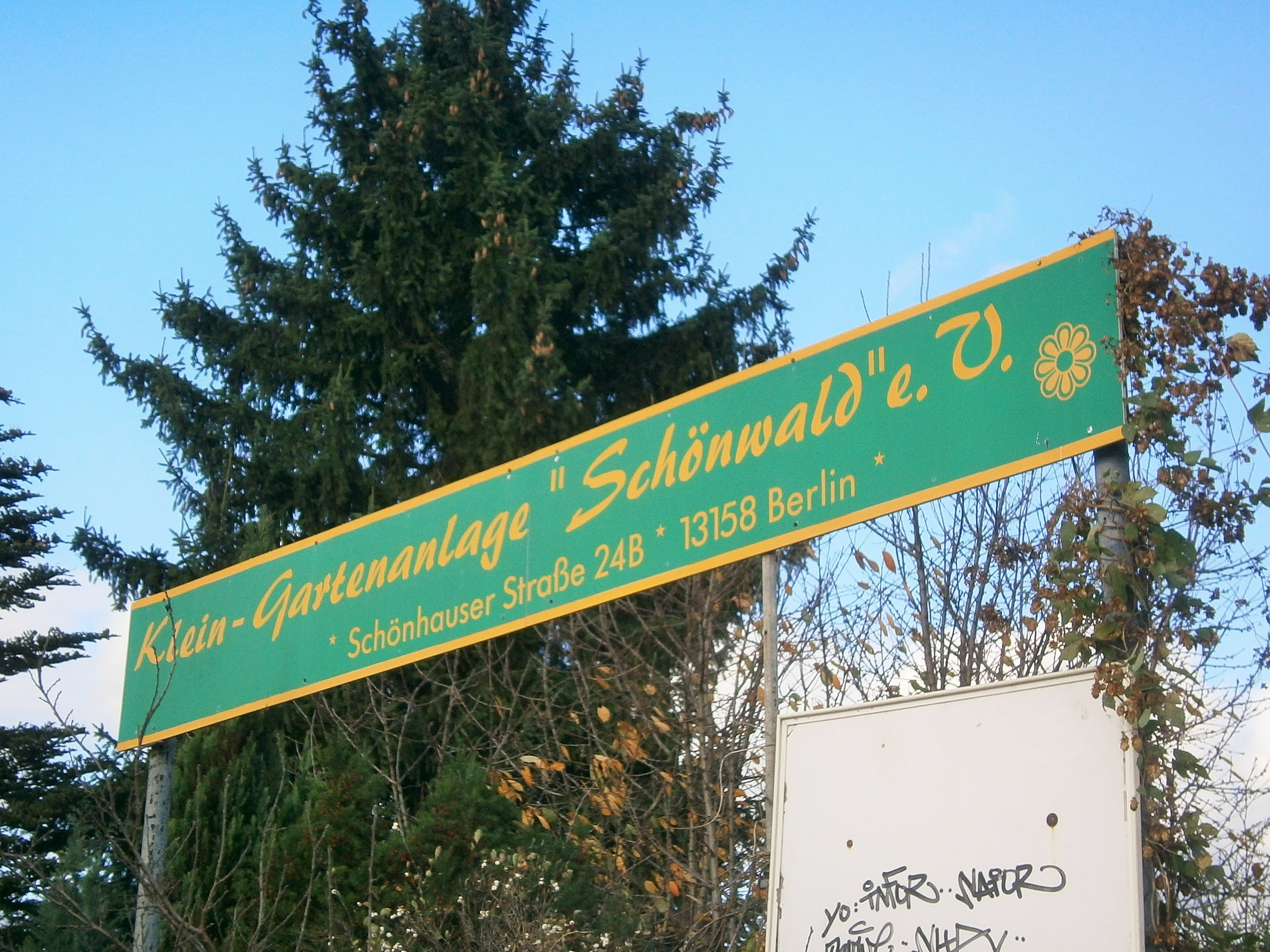
KGA Schönwald an der Schönhauser Straße

Neben diesen Kleingärten nach Bundeskleingartengesetz sind einige Kolonien auf Siedlerwunsch als Dauerwohnsiedlungen umgewidmet oder als Siedlungen auf öffentlichem Bauland entwidmet worden und so nicht mehr im Kleingartenentwicklungsplan aufgeführt. Diese Anlagen wurden teilweise unter Beibehaltung des Vereinscharakters zu Bauland oder Eigenheimsiedlungen.
Bislang waren in großen Gartenanlagen die Adressen über die einheitliche Grundstücksadresse einer angrenzenden öffentlichen Straße mit dem Zusatz der interne Wegebezeichnung und Parzellennummer definiert: „X-Straße YY Z-Weg Parzelle NN“. Diese Adressform ist nicht georefenzierbar, gemäß Bundesrecht muss Berlin in das Liegenschaftskataster das Programmsystem ALKIS einführen. Für die „georeferenzierte Gebäudeadresse“ muss eine „eindeutige Adresse mit Hausnummer“ vorliegen. Deshalb wurden in Pankower Ortsteilen die Wege und Verbindungen bei Anlagen in Abstimmung mit den Anliegern und Eigentümern gewidmet und neue Straßennamen vergeben. Im Planungsprozess wurde geprüft, ob diese neuen Straßennamen im Stadtgebiet (des Landes) Berlin eindeutig sind.
- KGA ‚Gartenfreunde Nordend‘ 03066 (Straße 52a Nr. 2, Lage). Sie wurde 1919 gegründet und besitzt 55 Parzellen auf 30.299 m² landeseigenem Pachtland[102] und 65 Parzellen auf 40.662 m² Privatland,[104] die im Bestand nicht gesichert sind.

- Siedlung Schönwald – Abteilung Reiche, RBS: 8587 (Lage). Die „KGA Schönhauser Str. 22“ wurde am 8. September 1999 in KGA Schönwald Abt. Reiche umbenannt und ist nicht mehr im Kleingartenentwicklungsplan aufgeführt.

- „Bauland Ostsee“ (RBS: 08258), diese Fläche liegt teilweise schon in Französisch Buchholz entlang der Strandpromenade, die als Straße beschildert aber amtlich (noch) nicht gewidmet wurde. Hier werden von Eigentümern Einfamilienhäuser aufgebaut. Die anfangs als „KGA Straße 52a Nr. 45 (44405)“ geführten Kleingärten wurden am 5. September 2003 amtlich als „KGA Ostsee“ (8823) benannt und später entwidmet und nicht mehr im Kleingartenentwicklungsplan aufgenommen.

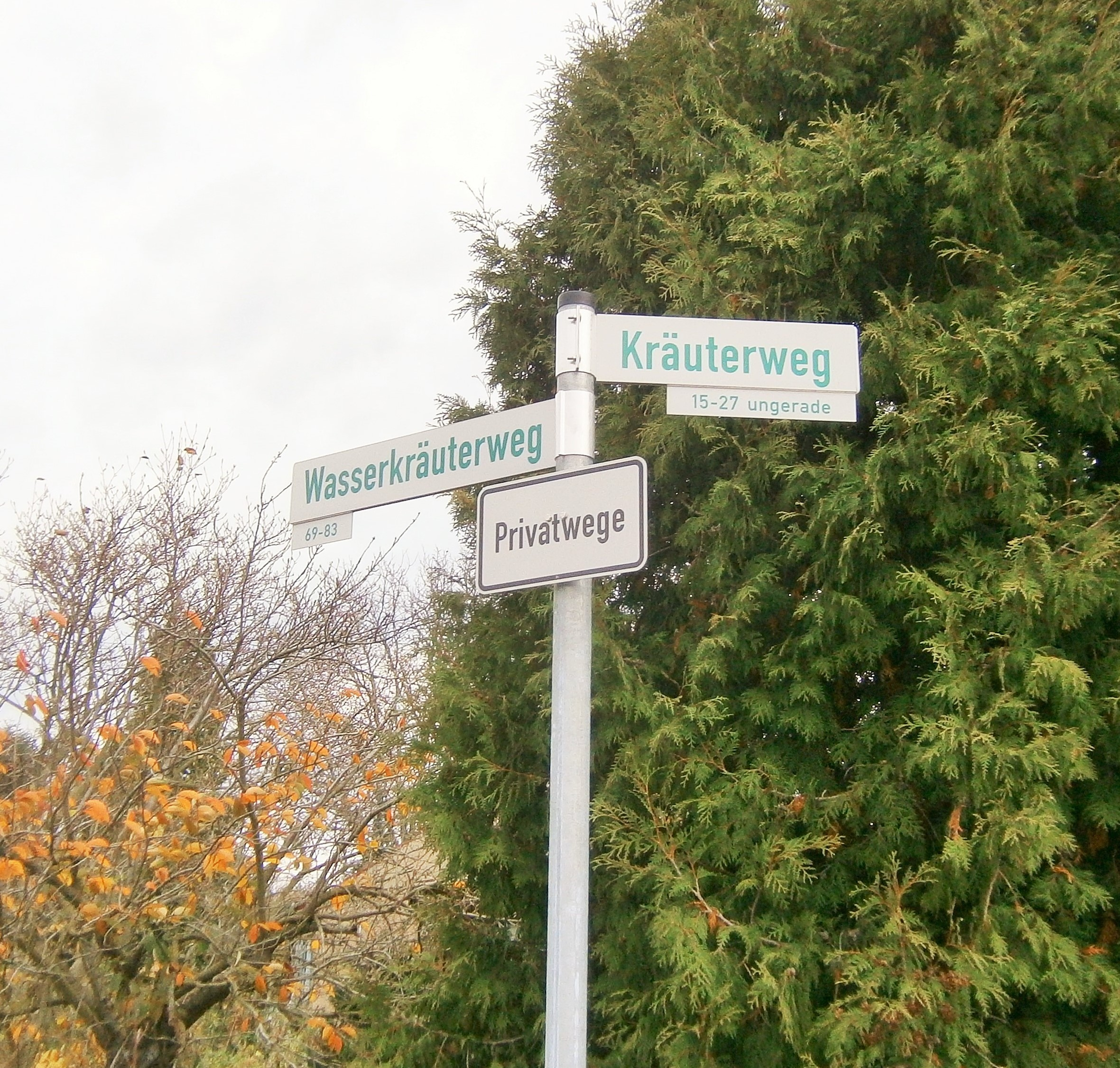
Neue Straßenbeschilderung der Privatstraßen innerhalb der Anlage Einigkeit

- ‚Anlage Einigkeit‘ (RBS: 08313 Lage). Die ‚KGA Blankenfelder Straße 94‘ wurde am 14. August 1997 amtlich wieder als Anlage Einigkeit benannt. Die Anlage wurde 1916 gegründet. Sie ist eine Gartenanlage ohne den Zwang zur kleingärtnerischen Nutzung. Die Gärten werden gemietet, das Eigentum an den Baulichkeiten, dem Aufwuchs und den Außenanlagen sowie die Möglichkeit des Wiederverkaufs werden vertraglich zugesichert. Allerdings ist die Anlage nicht im Kleingartenentwicklungsplan aufgeführt, dennoch ist der Bestand der Gartenanlage durch den Flächennutzungsplan gesichert,[108] das Pachtland steht in Landeseigentum und wird vom Bezirksamt Pankow verwaltet. Im September 2011 wurden auf Beschluss des Bezirks 35 Wege in der Anlage benannt und sind amtlich als Privatstraßen gewidmet.[109] Die Benennungen erfolgten auf Antrag der Verwalterin der Privatwege in der Anlage Einigkeit (Bezirksamt Pankow, Abt. Jugend und Immobilien, SE Immobilien) und sind mit dem organisierenden Verein abgestimmt. Sämtliche Wege in dieser Anlage wurden nach Kräuter-, Heil- und Gewürzpflanzen benannt. Diese neu benannten Straßen liegen am Nordrand des Ortsteils zwischen Mönchmühler Straße, Ortsteil Blankenfelde, Dietzgenstraße und am südlichen Rest des Blankenfeldergrabens zum Zingergraben (beiderseits vom Nordgraben). Die Randstraßen der Anlage sind nunmehr (in Uhrzeigersinn) Heilkräuterweg, Dietzgenstraße, Wiesen-, Feld-, Wasserkräuterweg, Mönchmühler Straße.[31] Die Verbindung über den Nordgraben bildet der Frauenmantelweg mit der Blumenwegbrücke. Die Privatstraßen der Anlage nördlich vom Nordgraben sind der zentrale Kräuterweg und Kräuterplatz, von West nach Ost Nachtkerzenweg, Majoranweg, Lorbeerweg, Kampferweg und Kümmelweg, Johanniskrautweg, Ingwerweg, Huflattichweg, Goldrutenweg, Estragonweg, Dinkelweg, Currykrautweg und von Nord nach Süd querliegend Queckenweg, Rotkleeweg, Schnittlauchweg, Thymianweg, Wildkräuterweg, Brunnenkresseweg (im Osten). Südlich vom Nordgraben liegt am Graben entlang der Gebirgskräuterweg, südlicher der Feldkräuter- und Wiesenkräuterweg. Vom Nordgraben nach Süden liegen von West nach Ost der Hamamelisweg, Gierschweg, ein Teil des Wiesenkräuterwegs und der (einzige) durchgehende Frauenmantelweg, Eisenkrautweg, Dillweg, Chiliweg, Basilikumweg, Anisweg. Von der Mönchmühler Straße am Nordwestteil Pfefferminzweg und Oreganoweg, sowie Heilkräuterweg (Nordrand) und Wasserkräuterweg (Südrand). Vorgeschlagene Namen: Rosmarinweg und Waldmeisterweg wurden nicht genutzt.

- Für die ‚KGA Am Rollberg‘ und die benachbarte ‚Anlage Schönwald‘ wurden die als Anlagenwege zwischen den Gartengrundstücken liegenden Privatwege neu benannt und im planungsrechtlichen Verfahren gewidmet, sie sind dadurch georeferenzierbar mit Straßenname und Grundstücksnummer benannt.[110] „Als Namensvorlage wurden Berggipfel und Steine auf dem Gebiet der Sächsischen Schweiz (Elbsandsteingebirge) eingesetzt.“[111] Die Benennung der Privatwege erfolgte im Auftrag der Evangelischen Kirchengemeinde Berlin-Rosenthal, die Eigentümerin beider Anlagen ist und wurde von der bevollmächtigten „Hilfswerk-Siedlung“ beantragt. Am 28. August 2013 erfolgte die Kenntnisnahme der Absicht zur Benennung durch die BVV. Im Einzelnen wurden die folgenden bereits vorhandenen Privatstraßen neu benannt. Zu beiden Anlagen gehört der Liliensteinweg. In der Anlage ‚Schönwald‘ – im Westen des Benennungsgebiets – befinden sich Affensteinweg, Altarsteinweg, Arnsteinweg, Basteiweg, Benediktsteinweg, Bernhardsteinweg, Brausensteinweg, Katzsteinweg, Kleinsteinweg, Kohlbornsteinweg, Lasensteinweg, Lorenzsteinweg, Luchsteinweg, Müllersteinweg, Pöhligsteinweg, Rotsteinweg, Schrammsteinweg, Zschirnsteinweg. Die folgenden Privatwege liegen in der Kleingartensiedlung ‚Am Rollberg‘: Cupetiussteinweg, Friensteinweg, Hohler-Stein-Weg, Lampertssteinweg, Papststeinweg, Pfaffensteinweg, Quirlweg, Rauensteinweg, Rauschensteinweg, Rittersteinweg, Zirkelsteinweg.

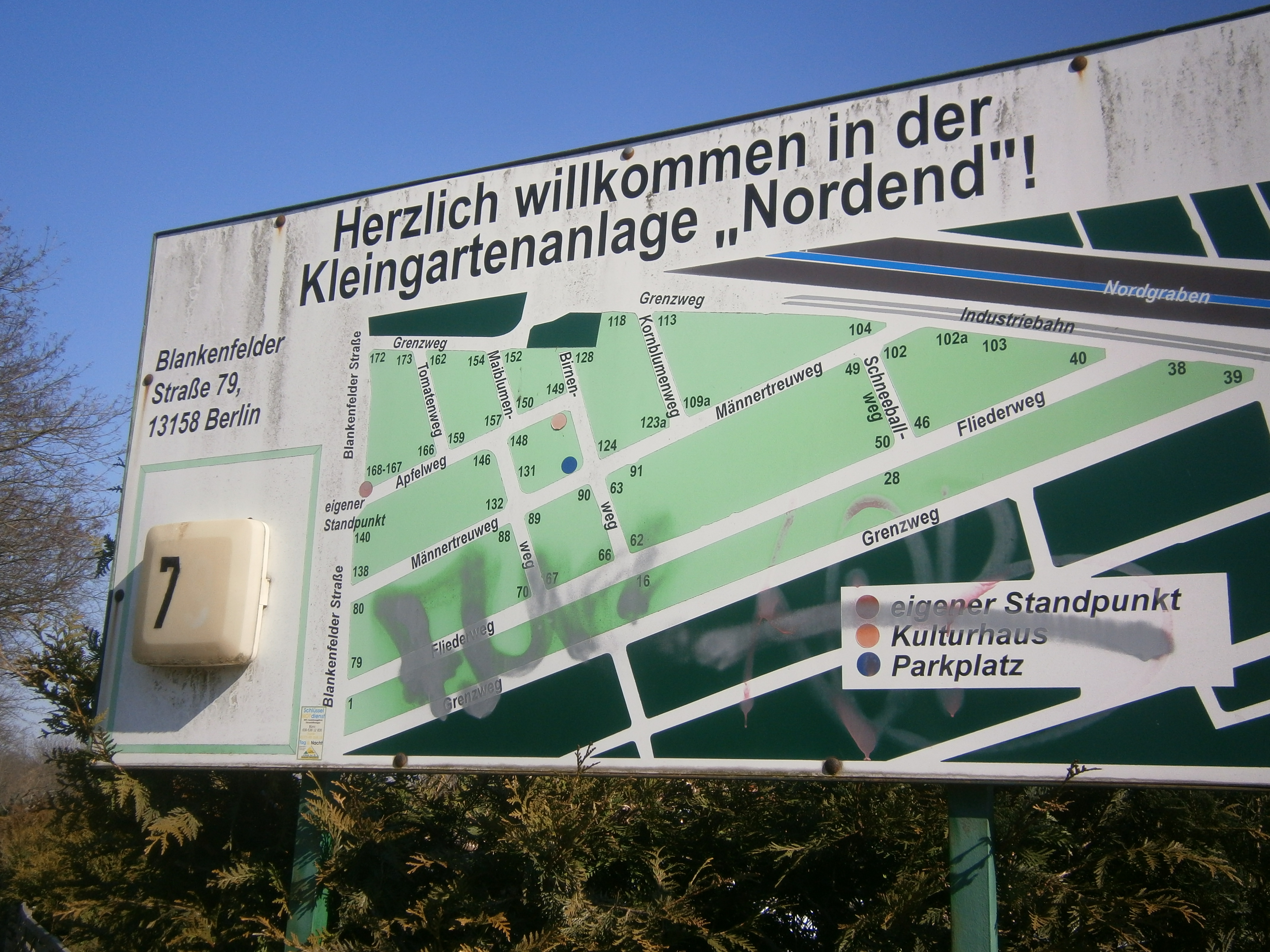
Gartenkleinsiedlung, Schild am Buntsteinweg (mit den vorherigen Namen der Wege)

- ‚Gartenkleinsiedlung Nordend‘: Die Anlage (RBS: 08312, Dietzgenstraße 186, Lage) schließt sich nach Norden an die KGA „Daheim II“ an. Sie schließt im Norden an die Ortsteilgrenze, die der Nordgraben markiert, vor der im Ortsteil die erhöhte Trasse der ehemaligen Güterbahn liegt. Im Kleingartenentwicklungsplan 2010 ist die Anlage mit ihren 126.263 Quadratmetern nicht mehr aufgenommen. Im Rahmen der bundesweiten Einführung des Programmsystems ALKIS in das Liegenschaftskataster sollen die Grundstücke über eine Georeferenzierte Gebäudeadresse verfügen. Deshalb wurden die bisher unter der Anlagenadresse zusammengefassten Gartenwege neu benannt und als Privatstraßen gewidmet.[32] „Es wurden einige Wege zusammengefasst, um nicht jeden kurzen Abzweig eigenständig benennen zu müssen. Für eine ausreichende Orientierung innerhalb der Anlage sind 8 Benennungen unumgänglich.“[32] Das Thema der Wegenamen erfolgte nach Erdschichten und Gesteinsarten, die in der „Geologischen Wand“ der nahe gelegenen Parkanlage Botanischer Volkspark Blankenfelde enthalten sind. Auf dieser Wand sind etwa 150 Gesteinsarten und Erdschichten der obersten Erdkruste im Berliner Raum repräsentiert. Damit wird ein lokaler Bezug der Straßennamen erreicht. Die Wahl der Namen für die gewidmeten Privatwege war eingeschränkt um Doppelungen innerhalb Berlins zu vermeiden.[112][32] Die neuvergebenen Namen sind Lehmweg, Tonweg, Buntsteinweg, Marmorweg, Granitweg, Schiefertonweg, Zechsteinweg, Kieselweg.

### Parks und sonstige Freiflächen
- Friedhöfe Nordend (Evangelischer Friedhof Nordend): Die drei um 1900 außerhalb des Berliner Stadtgebietes angelegten Friedhöfe Berliner Kirchgemeinden haben eine Fläche von etwa 40 Hektar, die aber nur in den vorderen Teilen pietätsbefangen belegt sind. Jeder der drei Bereiche hat durch die vormals getrennte Anlage eine Hauptachse mit einem Eingang an der Dietzgenstraße. Da die Himmelfahrts- und die Friedensgemeinde ihren Sitz im Westteil Berlins hatten, wurde der Zugriff durch DDR-Behörden auf die Flächen durch die Zusammenlegung der Friedhofsflächen für die evangelische Kirchgemeinden der Nordendfriedhöfe gehindert.[113] Die drei Teilbereiche sind als Gesamtanlage in die Denkmalsliste
  - Bereich Gethsemane (Dietzgenstr. 120, Lage). Die Gesamtanlage des Friedhofs der Gethsemane-Kirchengemeinde (vormals Blankenfelder Straße 23, nunmehr Dietzgenstraße 120), bestehend aus Kapelle, Wartehalle, Einfriedung und Verwaltungsbau von 1897 bis 1910 stehen auf der Denkmalsliste.[38] Der Alleequartierfriedhof liegt auf einer Fläche von 86.847 m². Hier befinden sich 391 Einzelgräber von Opfern von Krieg und Gewaltherrschaft.
  - Bereich Zions (Dietzgenstraße 158,Lage) liegt auf 93.284 m² und ist ein Alleequartierfriedhof mit 398 dauerhaft geschützten Einzelgräbern für Kriegsopfer.
  - Frieden-Himmelfahrt (Dietzgenstraße 130Lage). Die Gesamtanlage aus Kapelle (1898–1899) und Grabmälern für die Gefallenen des Ersten Weltkriegs auf dem Friedhof der Himmelfahrt- und Friedenskirchengemeinde stehen auf der Denkmalliste.[39] Dieser Alleequartierfriedhof liegt auf 140.662 m² Fläche, es bestehen für Opfer von Krieg und Gewaltherrschaft 71 Einzelgräber und zwei Sammelgräber auf 30 m².

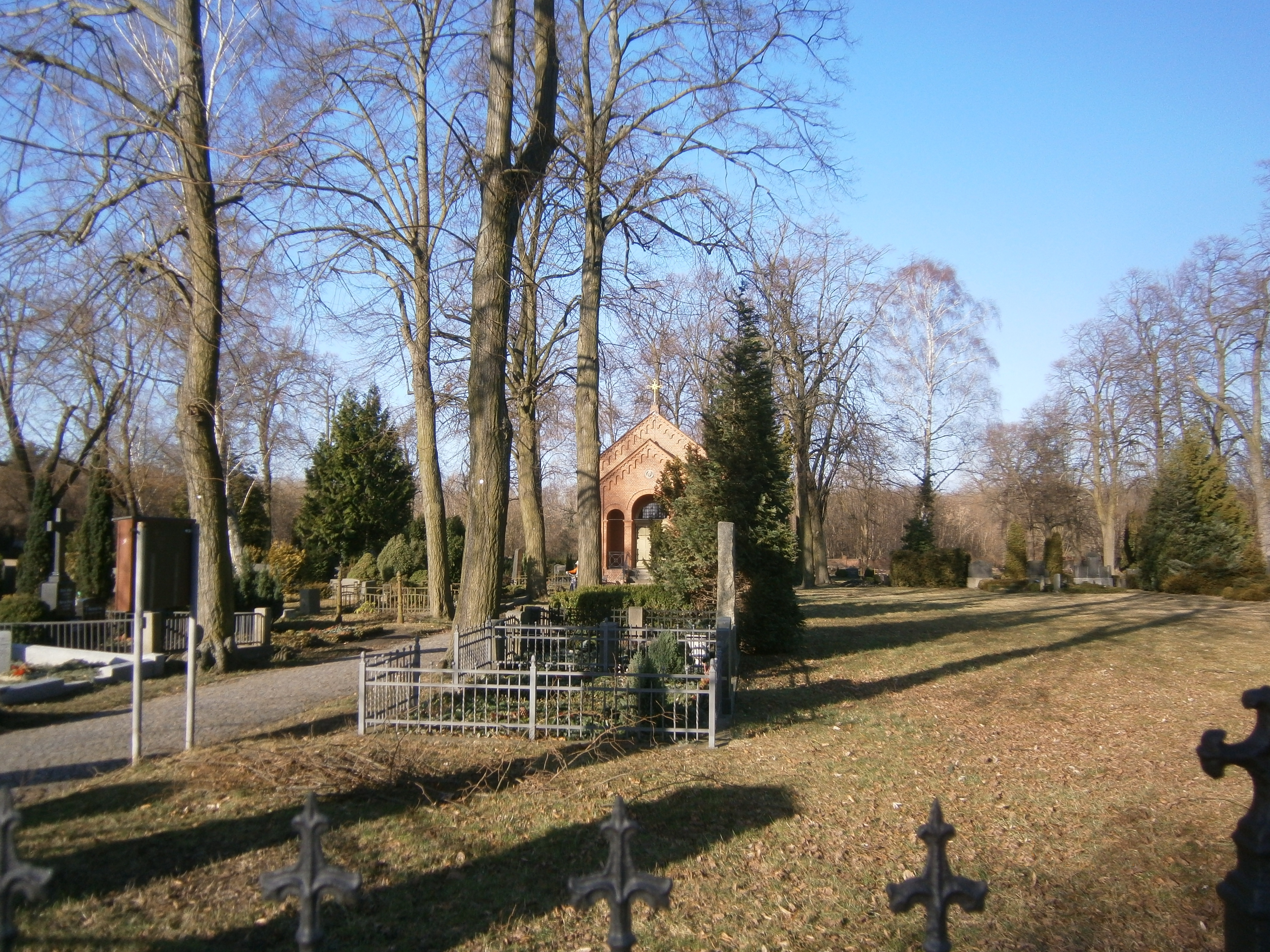
Mönchmühler Straße westwärts Blick auf den ev. Friedhof Rosenthal

- Dorffriedhof Rosenthal: An der Hauptstraße 149 direkt an der Kirche befindet sich der alte Rosenthaler Friedhof mit 2914 m². Er ist als Ensemble Garten- und Baudenkmal ausgewiesen.

- Evangelischer Neuer Friedhof Rosenthal (Lage) liegt an der Mönchmühler Straße 12/14 nahe der nördlichen Ortsteilsgrenze. Der 1901 angelegte Gemeindefriedhof lag seinerzeit zwischen dem Ortsrand und den sich anschließenden Feldern. Nach drei Seiten ist er durch eine Klinkermauer und zur Straße mit einem schmiedeeisernen Zaun begrenzt. Zentral liegt die Kapelle und im nördlichen Bereich existieren Wandgräber aus der Anlagezeit. Es ist ein Alleequarierfriedhof auf 10.210 m², dessen Fläche längs des Rundweges eine äußere einreihige Baumpflanzung und eine zentrale Mittelallee besitzt.[114] Acht Einzelgräber der Opfer von Krieg und Gewaltherrschaft befinden sich in geschützter Ehrengrabanlage.

- Landeseigener Friedhof Pankow VII (Wilhelmsruh) liegt im Ortsteil westlich an der Uhlandstraße 54–56 (Lage) zum Märkischen Viertel hin gelegen, vormals in der Grenzzone der Berliner Mauer. Deshalb waren die (zwischen 1961 und 1990 unbelegten) westlichen Friedhofsteile erst nach der Wende nutzbar. In diesem Bereich wurde die Urnengemeinschaftsanlage angelegt, vor der Kriegsgräberstätte mit 70 Einzelgrabstätten.

- Sportplätze „Nordend-Arena“ (Lage), südlich vom Nordgraben gelegen und im Westen begrenzt von der Garten- und Siedlergemeinschaft Einigkeit. Diese Sportanlage und der Sportplatz des FC Concordia Wilhelmsruh liegen zwischen Kräuter- und Wiesenkräuterweg westlich der Dietzgenstraße.